# Basel
Basel (baseldeutsch [ˈbɐːsə̆l], standarddeutsch [ˈbɑːzəl], französisch Bâle, italienisch Basilea, rätoromanisch Basileaⓘ) ist eine Schweizer Grossstadt sowie Hauptort des Kantons Basel-Stadt, der ausserdem die Gemeinden Riehen und Bettingen umfasst. Nach Zürich und Genf ist Basel mit 176'329 Einwohnern die drittgrösste Stadt der Schweiz.
Basel gilt als die Kulturhauptstadt der Schweiz und wird auch international als «Stadt der Museen» bezeichnet. Denn mit nahezu 40 Museen auf dem gesamten Kantonsgebiet und einem breiten Kulturangebot ist Basel für seine zahlreichen Kunst- und Kulturinstitutionen von Weltrang berühmt, was die Stadt im Verhältnis zu ihrer Grösse und Bevölkerung ebenfalls zu einem der grössten Kulturzentren Europas macht. Das städtische Kunstmuseum stellt hier die gemeinhin als wichtigste erachtete öffentliche Kunstsammlung der Schweiz aus. Die Sammlung gilt mit dem im Jahr 1661 von der Stadt erworbenen «Amerbach-Kabinett» als das älteste öffentlich zugängliche Kunstmuseum der Welt.
Die 1460 gegründete Universität Basel ist die älteste der Schweiz sowie eine der ältesten in Europa. An ihr lehrten und forschten über die Jahrhunderte hinweg unter anderem Erasmus von Rotterdam, Paracelsus, Daniel Bernoulli, Leonhard Euler, Friedrich Nietzsche, Karl Jaspers, die Nobelpreisträger Werner Arber und Tadeus Reichstein und die Philosophin Jeanne Hersch. In Basel fand 1897 ausserdem der erste Zionistenkongress unter Leitung von Theodor Herzl statt. Insgesamt wurde der Kongress bis zur Staatsgründung Israels im Jahr 1948 zehn Mal in der Stadt am Rheinknie durchgeführt, somit öfter als in jeder anderen Stadt der Welt.

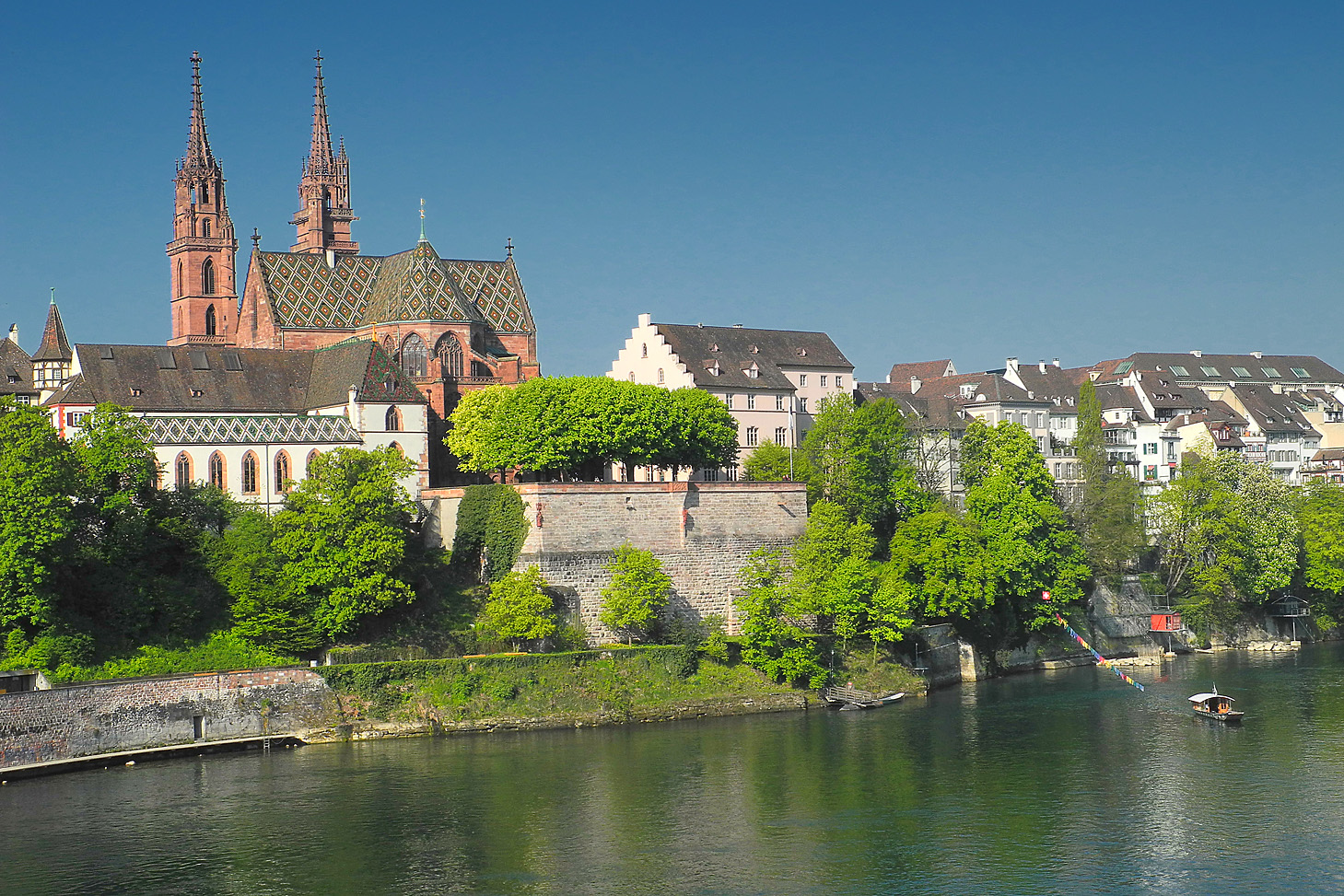
Das Basler Münster bildet zusammen mit seiner Pfalz das historische Zentrum der Stadt am Rheinknie

Basel ist ein weltweit führendes Zentrum der Chemie- und Pharmaindustrie, ein weltbekanntes Messezentrum sowie ein wichtiger Standort als Bankenplatz; so hat die Bank für Internationalen Zahlungsausgleich ihren globalen Hauptsitz in Basel. Gleiches gilt unter anderem für die beiden Pharmaunternehmen Novartis und Hoffmann-La Roche und das Versicherungsunternehmen Bâloise Holding.
Die Unternehmensberatungsfirma Mercer wertete Basel im Jahre 2024 neben Zürich und Genf zu den zehn Städten mit der weltweit höchsten Lebensqualität.

## Geografie

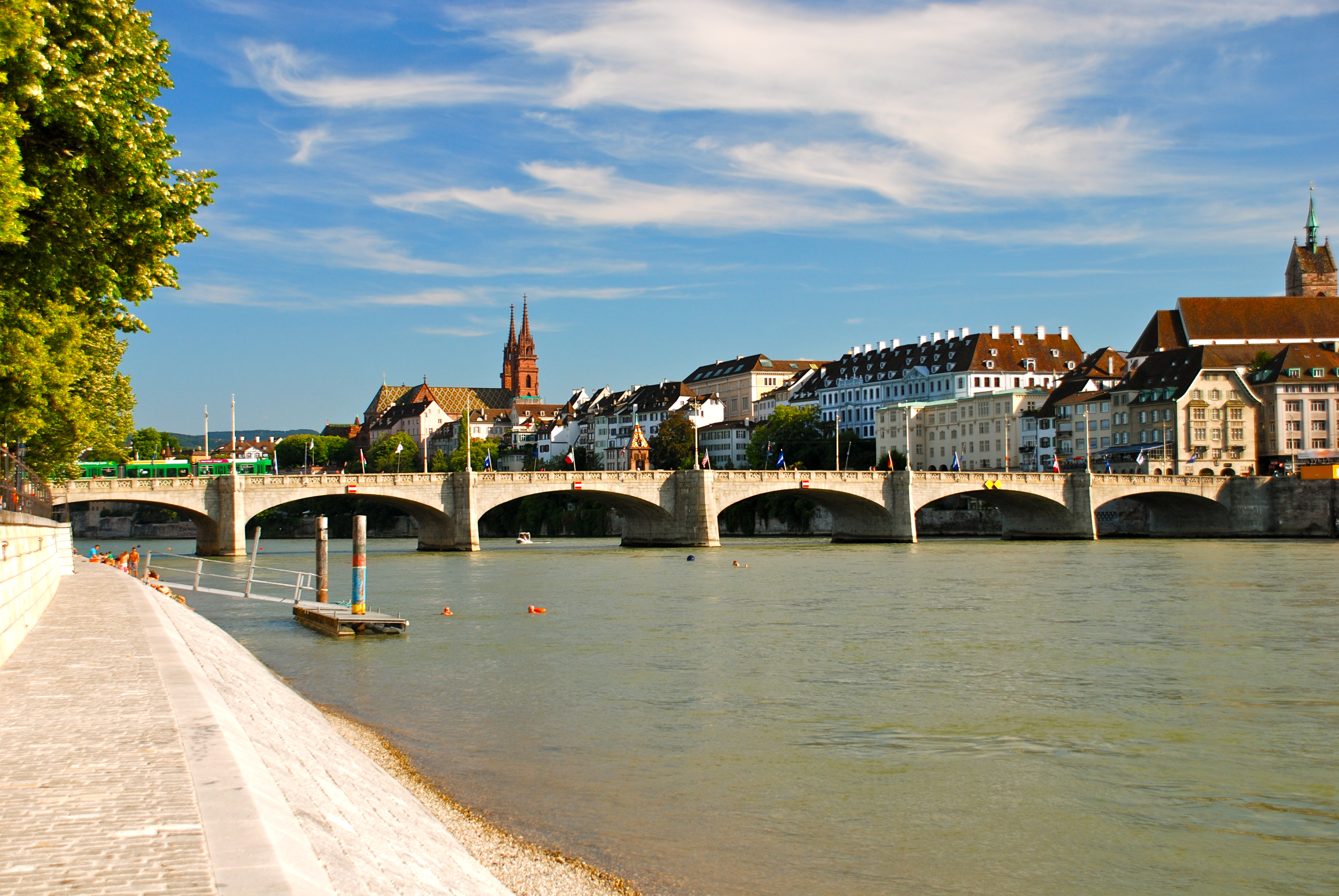
Der Münsterhügel Basels vom rechten Rheinufer aus betrachtet

### Lage

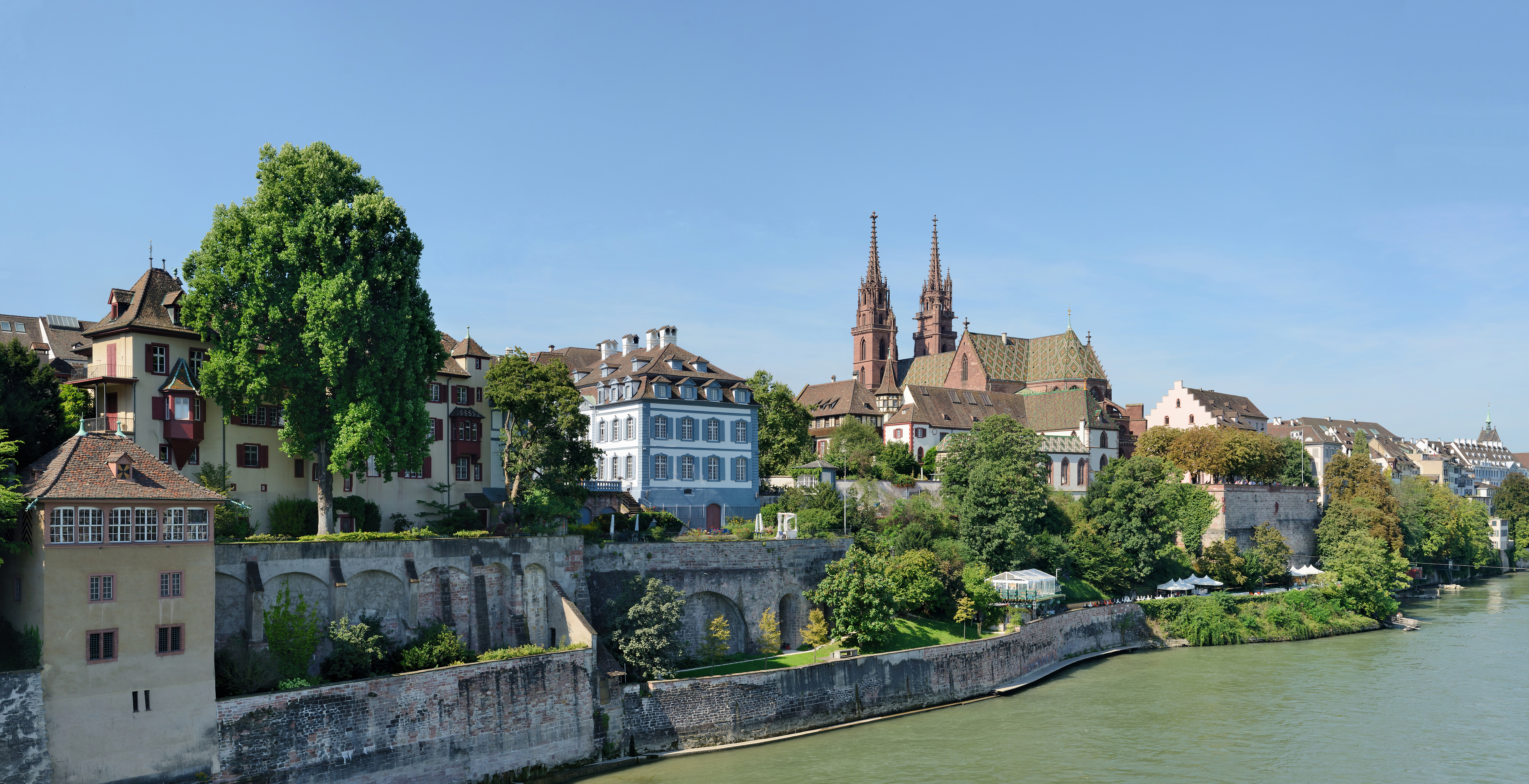
Basel, Münsterhügel und Rheinpfalz

Die im äussersten Nordwesten der Schweiz gelegene Stadt befindet sich zu beiden Seiten des Rheins. Neben dem Kanton Schaffhausen und Teilen des Kantons Zürich gehört Kleinbasel mit dem nördlichen Teil des Kantons Basel-Stadt zu den Gebieten der Schweiz rechts des Hochrheins.
Der Rhein ändert im Stadtbereich von Basel – beim Rheinknie zwischen dem Schweizer Jura und den Vorhöhen des Schwarzwalds – seine Fliessrichtung von Ost–West nach Süd–Nord. Hier endet der Rheinabschnitt Hochrhein und beginnt der Oberrhein. Kurz vor dieser Stelle mündet am höher gelegenen südlichen Rheinufer die Birs in den Hochrhein und bildet dort die Grenze zum Kanton Basel-Landschaft; auch der von der Birs abgeleitete Kanal St. Alban-Teich leitet von Süden kommend Wasser in den Rhein. Unmittelbar unter der Mittleren Brücke befindet sich die Mündung des Birsigs, der damit der erste Nebenfluss des Oberrheins ist. Am flacheren nördlichen Ufer dehnen sich grosse Industriegebiete aus, aus denen die Wiese in den Oberrhein zufliesst.
Der die Stadt prägende Rhein gilt von seiner Mündung in die Nordsee bis zur Basler Altstadt (historische Mittlere Brücke) als internationales Gewässer. Diese Verkehrsrechte erhielt die Schweiz 1868 durch die Mannheimer Akte.
Dank seiner Lage wurde Basel schon früh zum Knotenpunkt wichtiger Verkehrswege und damit ein bedeutender Handelsplatz. Die Stadt zählt deshalb zu den am dichtesten besiedelten Gebieten Europas, verfügt aber mit einer grossen Gemarkung über 320 Hektar Grünfläche und 71 Hektar Wald.
Die Stadt Basel und die beiden Gemeinden Riehen und Bettingen weisen einschliesslich ihrer Wasserflächen 3694 ha auf und bilden damit den flächenmässig kleinsten Schweizer Kanton. Dennoch sind innerhalb dieses verhältnismässig kleinen Landstücks beträchtliche Höhenunterschiede vorhanden. Den tiefsten Punkt im Kanton Basel-Stadt misst man am Rheinhafen in Kleinhüningen mit 245 m ü. M., der Münsterplatz im Zentrum liegt 270 Meter über Meer und die höchste Erhebung liegt oberhalb Bettingen bei St. Chrischona mit 522 m ü. M. – dort befindet sich auch der Fernsehturm St. Chrischona, das höchste freistehende Bauwerk der Schweiz.
Geodätisch gesehen liegt Basel auf dem gleichen Breitengrad wie St. John’s (Neufundland), die Magdalenen-Inseln (Kanada) und Seattle (Vereinigte Staaten) in westlicher Richtung sowie das Schloss Neuschwanstein und der Königssee (Deutschland), die ungarischen Grossstädte Budapest und Debrecen, Nikopol (Ukraine), Wolgodonsk (Russland) und die Kurilen-Insel Uschischir in östlicher Richtung. Denselben Längengrad teilt Basel mit der Ramstein Air Base, Koblenz, Münster, der ostfriesischen Insel Langeoog (alle Deutschland) und der norwegischen Insel Averøya in nördlicher Richtung sowie mit Turin (Italien), Katsina (Nigeria) und der Mündung des Imo River in den Atlantik in südlicher Richtung.

### Nachbargemeinden
Die Stadt Basel liegt am südlichen Ende der Oberrheinischen Tiefebene und am westlichen Beginn der Hochrheinebene am Dreiländereck Schweiz-Deutschland-Frankreich und hat aus diesem Grund Vororte in allen drei Ländern. Die Bewohner Basels werden Basler genannt (bzw. Stadtbasler zur Differenzierung von denen des Kantons Basel-Landschaft).
Die amtliche Ortschaft Basel ragt teilweise über den Gemeindebann hinaus. So befindet sich das Naherholungsgebiet der Brüglinger Ebene (mit den Sport- und Veranstaltungsstätten St. Jakob) innerhalb der amtlichen Ortsbezeichnung Basel, obwohl auf Boden der Nachbargemeinde Münchenstein liegend.
Die an Basel grenzenden Nachbargemeinden sind (im Uhrzeigersinn):
- im Norden Weil am Rhein (Land Baden-Württemberg, Deutschland)
- im Nordosten Riehen (Kanton Basel-Stadt)
- von Ost bis Süd Birsfelden, Muttenz, Münchenstein und Reinach (im Kanton Basel-Landschaft),
- von Süd bis West Bottmingen, Binningen und Allschwil (ebenso im Kanton Basel-Landschaft)
- im Nordwesten die Gemeinden Saint-Louis und Huningue (Elsass, Région Grand Est, Frankreich).

Liestal, der Hauptort des Kantons Basel-Landschaft (oft Basel-Biet), liegt ungefähr 15 km südöstlich von Basel und ist Teil derselben Agglomeration.

Blick vom Martinsturm des Basler Münsters auf Kleinbasel und das Rheinknie. Links am Rand ist die Mittlere Brücke zu erkennen, rechts sind Messeturm, Roche Tower und die Wettsteinbrücke zu erkennen.

### Klima
Die Stadt Basel hat dank der Lage im Rheintal durch die von der Burgundischen Pforte einströmende mediterrane Luft und auch aufgrund der geschützten Lage wie in einem Talkessel ein äusserst mildes, sonniges Klima und dank dem Möhlin-Jet im Vergleich zum Mittelland im Herbst wenig Nebel. Die Jahresmitteltemperatur für die Normalperiode 1991 bis 2020 beträgt 10,9 Grad Celsius, wobei im Januar mit 2,1 Grad Celsius die kältesten und im Juli mit 20,2 Grad Celsius die wärmsten Monatsmitteltemperaturen gemessen werden. Im Mittel sind hier rund 60 Frosttage und 10 bis 11 Eistage zu erwarten. Sommertage gibt es im Jahresmittel rund 59, während normalerweise 14 Hitzetage zu verzeichnen sind. Die Wetterstation von MeteoSchweiz liegt auf einer Höhe von 316 m ü. M. im Vorort Binningen, ca. 2 km vom Stadtzentrum entfernt (Luftlinie).
Mit 12,26 Grad Celsius lag die Jahresmitteltemperatur 2018 um 2,52 Kelvin über dem Mittel des Zeitraums 1961 bis 1990 in Höhe von 9,74 Grad Celsius. Es fällt vergleichsweise wenig Regen mit rund 842 mm im Jahr (Periode 1991–2020). Es gedeihen auch deshalb verschiedene exotische Pflanzen- und Palmenarten ausgezeichnet. Die Sommer können sehr heiss ausfallen, während die Winter auch im Vergleich zur übrigen Deutschschweiz meistens mild sind.
|                        | Jan  | Feb  | Mär  | Apr  | Mai  | Jun  | Jul  | Aug  | Sep  | Okt  | Nov  | Dez  |   |       |
| Mittl. Temperatur (°C) | 2,2  | 3,2  | 7,0  | 10,7 | 14,6 | 18,2 | 20,2 | 19,7 | 15,4 | 11,1 | 6,0  | 2,9  | ⌀ | 11    |
| Mittl. Tagesmax. (°C)  | 5,1  | 7,1  | 11,8 | 16,2 | 20,0 | 23,7 | 25,8 | 25,3 | 20,7 | 15,4 | 9,2  | 5,7  | ⌀ | 15,5  |
| Mittl. Tagesmin. (°C)  | −0,5 | −0,1 | 2,6  | 5,5  | 9,5  | 13,1 | 14,9 | 14,8 | 11,0 | 7,6  | 3,2  | 0,4  | ⌀ | 6,9   |
|                        |      |      |      |      |      |      |      |      |      |      |      |      |   |       |
| Niederschlag (mm)      | 48   | 45   | 50   | 64   | 98   | 87   | 89   | 88   | 70   | 74   | 65   | 65   | Σ | 843   |
|                        |      |      |      |      |      |      |      |      |      |      |      |      |   |       |
| Sonnenstunden (h/d)    | 2,1  | 3,0  | 4,4  | 5,6  | 6,0  | 7,1  | 7,6  | 7,0  | 5,3  | 3,5  | 2,2  | 1,7  | ⌀ | 4,6   |
|                        |      |      |      |      |      |      |      |      |      |      |      |      |   |       |
| Regentage (d)          | 9,1  | 8,4  | 8,9  | 9,3  | 11,7 | 10,6 | 10,1 | 10,2 | 8,5  | 10,4 | 10,0 | 11,0 | Σ | 118,2 |
|                        |      |      |      |      |      |      |      |      |      |      |      |      |   |       |
| Luftfeuchtigkeit (%)   | 81   | 76   | 69   | 67   | 71   | 70   | 68   | 71   | 77   | 82   | 83   | 82   | ⌀ | 74,7  |

| −0,5 |

| −0,1 |

| 2,6 |

| 5,5 |

| 9,5 |

| 13,1 |

| 14,9 |

| 14,8 |

| 11,0 |

| 7,6 |

| 3,2 |

| 0,4 |

| −0,5 |

| −0,1 |

| 2,6 |

| 5,5 |

| 9,5 |

| 13,1 |

| 14,9 |

| 14,8 |

| 11,0 |

| 7,6 |

| 3,2 |

| 0,4 |

### Geologie

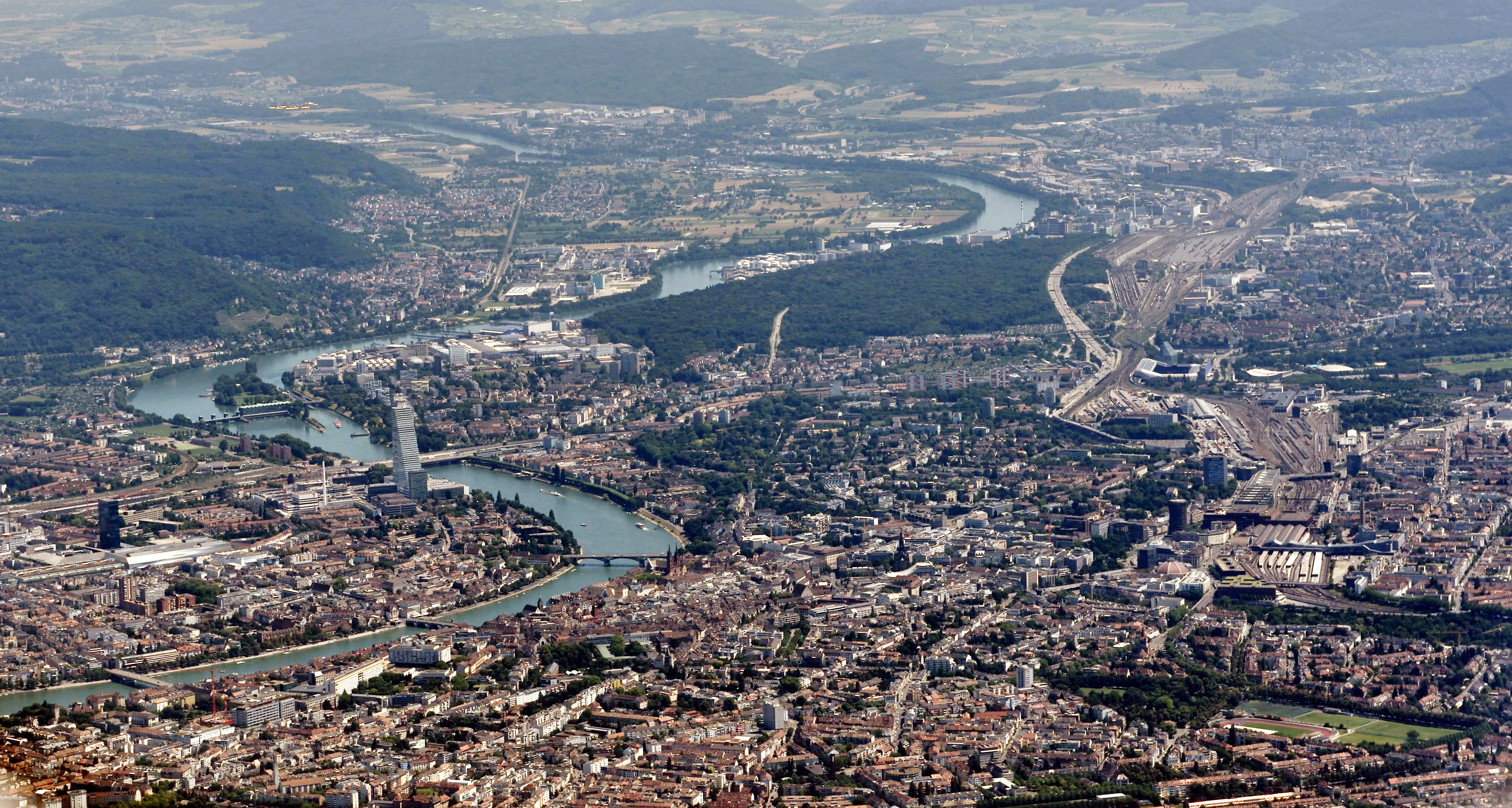
Basel und Rheinknie von nordwestlicher Sicht aus der Vogelperspektive

Basel liegt in einer vom Rhein geschaffenen Senke, die von drei niederen bis mittleren Gebirgszügen umgeben ist, im Westen befinden sich die französischen Vogesen, im Osten der deutsche Schwarzwald, im Süden, Südwest und -ost Ausläufer des Juras. Diese Senke hat wie oben erwähnt Auswirkungen aufs Klima der Stadt und Region; sie beginnt etwa 10 Kilometer südlich der Stadtgrenze und bildet das südliche Ende der Oberrheinischen Tiefebene.
Die südwestlichen Stadtgebiete (Grossbasel) befinden sich auf abgestuftem, in Richtung Rhein tiefer werdendem Niederterrassenschotter. Die Einfurchung des Birsig bewirkte die Unterteilung in ein Westplateau (früher auch Nordwestplateau genannt), das sich von den Gemeindegrenzen zu Binningen und Allschwil in Richtung französischer Landesgrenze und darüber hinaus weiter nordwärts erstreckt, sowie in ein Ostplateau (früher auch Südostplateau genannt), das sich von der Niederterrasse des linken Birsufers zum Rhein hin ausbreitet und im prägnanten Münsterhügel mit dem Martinskirchsporn als prominente Anhöhe endet. Entlang des Birsig lag ursprünglich eine Flussaue, die im untersten Abschnitt des Birsigtals nach und nach der entstehenden Talstadt weichen musste und heute ab der Eindolung beim Heuwaage-Viadukt gänzlich verschwunden ist. Im Breite-Quartier ist die Flussaue der Birs (einschliesslich St. Alban-Teich) teilweise erhalten oder renaturiert worden. Das Bruderholz besteht aus Lösslehm; Schwemmlehmablagerungen befinden sich an dessen Nordhang sowie entlang des Dorenbach-Kanals am Nordhang der Binninger Höhe.
Nordöstlich des Rheins (Kleinbasel) erstreckt sich eine breite, nur leicht abflachende Ebene, welche ursprünglich das Flussdelta der Wiese bildete. Dieses Augebiet ist erst nacheiszeitlich durch Sedimente entstanden; diese verschoben die Wiesemündung über wenige tausend Jahre immer weiter nach Südwesten, wodurch das Rheinknie gebildet wurde.

#### Potentielles Erdbebengebiet
Die drei Platten des Schwarzwaldes, der Vogesen und des Juragebirges stossen in der Basler Senke aneinander, und ihre fortlaufende Bewegung bewirkt eine potentielle Erdbeben-Gefahr. Basel ist eines der meistgefährdeten Erdbebengebiete der Schweiz. Eines der grössten Erdbeben in der Geschichte der Schweiz ereignete sich 1356 in Basel und forderte mehrere hundert Tote.

#### Geothermie
In den ersten Jahren des 21. Jahrhunderts wurde die Idee geboren, mittels Geothermie Energie eines eingepressten unterirdischen Wasserreservoirs in einer Tiefe von 5000 Metern unter der Stadt nutzbar zu machen. Die Betreiber unterschätzten jedoch die Erdbebengefahr. Nach Probebohrungen in den Jahren 2007 und 2008 musste das Projekt Deep Heat Mining Basel wegen einzelner Erdstösse gestoppt und das Gestein näher untersucht werden. Im Januar 2012 kam es zu einem Strafverfahren gegen die Betreiber des Projekts, das in einem Freispruch resultierte.

### Quartiere
Die Stadt gliedert sich in Grossbasel auf der linken (südwestlichen) Seite des Rheins und Kleinbasel am rechten Rheinufer. Das Zentrum Basels sind die Altstadt im Bereich Grossbasel rund um den Marktplatz – wo auch das Rathaus (Baubeginn 1504) steht – und der über den Rhein emporragende Münsterhügel mit der Pfalz-Terrasse. Die Mittlere Brücke verbindet die Altstadt auf beiden Seiten des Rheins. In der vom Autoverkehr befreiten Innenstadt verkehrt das Tram.
Die Stadt Basel kennt keine politischen Bezirke oder Stadtteile, sondern gliedert sich zu statistischen Zwecken nach Wohnvierteln, den sogenannten Quartieren. Es gibt 19 dieser Quartiere, die sich links und rechts des Rheins verteilen.
Die linksrheinische Quartiere gehören zu Grossbasel, die rechtsrheinischen zu Kleinbasel.
| Quartier            | Hektar  | Zugehörigkeit |
| ------------------- | ------- | ------------- |
| Altstadt Grossbasel | 37,63   | Grossbasel    |
| Altstadt Kleinbasel | 24,21   | Kleinbasel    |
| Am Ring             | 90,98   | Grossbasel    |
| Bachletten          | 151,39  | Grossbasel    |
| Breite              | 68,39   | Grossbasel    |
| Bruderholz          | 259,61  | Grossbasel    |
| Clara               | 23,66   | Kleinbasel    |
| Gotthelf            | 46,62   | Grossbasel    |
| Gundeldingen        | 123,19  | Grossbasel    |
| Hirzbrunnen         | 305,32  | Kleinbasel    |
| Iselin              | 109,82  | Grossbasel    |
| Kleinhüningen       | 136,11  | Kleinbasel    |
| Klybeck             | 91,19   | Kleinbasel    |
| Matthäus            | 59,14   | Kleinbasel    |
| Rosental            | 64,33   | Kleinbasel    |
| St. Alban           | 294,46  | Grossbasel    |
| St. Johann          | 223,90  | Grossbasel    |
| Vorstädte           | 89,66   | Grossbasel    |
| Wettstein           | 75,44   | Kleinbasel    |
| Stadt Basel         | 2275,05 | -             |
| Riehen              | 1086,10 | -             |
| Bettingen           | 222,69  | -             |
| Kanton Basel-Stadt  | 3583,84 | -             |

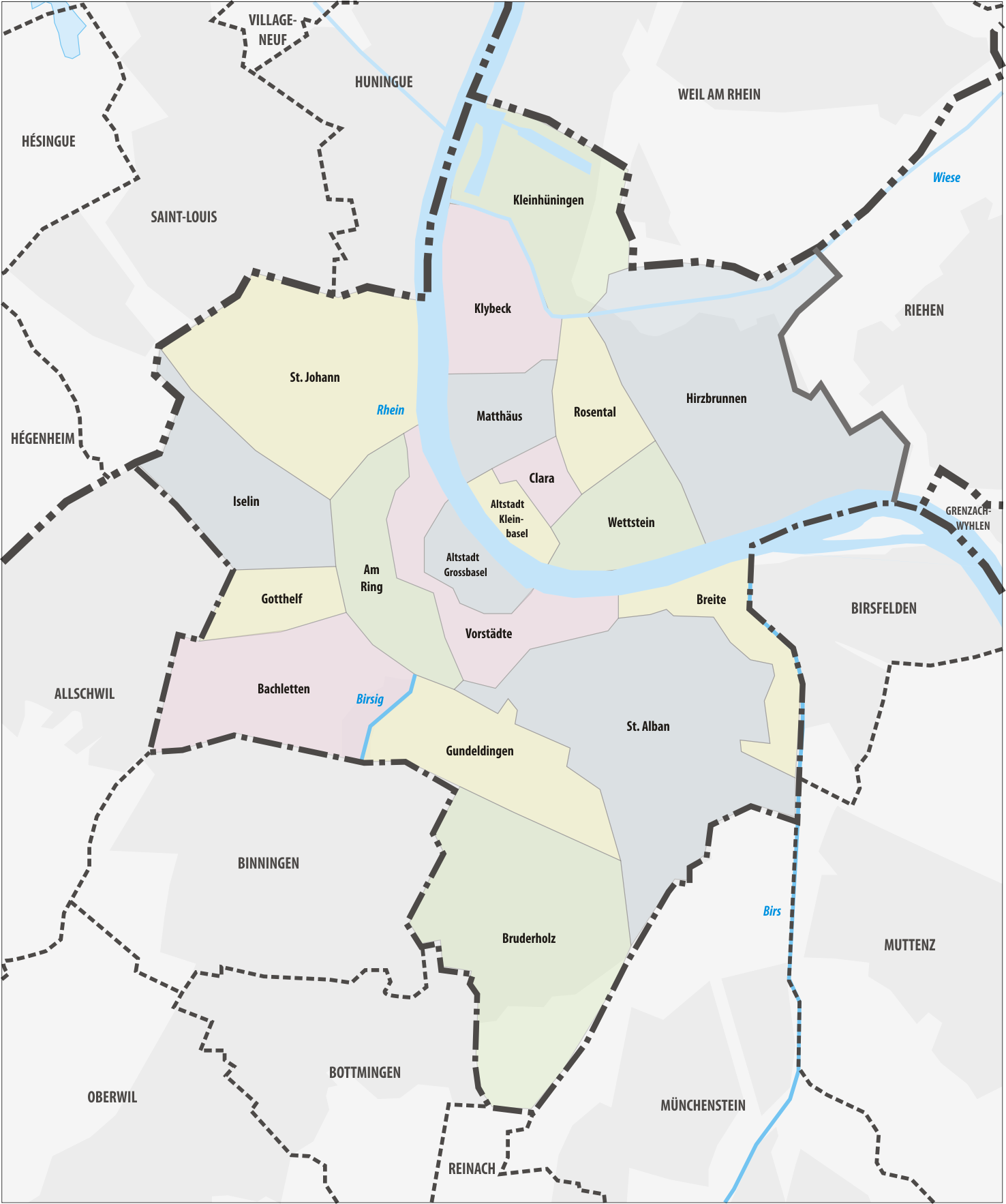
Quartiere Basels

Jedes der Quartiere ist zusätzlich in Wohnbezirke unterteilt. Einige Wohnbezirksnamen stehen in der Umgangssprache synonym für das Quartier, zum Beispiel Wohnbezirk Kannenfeld (Quartier St. Johann), Lehenmatte (Quartier Breite) oder Gellert, Dreispitz und St. Jakob (Quartier St. Alban). Eine inoffizielle, stadtweit bekannte Bezeichnung für Teile der Quartiere Bachletten und Gotthelf ist das Neubad.

## Name
Der Name Basilia ist zum ersten Mal im 4. Jahrhundert belegt. Ammianus Marcellinus berichtet für das Jahr 374 von Ereignissen im Umfeld des römischen Kaisers Valentinian I., die sich ereigneten, «als er gerade eine Festung nahe bei Basilia erbaute, die [oder ‹das›] die Anwohner Robur nennen». Im lateinischen Text ist sprachlich nicht eindeutig, ob der einheimische Name Robur den gleichen Ort wie Basilia meint, also den römischen Vorläufer des späteren Basel auf dem Münsterhügel, oder ob es vielmehr der Name der von Valentinian neu erbauten Festung rechts des Rheins war. Unabhängig davon, ob Robur also der Name des späteren Basel war oder nur eine Festung in der Nähe bezeichnete, findet sich der bei Ammianus erstmals belegte Name Basilia für die Siedlung auf dem Münsterhügel in den folgenden Jahrhunderten häufiger in den Quellen. Die Notitia dignitatum aus der Zeit um 400 nennt als eine Stadtgemeinde (Civitas) am Rhein die Civitas Basiliensium, der Geograph von Ravenna (um 700) führt den Ort als Bazela auf. Aus der Zeit um 600 stammen die frühesten Münzen mit Nennung des Stadtnamens, zwei goldene Tremisses des Münzmeisters Gunso mit der Aufschrift Basilia fit («hergestellt in Basel»). Ein möglicherweise etwas früher entstandener goldener Tremissis könnte die Aufschrift Basz[il]e[a] cive[tas] fit («hergestellt in der Stadt Basel») tragen und damit ebenfalls einen frühen Beleg für den Stadtnamen darstellen, die Lesung ist jedoch sehr unsicher und daher umstritten.
Wahrscheinlich leitet sich der Name vom gut belegten römischen Personennamen Basilius ab. Ortsnamen, die auf einen suffixlosen Personennamen zurückgehen, sind in der Westschweiz relativ häufig. Es handelt sich dabei meist um elliptische Wendungen, bei denen das ursprüngliche lateinische Gattungswort weggelassen wurde. Basel dürfte also eine elliptische Bildung aus einem ursprünglichen Ortsnamen vom Typus villa Basilis sein. Es gab auch andere Erklärungsansätze, zum Beispiel die Herleitung vom griechischen Basileus, König (wovon sich auch der lateinische Personenname ableitet), oder von Basilika; 1786 schlug Peter Ochs gar zwölf verschiedene Deutungen des Namens vor. Alle diese alternativen Erklärungsversuche werden heute aber verworfen.
Eine Handschrift der Diözese Basel, deren Alter unbekannt ist und die lediglich auf «vor 1461» datiert wird, erwähnt den Namen Basel in einem Bericht über Ereignisse, die in den Jahren 237/238 stattgefunden haben («Basileam applicuerunt»). Daraus kann aber nicht unbedingt geschlossen werden, dass der Name um 237 bereits in Gebrauch war.
Aus dem lateinischen Basilia bildete sich später zunächst die italienische Variante Basilea heraus, welche heute in fast allen romanischen Sprachen gebräuchlich ist; einzige Ausnahme bildete die altfranzösische Variante Basle, die heute noch im englischsprachigen Raum verbreitet ist und aus der die heutige französische Schreibweise Bâle entstand. Die germanische Variante setzte sich früh durch und ist mit wenigen Ausnahmen auch in den übrigen (ost)europäischen und aussereuropäischen Sprachen gebräuchlich; nur die westslawischen Sprachen sowie die griechische Sprache benutzen eine Variation des romanischen Namens. Eine Besonderheit stellt das isländische Exonym Buslaraborg dar; es stammt aus dem wohl im 12. Jahrhundert entstandenen, dem Mönch Nikulás Bergþórsson zugeschriebenen Reisehandbuch Leiðarvísir ok borgaskipan und ist bis heute im isländischen Sprachgebrauch verbreitet.

## Geschichte

### Vorgeschichte

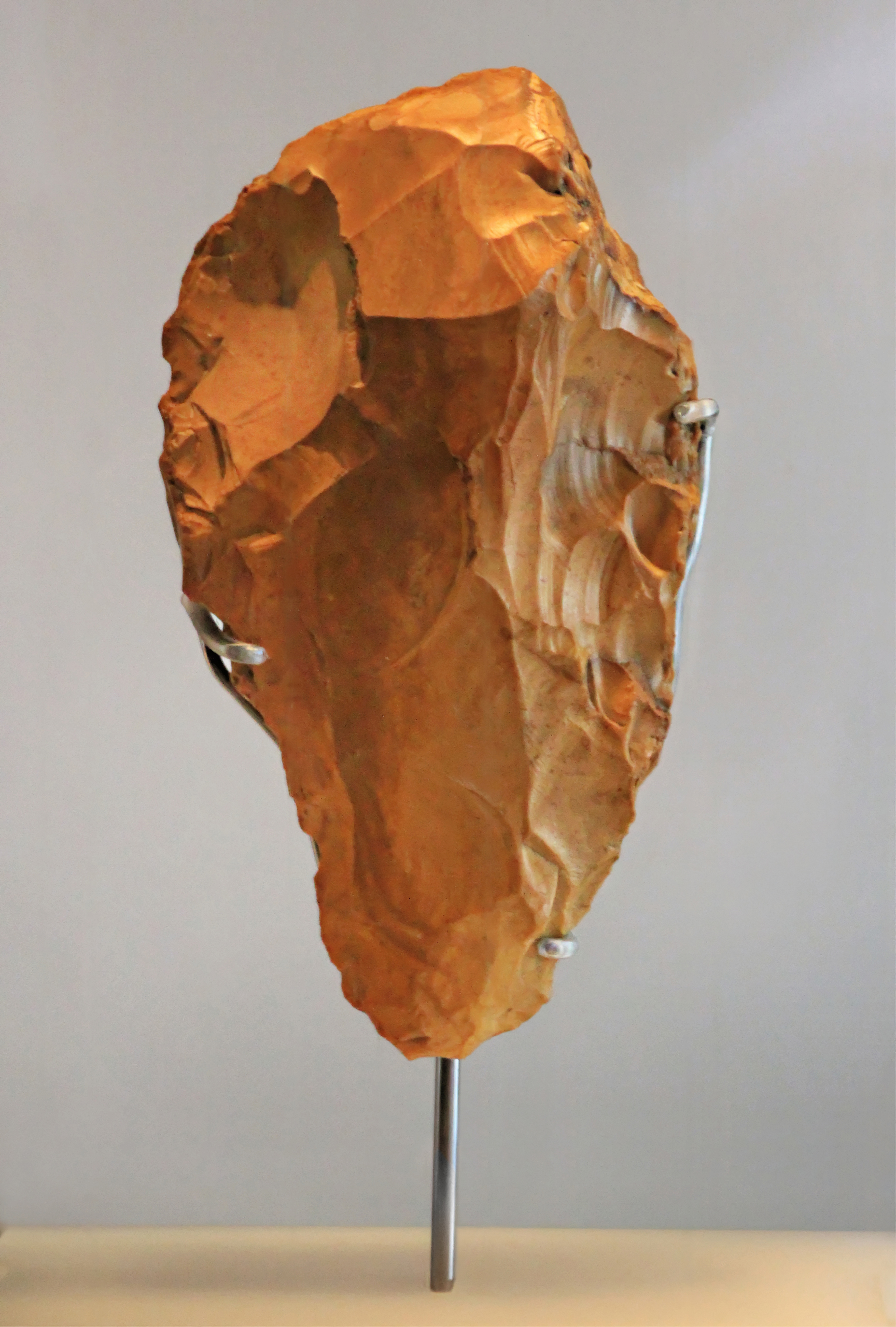
Der Faustkeil von Pratteln

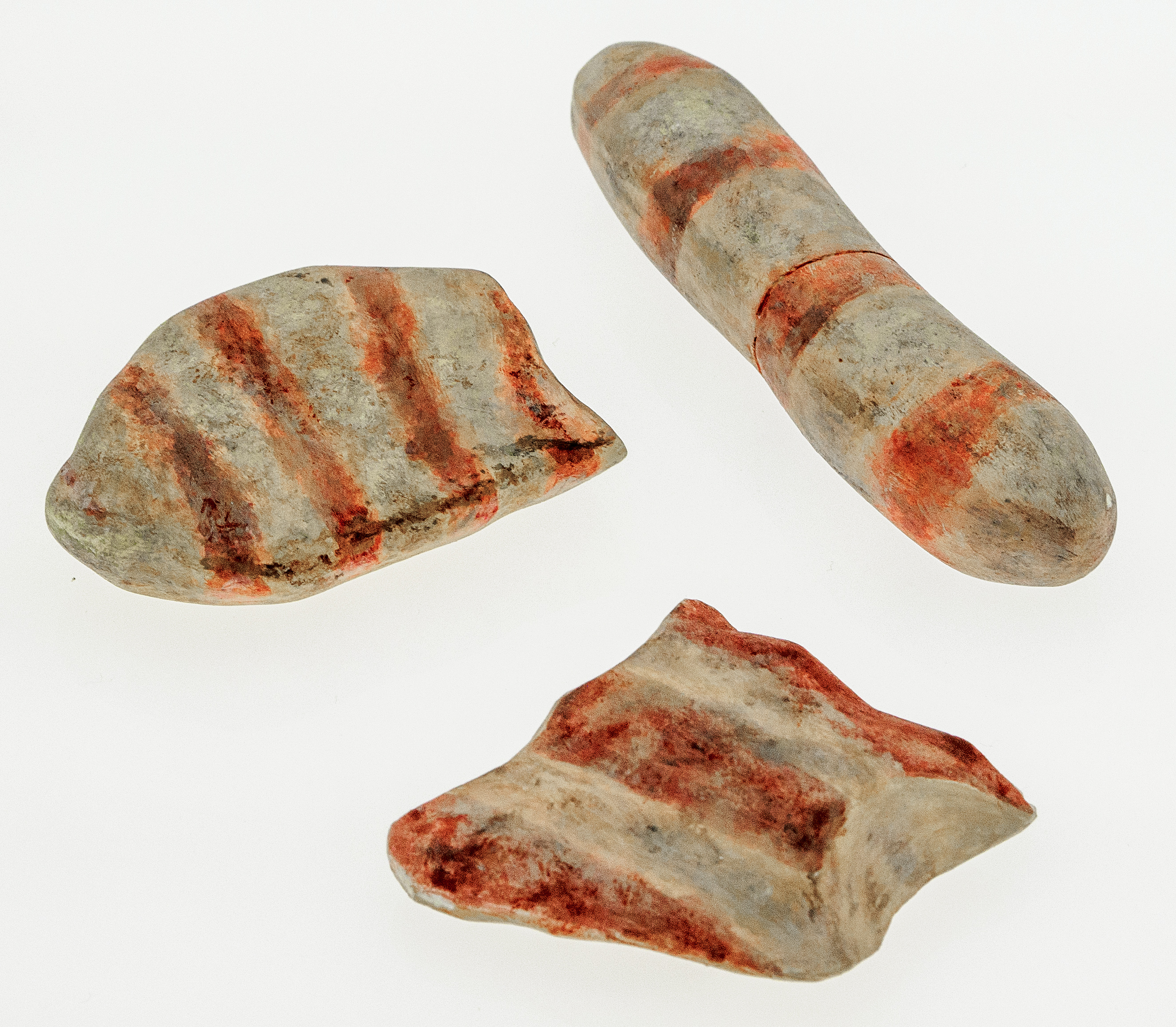
Drei bemalte Kiesel aus der Arlesheimer Ermitage

#### Paläolithikum (Altsteinzeit)
Funde aus der Altsteinzeit sind in der Schweiz äusserst selten, da die Spuren während der letzten Eiszeit von den Gletschern zerstört wurden. Lediglich die Region um Basel blieb in der letzten Eiszeit unvergletschert.
Die älteste Spur menschlicher Anwesenheit in der Region ist ein 18 cm langer und gut 1 kg schwerer Faustkeil aus Silex, der 1974 bei Pratteln gefunden wurde. Ursprünglich wurde er auf ein Alter von 400'000 bis 300'000 Jahren datiert, nach neueren Untersuchungen könnte er aber auch «lediglich» etwa 120'000 Jahre alt sein. So oder so ist dieser Faustkeil das älteste erhaltene Werkzeug der Schweiz. Der Faustkeil wurde also – je nach angenommenem Alter – von einem Heidelbergmenschen oder einem Neandertaler hergestellt.
Der älteste menschliche Fund auf heute basel-städtischem Boden ist ein Chopper, der 1999 in Riehen beim Aushub für die Wohnüberbauung Gerhalde gefunden wurde. Seine Datierung ist unklar, er könnte älter als 130'000 Jahre, aber auch deutlich jünger sein. Der Chopper wurde also von einem Neandertaler hergestellt. Klimatisch dürften in der Region damals Bedingungen wie heute in Alaska geherrscht haben, die Landschaft wurde von Grasland und Baumgruppen bestimmt. Die Neandertaler waren nicht sesshaft, sondern Jäger, die jahreszeitlich ihrer Beute folgten.
Vor etwa 40'000 Jahren wanderte der anatomisch moderne Mensch nach Europa ein, während die Neandertaler aus heute noch ungeklärten Gründen verschwanden. Die ältesten in der Region gefundenen Artefakte, die dem Homo sapiens zugeordnet werden, sind 273 mit roten Streifen bemalte und offenbar bewusst zerbrochene Kieselsteine, die 1910 in einer Höhle in der Arlesheimer Ermitage gefunden wurden und deren Alter auf rund 12'000 Jahre geschätzt wird.

#### Mesolithikum (Mittelsteinzeit)
Nach der letzten Eiszeit setzte um 9600 v. Chr. eine bis heute andauernde Warmphase ein. Die zuvor offene Landschaft verwandelte sich in Wald. Zweifellos lebten auch in der Mittelsteinzeit Menschen im heutigen Basel, doch sind aus jener Zeit in der Region keine Spuren erhalten.

#### Neolithikum (Jungsteinzeit)
Ab dem 7. Jahrtausend v. Chr. änderte sich das Leben der Menschen in Mitteleuropa grundlegend. Die nomadische Lebensweise der Jäger und Sammler wurde durch die sesshafte bäuerliche Lebensweise mit Viehzucht und Ackerbau verdrängt. Die Schweiz war eines der letzten Rückzugsgebiete der mittelsteinzeitlichen Jäger und Sammler. Die ältesten gefundenen jungsteinzeitlichen Siedlungen in der Region wurden um 5400 v. Chr. an verschiedenen Orten im Baselbiet errichtet. Deren Bewohner gehörten zur sogenannten Bandkeramik-Kultur.
Auf dem Gebiet von Basel-Stadt gibt es rund 50 jungsteinzeitliche Funde. Besonders in Riehen und Bettingen konnten die Siedlungsplätze recht genau eingegrenzt werden. Eine Siedlung am Rand des Schwarzwaldausläufers auf der heutigen Flur Riehen-Bischoffhöhe wurde auf etwa 3900 v. Chr. datiert. Bis heute (2008) gibt es aber keine detaillierten archäologischen Untersuchungen. Die Fundstellen befinden sich immer auf fruchtbaren Böden in leichter Hang- oder Terrassenlage, die Überschwemmungsgebiete von Rhein, Birs, Birsig und Wiese wurden gemieden. Nebst Ackerbau und Viehhaltung wurden auch immer noch die Jagd und das Sammeln von Wildfrüchten betrieben, was besonders bei schlechten Ernten überlebenswichtig war.

#### Bronzezeit
Die Entdeckung der Bronze löste im späteren 3. Jahrtausend v. Chr. in Mitteleuropa weitreichende Veränderungen aus. Während Kupfer in den Alpen verfügbar war, musste Zinn von weit her, vermutlich hauptsächlich aus England, importiert werden. So entwickelte sich ein organisierter Fernhandel. Die Kulturen und Glaubensvorstellungen glichen sich an: Begräbnisstätten und die Form von Gegenständen ähnelten sich in ganz Mitteleuropa. Die Gesellschaft blieb dabei hauptsächlich bäuerlich.
Um Basel gab es in der Bronzezeit (2200–800 v. Chr.) etliche Höfe und Dörfer. Sie lagen alle in der Nähe des Rheins, was dessen Bedeutung als Verkehrsweg widerspiegelt. Auch dürfte der Fischfang, vor allem während der Lachszüge, eine Bedeutung für die Ernährung gehabt haben. Heute ist vom Holz der Häuser kaum noch etwas übrig, und man kann diese Orte nur noch anhand von Scherbenfunden identifizieren. Die älteste bekannte bronzezeitliche Siedlung in der Region gehört in die Zeit um 1550 v. Chr. Sie befand sich in Kleinhüningen auf einer hochwassergeschützten Terrasse und war etwa 5000 m² gross. Weitere Siedlungen gab es im heutigen Kleinbasel und im «Dalbeloch».
Um 900 v. Chr. entstand auf der Nordspitze des Münsterhügels, dem Martinskirchsporn, die erste befestigte Siedlung Basels. Der auf drei Seiten steil abfallende Sporn des Münsterhügels zwischen Rhein und Birsig bot sich als natürliche Festung für eine Besiedlung an. Die Siedlungsfläche betrug etwa 7000 m². Ein 9 Meter breiter und 3 Meter tiefer Absperrgraben konnte nachgewiesen werden, besser erhaltene Fundstellen an anderen Orten legen nahe, dass hinter dem Graben ein holzarmierter Wall stand. Befestigte Siedlungen an topografisch herausragenden und verkehrsgünstigen Lagen waren in der Bronzezeit verbreitet. Besonders in der Spätbronzezeit entstanden vielerorts gut zu verteidigende Höhensiedlungen.
Der Siedlung auf dem Martinskirchsporn vorgelagert war ein 200 Meter breites, durch einen weiteren Graben gesichertes Vorgelände. Funde von Brandschutt mit verziegeltem Lehm lassen darauf schliessen, dass die Siedlung einem Feuer zum Opfer fiel.

#### Hallstattzeit (ältere Eisenzeit)
Ab 800 v. Chr. wurde in Mitteleuropa Eisen wichtig. Die bisherigen Handelsverbindungen wurden durch solche zu Eisenvorkommen, zum Beispiel im Jura, ersetzt. Die Kontrolle der Eisenvorkommen sowie auch der Salzvorkommen lag in den Händen einer kleinen, sehr reichen Oberschicht. Nach dem Tod wurden sie prunkvoll in riesigen Grabhügeln bestattet, die man im Gelände noch heute erkennt (zum Beispiel Hardhäuslischlag in der Muttenzer Hard südlich des «Waldhauses»). Von den Griechen wurden diese Menschen Kelten, von den Römern Gallier genannt. Mit beiden standen sie in lebhafter Handelsverbindung.
Die ältere Eisenzeit (Hallstattzeit, 800–450 v. Chr.) zeichnet sich in Basel vor allem durch eine Fundleere aus. Bei Pratteln und Muttenz sind Siedlungen an beherrschender Stelle am Rande des Rheintals bekannt, und auch im weiteren Umland wurden Siedlungsspuren aus dieser Zeit gefunden. Es ist zwar anzunehmen, dass es auch in Basel Gehöfte gab, doch konnten sie bis heute nicht nachgewiesen werden.

### Frühgeschichte

#### Latènezeit (jüngere Eisenzeit)
Um 450 v. Chr. kam es zu sozialen und kulturellen Umwälzungen in den keltischen Gesellschaften. Die Sitte der grossen Grabhügel wurde aufgegeben, und es entstanden Flachgräberfelder. Die Menschen wohnten in Gehöften und verstreuten Weilern.
Immer wieder brachen Leute auf, um sich anderswo niederzulassen. Besonders die Gegend südlich der Alpen war attraktiv, für den Raum Basel waren das Rhonetal und die burgundische Pforte ein wichtiger Weg zur mediterranen Welt. Es entstand ein Güter- und Kulturaustausch mit den Griechen, Etruskern und schliesslich Römern. Die neuen Ideen aus dem Mittelmeerraum führten zu gesellschaftlichen Veränderungen.
Die Latènezeit (450–50 v. Chr.) gehört zu den fundreichsten Epochen der Basler Geschichte. Um 150 v. Chr. entstand im Raum des heutigen Novartis Campus eine grosse Siedlung, die bis 80 v. Chr. bewohnt war. Entdeckt wurde sie 1911 auf dem Areal der damaligen Gasfabrik, entsprechend wird sie in der archäologischen Literatur «Basel-Gasfabrik» genannt. Die Siedlung war unbefestigt und erstreckte sich über etwa 150'000 m². Die rechtwinklige Anlage der Strassen deutet auf einen planmässigen Siedlungsbau hin. In der Siedlung lebten schätzungsweise über 500 Personen.
Die Lage auf der untersten Terrasse des Prallhangs des Rheins schützte die Siedlung vor Hochwasser, gewährte aber dennoch einen guten Zugang zum Rhein. Bemerkenswert ist, dass die Siedlung genau auf der Linie Elsässer Belchen–Kienberg-Burg liegt, die im Belchen-System eine Peillinie für die wichtigen keltischen Festtage Samhain und Imbolg ist. Ausserdem liegt sie exakt östlich vom Knöringer «Höllenboden», welcher den Ankerpunkt des regionalen Blauensystems bildet.
Die archäologischen Funde zeugen von Wohlstand und regen Handelsbeziehungen. Weinamphoren aus dem Mittelmeergebiet sowie Keramik aus Böhmen und Bernstein aus dem Baltikum zeigen, dass die Siedlung eine wichtige Drehscheibe des keltischen Fernhandels war. Die gefundenen Münzen weisen auf ein Geldsystem hin, das sich an mediterranen Vorbildern orientiert. Funde zeugen davon, dass in der Siedlung hoch qualifizierte Handwerker arbeiteten, die die benötigten Rohstoffe teilweise importieren mussten.
Nach 100 v. Chr. führten innerkeltische Konflikte und das Vordringen germanischer Stämme aus Nordosten zu einer Phase der Unsicherheit. Gleichzeitig wurde auch das römische Imperium immer bedrohlicher. Ein verstärkter Schutz scheint am Oberrhein ab 80 v. Chr., also noch vor Caesars Feldzügen, ein grosses Bedürfnis gewesen zu sein. Entlang des Rheins entstanden befestigte Siedlungen, unbefestigte Grosssiedlungen wurden dagegen aufgegeben. Damals entstand eine befestigte Siedlung auf dem Münsterhügel, während Basel-Gasfabrik aufgegeben wurde.

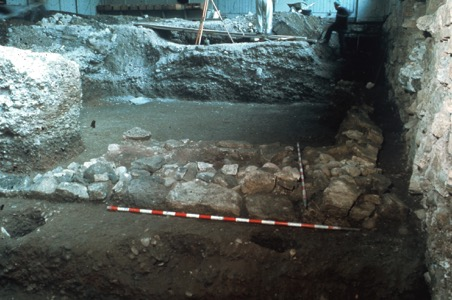
Reste der Steinfront des «Murus Gallicus» bei Ausgrabungen im Jahr 1971 in der Rittergasse 5

Die Siedlung auf dem Münsterhügel war auf der Südseite mit einem mächtigen Wall (Caesar nannte diese Wälle Muri Gallici) und einem tiefen Graben gesichert. Der Graben ist in der Topografie noch immer sichtbar (Bäumleingasse). Der Verlauf der keltischen Strasse entsprach der heutigen Ritter- und Augustinergasse. Die Bauweise der Strasse lässt auf Know-how aus dem Mittelmeerraum schliessen. Das Siedlungsgebiet umfasste rund 55'000 m² und war somit auch für die damalige Zeit nicht besonders gross. Die ältere Siedlung Basel-Gasfabrik war rund dreimal so gross gewesen, auch das ist ein Hinweis darauf, dass der Umzug auf den Münsterhügel nicht freiwillig erfolgt sein dürfte.
Früher wurde angenommen, dass die Rauriker die Siedlung in der Rheinebene im Jahr 58 v. Chr. verliessen, um zusammen mit den Helvetiern nach Gallien auszuwandern, und dass die Siedlung auf dem Münsterhügel entstand, nachdem sie von Gaius Iulius Caesar in der Schlacht bei Bibracte geschlagen und in ihre Heimat zurückgeschickt worden waren. Diese Ansicht gilt heute als überholt.

#### Römische Zeit

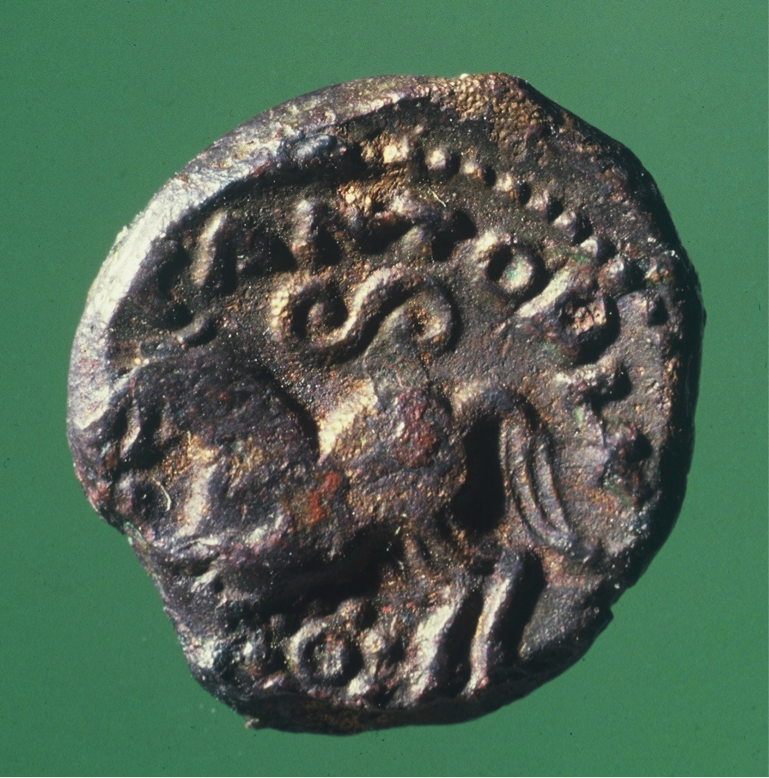
Gegossene keltische Potinmünze mit dem in lateinischer Schrift wiedergegebenen keltischen Namen «Cantorix», gefunden unter dem Basler Münster

Mit der Eroberung Galliens durch Caesar um 52 v. Chr. geriet auch die Region Basel unter römische Herrschaft. Die befestigte Siedlung auf dem Münsterhügel war für die Beherrschung der Einfalls-Achsen ideal. Auch nach der Unterwerfung Galliens durch Caesar bestanden die keltischen Strukturen der Siedlung vorerst weiter. Keltische Adlige regierten im Auftrag Roms vom Münsterhügel aus die umliegende Region.
Dank der Konzentration von Handel, Handwerk und Herrschaft funktionierte die gut befestigte Siedlung (von den Römern wurden solche befestigten Siedlungen Oppida genannt) als regionales Zentrum. Verschiedene Funde lassen vermuten, dass einzelne römische Militärpersonen oder ein kleines römisches Truppenkontingent stationiert war, um die Herrschaft über die keltischen Alliierten sicherzustellen. Erst zu Beginn der augusteischen Epoche (also ab etwa 30–20 v. Chr.) wurden die spätkeltischen Bauten auf dem Münsterhügel abgerissen. Auch die umfangreiche Befestigungsanlage wurde niedergelegt und es entstand ein sogenannter Vicus, eine römische dörfliche Siedlung. Die rund 10 km rheinaufwärts neu gegründete Koloniestadt Augusta Raurica, die am Knotenpunkt von mehreren Handelswegen lag und wo auch eine Brücke über den Rhein stand, war nun das administrative, kulturelle und wirtschaftliche Zentrum der Region.
Im frühen 1. Jahrhundert n. Chr. erstreckte sich der Vicus auf dem Münsterhügel über die Ruine des keltischen Befestigungswalls bis zum heutigen St. Alban-Graben. Das Zentrum des Vicus lag im Vorgelände des Münsterhügels an der Gabelung der von Augusta Raurica kommenden Fernstrasse (Rittergasse zum Münsterhügel, Freie Strasse zur Schifflände). Die Anbindung an die Verkehrswege war nun wichtiger als die militärische Sicherung, der überregionale Verkehr wurde zu einer wichtigen Erwerbsgrundlage. Vom 1. bis zum Ende des 3. Jahrhunderts stand Basel aber im Schatten von Augusta Raurica mit seinen Theatern, Bädern, Tempelanlagen und dem Forum.
In der zweiten Hälfte des 1. Jahrhunderts n. Chr. verlegten die Römer die Grenze des Imperiums nach Norden. Damit war die Nordwestschweiz keine Grenzregion mehr. Es folgte die relativ friedliche Zeit der Pax Romana mit einer wirtschaftlichen und kulturellen Blüte. Zuwanderer aus dem Mittelmeerraum liessen sich nördlich der Alpen nieder. Die einheimische keltische Bevölkerung übernahm römische Sitten und Ernährungsgewohnheiten.

#### Spätrömische Zeit
Ab etwa 250 n. Chr. folgte eine Zeit innen- und aussenpolitischer Krisen. Germanische Völker, so etwa die Alamannen, drangen in die römischen Provinzen ein. Die Grenze des Imperiums wurde wieder an den Rhein zurückverlegt (sogenannter Limesfall). Um 270/280 n. Chr. wurde der Münsterhügel mit einer Umfassungsmauer befestigt. Die Wohnsitze im Vorgelände wurden aufgegeben, deren Bewohner zogen entweder hinter die Befestigung oder wanderten ab. Dort, wo früher der Murus Gallicus gestanden hatte, wurde eine neue Befestigungsmauer mit Graben errichtet. Diese Anlage wurde, den wenigen erhaltenen Befunden nach zu urteilen, sorgfältig geplant und technisch versiert errichtet. Unter anderem deswegen gilt es als wahrscheinlich, dass Einheiten der römischen Armee am Bau beteiligt waren oder diesen sogar koordinierten. Da in Basel nicht die erforderlichen Steinvorkommen zur Verfügung standen, wurden auch Bauteile von repräsentativen Steinbauwerken vermutlich aus Augusta Raurica herbeigeschafft und als Spolien im Fundament der Mauer – also an nicht sichtbarer Stelle – verbaut.
Diese Befestigung auf dem Münsterhügel wurde zu einem Teil des ausgeklügelten Grenzsicherungssystems entlang des Rheins, das im 4. Jahrhundert aufgebaut wurde. Im Zusammenhang mit diesem letzten grossen römischen Festungsbauprogramm wird der Name Basel zum ersten Mal genannt: Laut dem römischen Historiker Ammianus Marcellinus lagerte Kaiser Valentinian I. im Jahr 374 mit seinen Truppen bei Basilia.
Nach den Westgoteneinfällen in Italien im Winter 401/402 zog Rom einen Grossteil der Truppenkontingente aus den nordalpinen Provinzen ab. Damit begann hier das Ende der römischen Herrschaft. Die Romanen, die Nachfahren der gallo-römischen Bevölkerung, waren nun weitgehend auf sich selbst gestellt. Die Sicherung der Grenzen besorgten teilweise Alamannen und Franken als Föderierte Roms. Mit dem Tod des römischen Heermeisters Aetius endete um 454 die militärisch gestützte Macht der Römer nördlich der Alpen. Ein Teil der romanischen Bevölkerung wanderte ab, viele blieben aber hier und arrangierten sich mit den neuen germanischen Nachbarn.

### Mittelalter

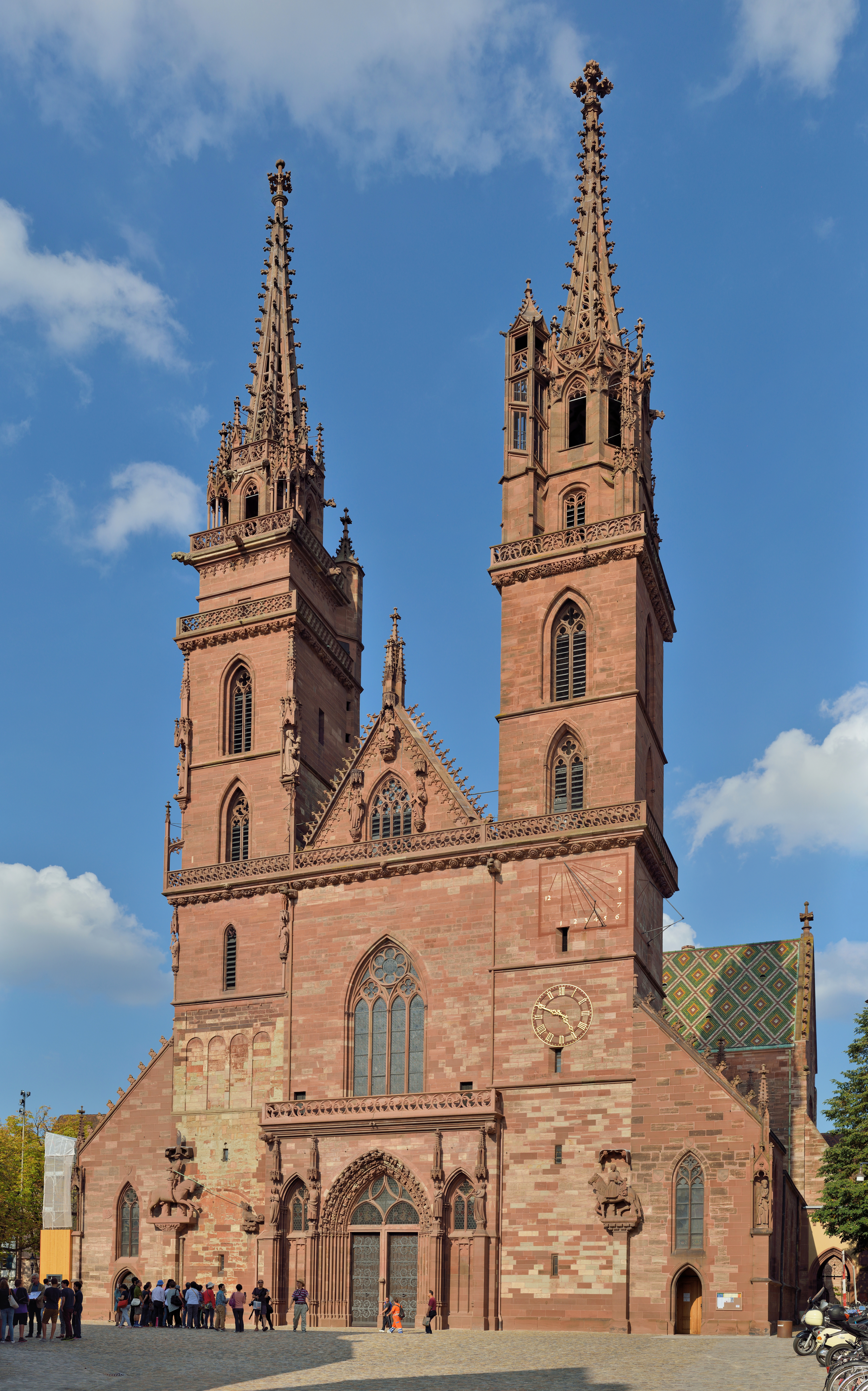
Basler Münster

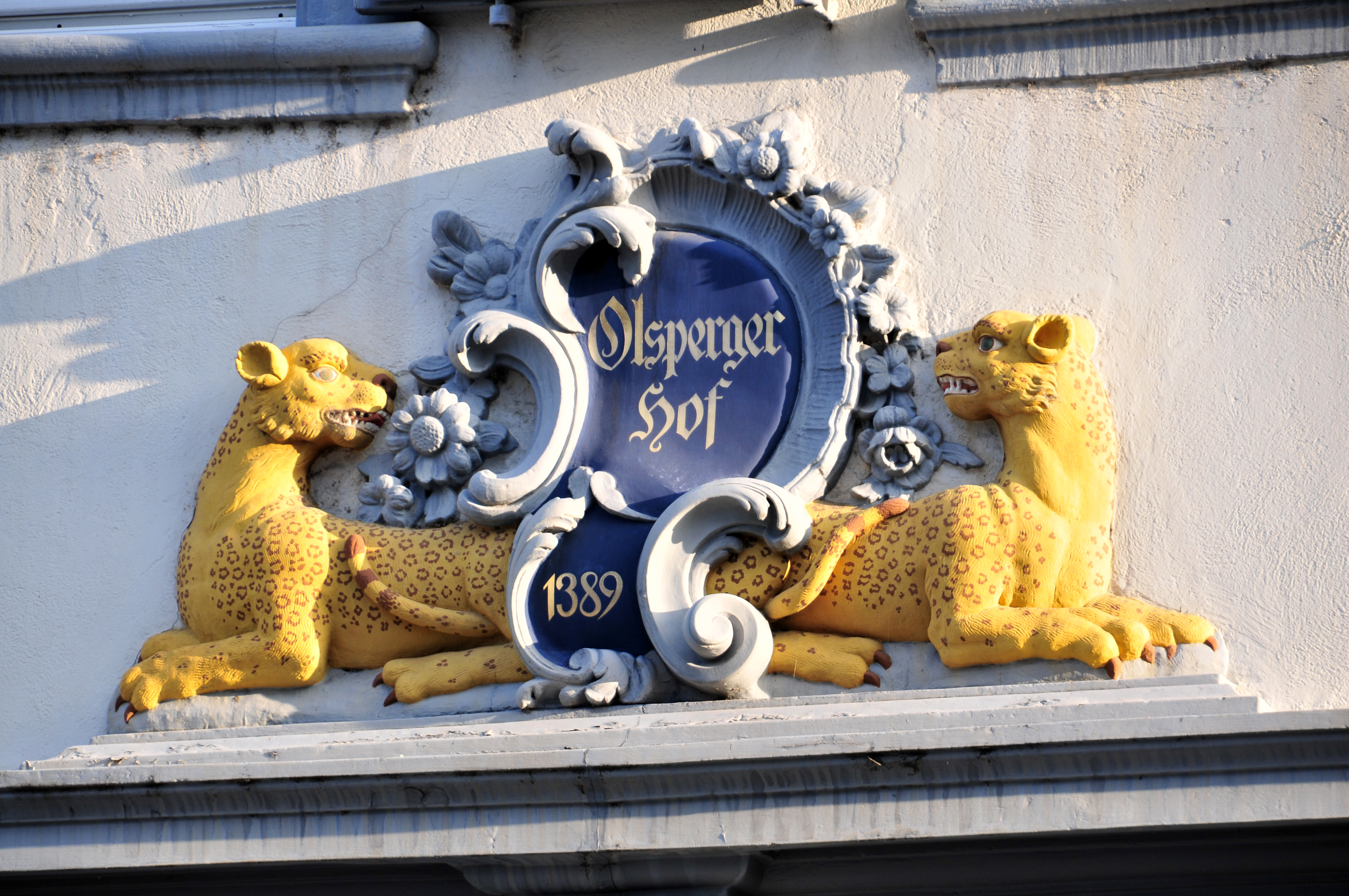
Eingang des «Olsberger-Hofs» an der Rittergasse 27. Das im Barockstil umgebaute Haus geht auf das Jahr 1389 zurück.

Ende des 5. Jahrhunderts fiel Basel an die Franken, die sich in und um Basel niederliessen. Eine kontinuierliche Besiedlung Basels ist jedoch erst wieder ab dem 7. Jahrhundert archäologisch gesichert. In diese Zeit fällt die erste inschriftliche Nennung Basels auf einer dort geprägten Goldmünze (Basilia fit). In der ersten Teilung des Frankenreichs fiel Basel in den Herrschaftsbereich von Lothar I. Mit dem Vertrag von Meerssen fiel Basel 870 an das Reich Ludwig des Deutschen, kam aber um 926/935 an das Königreich Hochburgund. 917 wurde die Stadt Basel bei den Ungarneinfällen zerstört und geplündert; zu den Todesopfern zählte auch der damalige Bischof. 1006–1032 wurde Basel dem Römisch-deutschen Reich angegliedert. Bereits im frühen 7. Jahrhundert ist ein Bischof bezeugt, der wie seine Nachfolger wohl bereits die Herrschaft in der Stadt ausübte. Der Bischofssitz war aus dem durch die Alamannen verwüsteten Augusta Raurica nach Basel verlegt worden. Unter Bischof Haito entstand in der ersten Hälfte des 9. Jahrhunderts eine erste Kathedrale auf dem Münsterhügel, die dann durch einen 1019 geweihten frühromanischen Bau ersetzt wurde.
1091 wurde der Kornmarkt der Stadt, der heutige Marktplatz, erstmals erwähnt. Gegen 1100 erhielt die Stadt die erste Stadtmauer; weitere folgten in der Mitte des 13. und gegen Ende des 14. Jahrhunderts. Unter Bischof Heinrich von Thun erfolgte um 1225 der Bau der ersten Basler Rheinbrücke, und in der Folge entstand die Stadt Kleinbasel zur Brückensicherung.

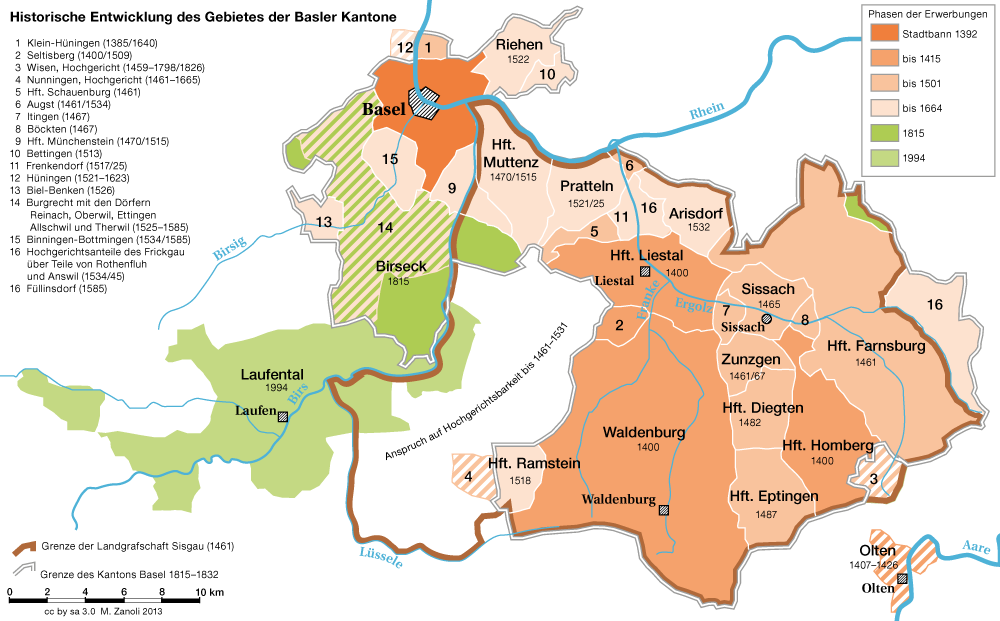
Karte der historischen Entwicklung des Gebiets der Basler Kantone

Mehrere schwere Schicksalsschläge musste die Stadt im 14. Jahrhundert verkraften. 1348 starb annähernd die Hälfte der Bevölkerung während einer Pestepidemie, in deren Folge die jüdische Bevölkerung auf einer Rheininsel bei Birsfelden verbrannt wurde, was als Basler Judenpogrom in die Geschichte einging, und nur acht Jahre später (1356) ereignete sich das Basler Erdbeben. Das bis heute schwerste Erdbeben Mitteleuropas forderte zwar nur wenige Opfer, doch der anschliessende Grossbrand legte grosse Teile der Stadt in Schutt und Asche. Dabei wurde auch die Stadtchronik vernichtet, die ab 1357 mit dem Roten Buch – dem heute ältesten Buch der Stadt – wieder neu angelegt wurde. Infolge eines Aufruhrs vom 26. Februar 1376, der als Böse Fasnacht in die Geschichte einging, wurden der Stadt Basel vom habsburgischen Herzog Leopold III. harte Sanktionen auferlegt.
In der ersten Hälfte des 13. Jahrhunderts begann die städtische Selbstverwaltung durch einen urkundlich ab 1185/90 belegten Rat aus Rittern und Bürgern, der mit Schultheiss, Bürgermeister (ab 1253) und Stadtschreiber die Geschicke der Gemeinde lenkte. Der Bischof als Stadtherr ernannte zunächst den Rat und einen Vogt. Erste Konflikte um die Kontrolle der Stadt entschied der Bischof Mitte des 13. Jahrhunderts zu seinen Gunsten. Versuche der Habsburger, die Stadt in ihren Herrschaftsbereich einzugliedern, scheiterten im 14. Jahrhundert, spalteten jedoch die Bürgerschaft in zwei Parteien: die prohabsburgischen «Sterner» und die antihabsburgischen «Psitticher».

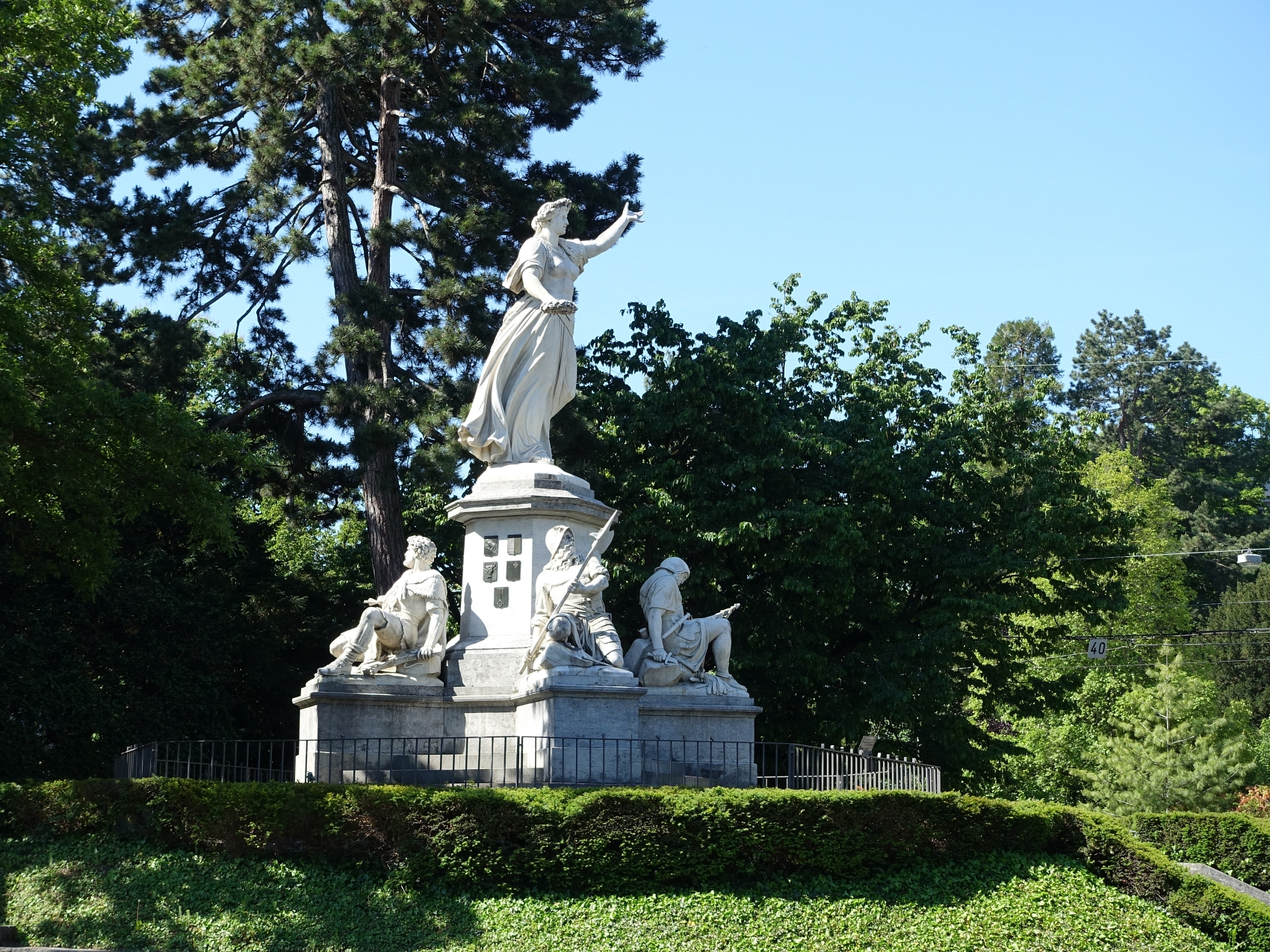
Helvetia auf dem St. Jakobs-Denkmal zur Schlacht bei St. Jakob an der Birs (1444)

Die Bürgerschaft von Grossbasel erwarb 1392 von Bischof Friedrich von Blankenheim die Stadt Kleinbasel für 29'800 Gulden. In dieser Zeit erwarb sich die Stadt vom Bischof auch pfandweise die wichtigsten Regalien (Münz- und Zollrecht, Schultheissengericht usw.). Basel wurde damit zwar faktisch unabhängig vom Bischof, konnte aber dessen nominelle Oberherrschaft bis um 1500 nicht ablösen. So bestimmten zwar die Bürger die Inhaber wichtiger Ämter, die feierliche Amtseinsetzung erfolgte jedoch weiter durch den Bischof. Basel galt deshalb nicht als Freie Reichsstadt. Eine wichtige Rolle im politischen und sozialen Leben Basels spielten die Zünfte, die in zwei Gruppen, die Herrenzünfte und die Handwerkerzünfte, aufgeteilt waren. Im Rat waren seit 1337 neben vier Rittern und acht sog. Achtburgern (lehensfähige Bürgerschaft) 15 Vertreter der Zünfte vertreten. Zu letzteren stiessen 1382 noch die 15 Zunftmeister. Die Zünfte bildeten überdies in der Stadtregierung unter dem Oberstzunftmeister ein eigenes Kollegium, das grosses politisches Gewicht hatte. Das Konzil von Basel, das 1439 den letzten Gegenpapst, Felix V., wählte (→ Papstwahl am Basler Münster), tagte von 1431 bis 1449 in der Stadt. Um 1433 begann die Papierfabrikation in Basel. Ein eidgenössisches Kontingent unterlag 1444 in der Schlacht bei St. Jakob einem französischen Söldnerheer. Die Universität, die erste im Gebiet der heutigen Schweiz, wurde 1460 durch Papst Pius II. gestiftet. 1471 verlieh Kaiser Friedrich III. der Stadt das Messeprivileg. Um diese Zeit wurde in Basel auch der Buchdruck eingeführt. In der Folge kam es zu einem kulturellen Aufschwung: Neben dem Humanisten Erasmus von Rotterdam weilten auch Paracelsus, Sebastian Brant und Hans Holbein der Jüngere in Basel.
Um 1400 begann die Stadt Basel durch die Erwerbung bischöflicher Herrschaften durch Pfand oder Kauf ein eigenes Territorium aufzubauen, vorerst jedoch nicht sehr erfolgreich. Es gelang zwar, einige Herrschaften im Sisgau zu gewinnen, der Versuch der Expansion ins Laufental und über den Hauenstein (Olten) scheiterte jedoch. Gegenüber der Eidgenossenschaft verhielt sich Basel ambivalent. Während es in den Burgunderkriegen auf Seiten der Eidgenossen kämpfte, blieb es im Schwabenkrieg neutral. Zwischen Solothurn und Basel entstanden zeitweise heftige Konflikte um die Herrschaftsrechte im Sisgau, vor allem aufgrund des Dornecks. Den eigentlichen Abschluss der Bildung des Territoriums der Stadt Basel bildete der Erwerb von Pratteln 1525, wodurch die Herrschaftsgebiete verbunden wurden. Bis zum Ende des Stadtstaates 1798 konnten nur noch kleinere Erwerbungen gemacht werden.

### Neuzeit

#### Beitritt zur Eidgenossenschaft

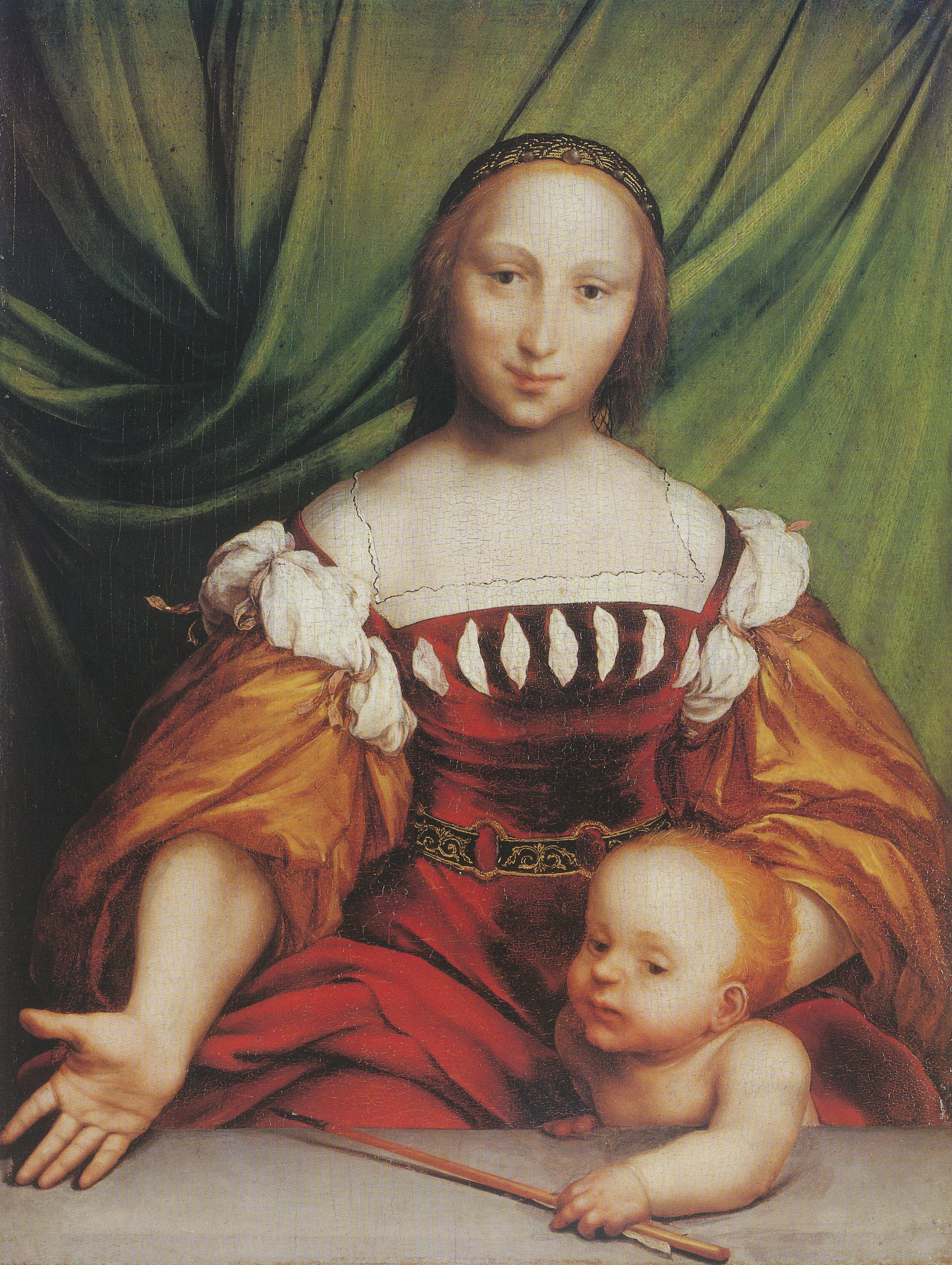
Venus und Amor, Hans Holbein der Jüngere (Kunstmuseum Basel, ca. 1524)

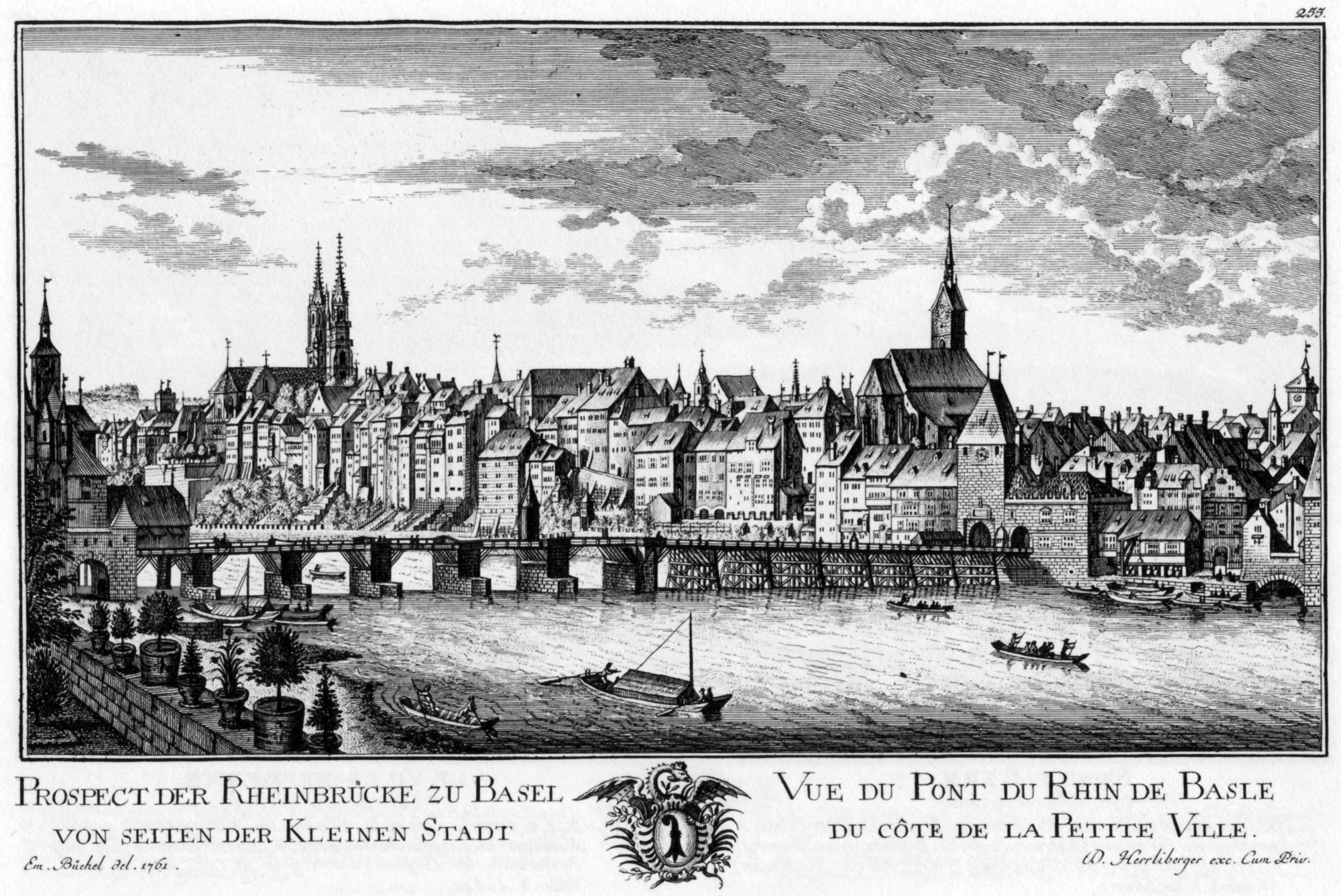
Ansicht Basels in der «Topographie der Eidgenossenschaft» aus dem Jahr 1761

Nach dem Schwaben- bzw. Schweizerkrieg 1499 wandte sich Basel der Eidgenossenschaft zu, der es am 13. Juli 1501 als elfter Ort beitrat. Die Schwächung des adeligen und die Stärkung der bürgerlichen Elemente spielten als Voraussetzung dabei eine wichtige Rolle. Eine Änderung in der Ratsverfassung, die den Zünften die Vormachtstellung sicherte, wurde 1521 vorgenommen. Gleichzeitig erfolgte die einseitige völlige Emanzipation von der Herrschaft des Bischofs, indem nun die Besetzung der Ämter auch formell durch den Rat vorgenommen wurde. Der in Basel wohnhafte Humanist Erasmus von Rotterdam liess hier 1516 und 1519 das griechische Neue Testament mit seiner lateinischen Übersetzung drucken. Sowohl der deutsche Reformator Martin Luther als auch der englische Geistliche William Tyndale nutzten die zweite Ausgabe als Grundlage für ihre Bibelübersetzungen. Johannes Oekolampad arbeitete 1515 bis 1516 bei Erasmus und kehrte dann 1522 als Pfarrer und Professor nach Basel zurück, wo er der wichtigste Reformator der Stadt wurde. 1525 feierte er mit seiner Gemeinde das erste evangelische Abendmahl, 1526 erschien seine Gottesdienstordnung, und 1528 heiratete er Wibrandis Rosenblatt. Nach einem Bildersturm und Zunftaufstand trat Basel 1529 zur Reformation über. Am 12. Mai 1529 siedelten die Domherren und Kapläne, welche nicht zur Reformation wechselten oder auf ihre Nebenpfründen zogen, nach Freiburg im Breisgau um. Am 28. August 1529 schloss das Domkapitel mit der Stadt Freiburg einen Vertrag über die rechtlichen und steuerlichen Belange, den Erwerb von Häusern, Kapitel- und Amtshaus sowie über die Benützung des Münsters. Damit war Basel nicht mehr der Sitz des Bischofs und auch nicht mehr des Domkapitels und wurde es auch nie wieder. Verwaltungssitz des Domkapitels war ab 1587 das Stürtzelsche Haus, heute Basler Hof genannt. 1585 erwarb die Stadt im Vertrag von Baden auch formal alle bischöflichen Herrschaftsrechte in der Stadt und über ihr Herrschaftsgebiet und wurde damit endgültig unabhängig.
1535 kam der verfolgte Johannes Calvin aus Frankreich und fand Aufnahme in Basel. Er schrieb hier seine Institutio Christianae religionis (deutsch: Unterricht in der christlichen Religion), eine der wirkungsvollsten evangelischen Schriften der Reformationszeit, gedruckt 1536 in Basel. Basel war (ähnlich wie Genf) 1530 bis 1700 für italienische und französische evangelische Glaubensflüchtlinge wichtiger Zufluchtsort und neue Heimat geworden. Die zugewanderten Familien waren aber nicht nur eine Last für die Stadt, sondern auch eine gesellschaftliche und wirtschaftliche Bereicherung durch ihre Bildung und Kenntnisse in Seidenproduktion und -handel und in der Textilfärberei, die sie mitbrachten und in der Stadt ansiedelten. Das Gymnasium wurde 1589 in der Nachfolge der Lateinschule des Domstifts gegründet (heute Gymnasium am Münsterplatz).
Während eines Zeitraums von 50 Jahren wurde Basel von fünf schweren Pestepidemien heimgesucht: Von 1563 bis 1564 starben in der «Grossen Sterbendt» 4000 Einwohner – ein Drittel der damaligen Stadtbevölkerung. Die Pest kehrte in den Jahren 1576–1578 (etwa 800 Tote), 1582–1583 (etwa 1200 Tote), 1593–1594 (etwa 900 Tote) und ein letztes, aber vernichtendes Mal 1609–1611 (etwa 3600 Tote) zurück.

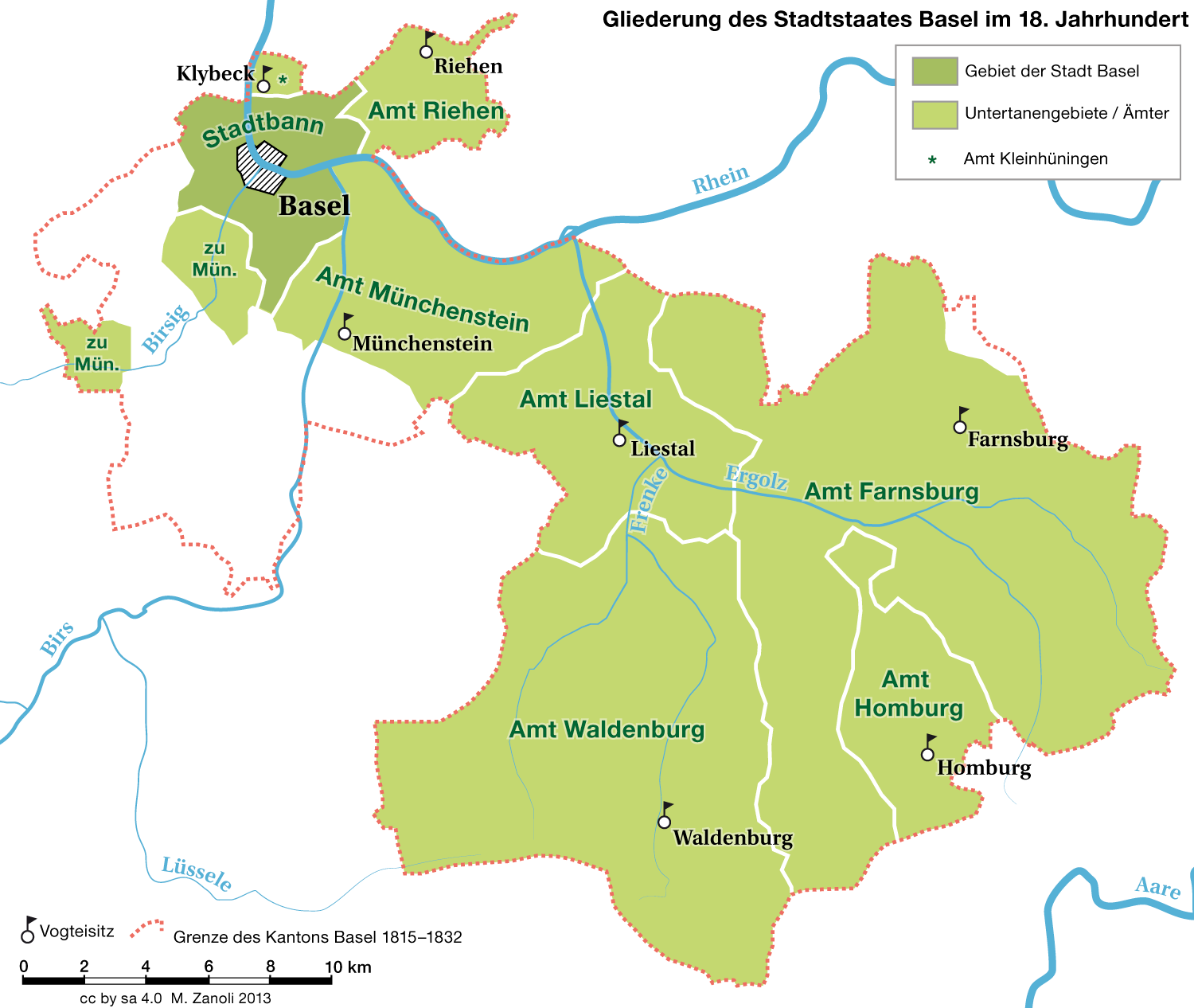
Gliederung des Stadtstaates Basel im 18. Jahrhundert

1648 vertrat der Basler Bürgermeister Johann Rudolf Wettstein die Eidgenossenschaft am Friedenskongress in Münster und erreichte die Anerkennung der Eidgenossenschaft durch die damaligen Grossmächte. Frankreich bedrohte Basel jedoch ab 1681 durch die Festung Hüningen direkt an der Stadtgrenze.
Die Stadt Basel verwaltete ihr Herrschaftsgebiet durch vom Rat eingesetzte Landvögte. Es bestanden die Ämter Farnsburg, Homburg, Kleinhüningen, Liestal, Münchenstein, Riehen und Waldenburg. Konflikte zwischen der städtischen Herrschaft und der Landbevölkerung eskalierten in den Bauernkriegen 1525 und 1653 sowie im Rappenkrieg 1591–1594, die Stadt schlug diese Aufstände jedoch blutig nieder.
Der Ankauf des Amerbachschen Kunstkabinetts, des Grundstocks aller städtischen Sammlungen, insbesondere des Kunstmuseums, erfolgte 1662.
Die durch Misswirtschaft und Nepotismus von Familien wie den Burckhardt und den Socin ausgelöste Staatskrise von 1691 führte unter anderem 1718 zu einer Losordnung ähnlich der Regelung in Bern von 1710, die bis zur Helvetik Bestand hatte.
Die Gründung des Handelshauses Johann Rudolf Geigy ist auf 1758 datiert, 1795 beendete der Friede von Basel den Krieg zwischen Frankreich, Spanien und Preussen.

#### Helvetik
Am 20. Dezember 1790 hob der Grosse Rat von Basel als Reaktion auf die Französische Revolution im städtischen Herrschaftsgebiet die Leibeigenschaft auf. Nach der Durchreise Napoleons am 24. November 1797 kam es trotzdem im Januar in der Landschaft zu Aufständen und zum Sturm auf die Landvogteischlösser Waldenburg, Farnsburg und Homburg. Darauf übernahmen die reformerisch und revolutionär gesinnten «Patrioten» um den Oberstzunftmeister Peter Ochs die Macht und erklärten die Gleichberechtigung aller Kantonsbürger. Die Basler Nationalversammlung, eines der ersten Parlamente der Schweiz, setzte sich zu gleichen Teilen aus je 20 Vertretern der Stadt und der Landschaft zusammen und leitete weitreichende Reformen ein. Mit dem Inkrafttreten der Helvetischen Verfassung am 12. April 1798 löste sich dieses Parlament auf, und der alte Stadtstaat Basel hörte formell auf zu existieren. Basel war nun theoretisch eine normale Gemeinde des Kantons Basel der Helvetischen Republik, bildete jedoch einen eigenen Distrikt. Als Folge der Einführung des einheitlichen Bürgerrechts in der Helvetischen Republik wurde auch in Basel die Einwohnergemeinde («Munizipalität») von der Bürgergemeinde getrennt. Der Anteil der Bewohner der Stadt, die Mitglied der Bürgergemeinde waren, sank deshalb bis 1815 auf noch 37 %, während 1779 noch 51 % der Einwohner das Bürgerrecht innegehalten hatten.

#### 19. Jahrhundert

Spalentor

Als 1815 der Wiener Kongress die ewige bewaffnete Neutralität der Schweiz anerkannte, wurde das ehemalige Fürstbistum Basel zwischen Bern und Basel aufgeteilt: Der Jura und das Laufental gingen an Bern, während Basel die ehemaligen bischöflichen Vogteien Birseck und Pfeffingen zugesprochen wurde. Im August 1815 feierte Basel Erzherzog Johann von Österreich, der die Festung Hüningen, von der aus Basel immer wieder beschossen und erpresst worden war, zur Kapitulation gezwungen hatte und auf Bitte der Basler Bürger auch gleich schleifte.
Am 4. August 1819 fand die letzte Hinrichtung statt (Basel-Landschaft: 1851). Drei Mitglieder einer Räuberbande wurden am Erdbeergraben vor dem Steinentor enthauptet. Der Hinrichtung wohnten 20'000 Schaulustige bei, mehr als Basel damals Einwohner hatte.
1814 wurde die politische Vorherrschaft der Stadt über die Landschaft wiederhergestellt, indem die Stadt ein unverhältnismässiges Übergewicht an Sitzen im Grossen Rat erhielt. Im Jahr 1833 wehrten sich die Landgemeinden (Baselbiet) nach längerem Widerstand erfolgreich gegen die Dominanz der Stadt. Nach der Schlacht an der Hülftenschanz, welche die Stadt verlor, konstituierten sich die Landgemeinden als eigener Halbkanton Basel-Landschaft, nur die rechtsrheinischen Gemeinden Riehen, Bettingen und das 1907 in die Stadt eingemeindete Kleinhüningen verblieben bei Basel und bildeten fortan den Halbkanton Basel-Stadt (→ Basler Kantonstrennung).
1832 erreichte das erste Dampfschiff, der Seitenraddampfer Stadt Frankfurt, die Stadt Basel. Das als Glattdecker bezeichnete Schiff war für Personen- und Güterverkehr ausgelegt. Es legte an der Schifflände an, wo es mit Kanonendonner und von hohen Herren der Stadt empfangen wurde.
Der erste Zug der Schweiz fuhr 1844 von Saint-Louis her in Basel ein. 1849 erfolgte der Bau der Museen an der Augustinergasse, und nach 1859 wurden die Stadtmauern geschleift; nur einige der grösseren Tore wie das Spalentor blieben erhalten. Die Berufsfeuerwehr Basel wurde 1882 gegründet.

### Zionistenkongress

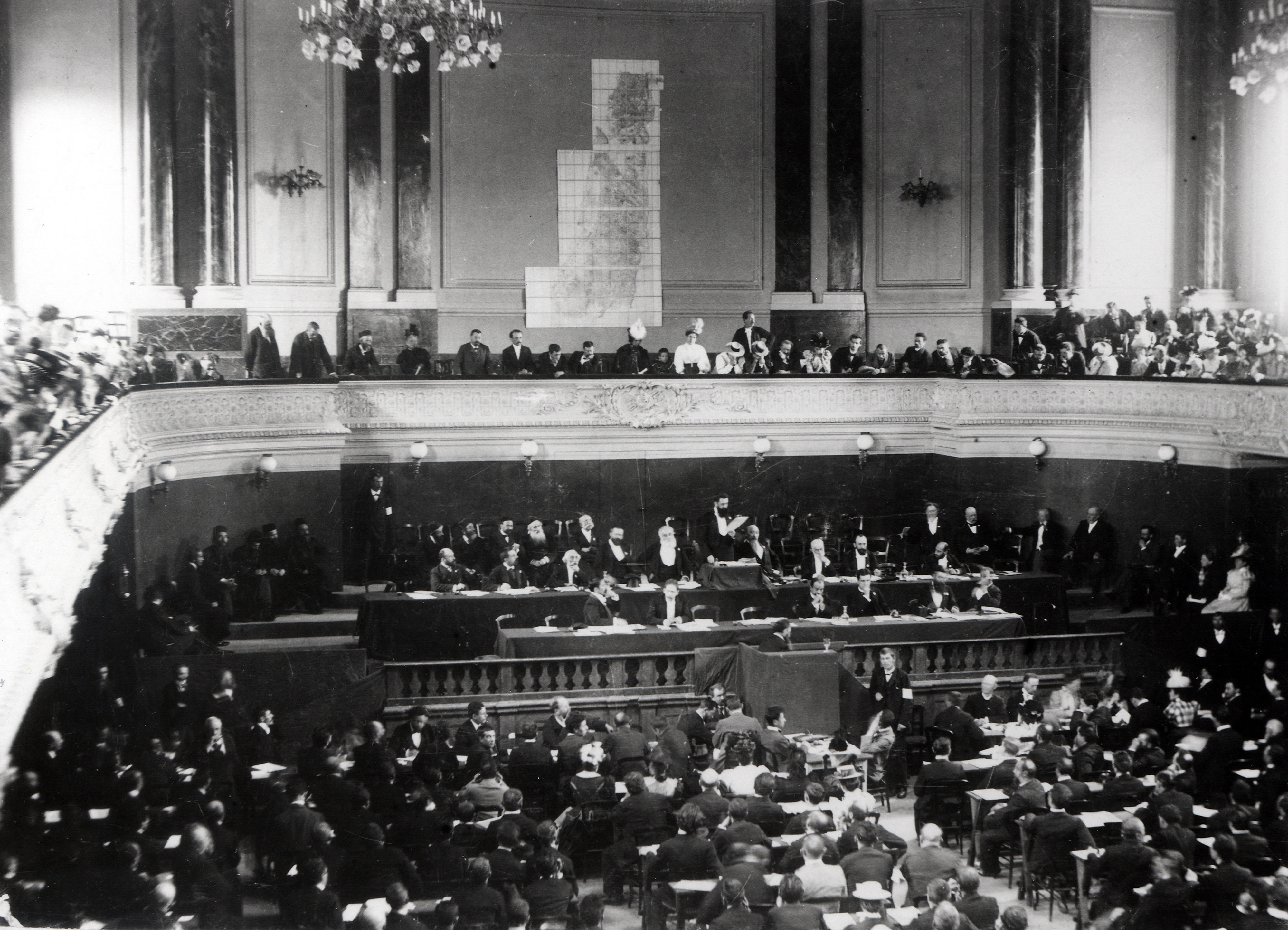
Erster Zionistischer Weltkongress (1897), Stadtcasino Basel

Vom 26. bis zum 29. August 1897 fand der von Theodor Herzl und David Farbstein organisierte erste Zionistenkongress in Basel statt, noch heute ist eine wichtige Strasse in Tel Aviv-Jaffa, die Baselstrasse, zu Ehren der Stadt als «Gründungsorts» Israels benannt. Auf dem Kongress wurde die «Schaffung einer öffentlich und gesetzlich gesicherten Heimat für das jüdische Volk in Palästina» beschlossen. Zu diesem Zweck wurden ein Fonds und eine «jüdische Bank» (später Bank Leumi) gegründet. Insgesamt fand der Zionistische Weltkongress zehnmal in Basel statt, mehr als in irgendeiner anderen Stadt weltweit.

#### 20. und 21. Jahrhundert

Basel, Rhein, Wettsteinbrücke, Ballonaufnahme von Eduard Spelterini, zwischen 1893 und 1924

Historisches Luftbild von Walter Mittelholzer von 1933

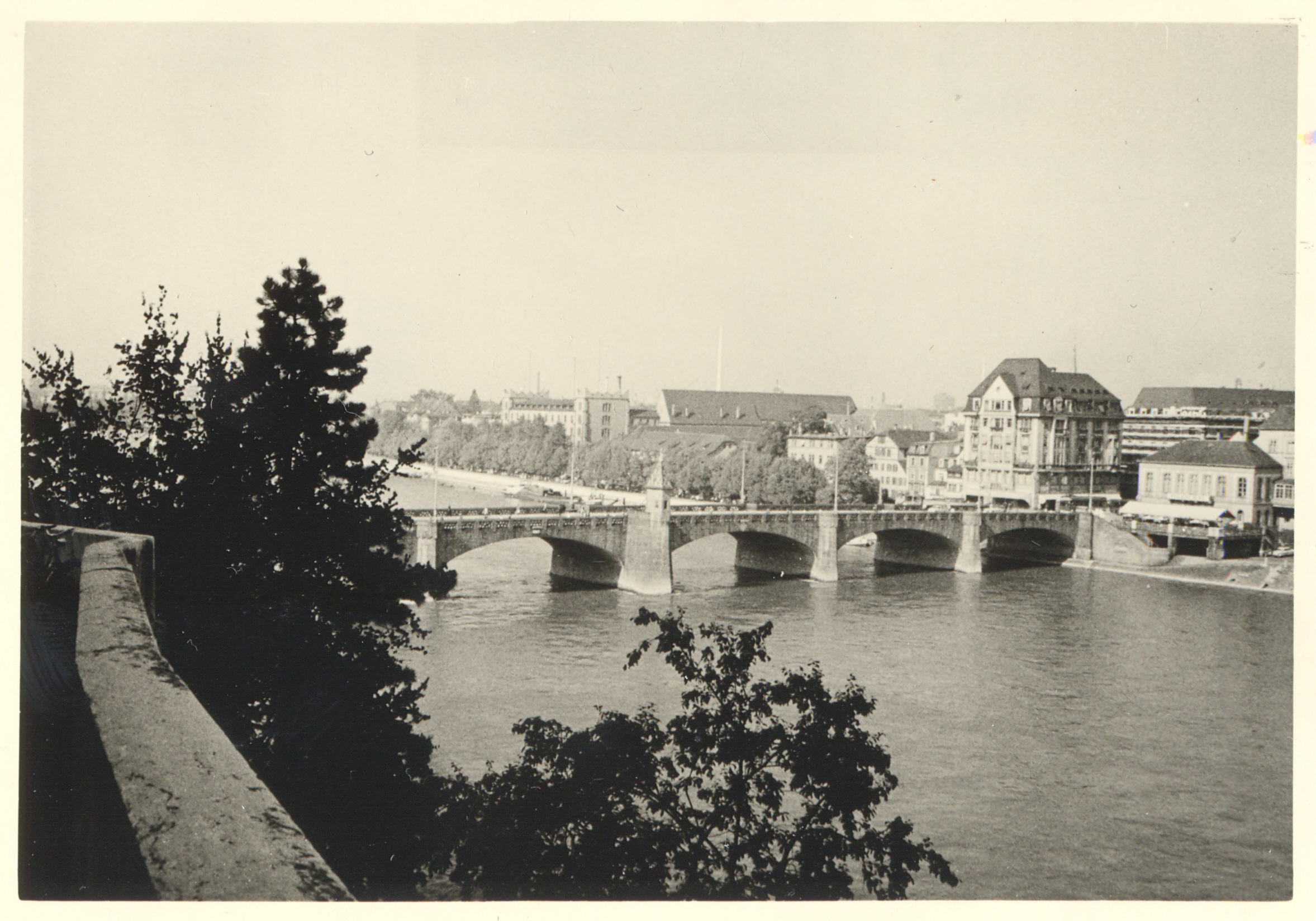
Aufnahme der Mittleren Brücke, 1950er-Jahre

Basel wurde während der Industrialisierung zu einer der bedeutendsten Industriestädte der Schweiz. Um 1900 wurde Basel vom Kantonsstatistiker im internationalen Vergleich als «eindeutige Fabrikstadt» bezeichnet. Die Stadt zählte noch bis um 1980 überdurchschnittlich viele Arbeiter.
Zu den bedeutendsten Ereignissen der Basler Geschichte zählt der in Vorahnung der kommenden Ereignisse ausserordentlich anberaumte Internationale Friedenskongress der Sozialisten im November 1912. Während des Ersten Weltkriegs war die Versorgung mit Grundnahrungsmitteln in der Grenzregion immer sichergestellt, aber schwieriger als in der inneren Schweiz. Der Streikparole des Landesstreiks von 1918 folgte in Basel fast die ganze Arbeiterschaft. Am Nationalfeiertag, dem 1. August 1919, kam es nach Streiks der Färber zu Unruhen, bei denen das Militär auf Demonstranten schoss. Es waren fünf Tote zu beklagen.
In den 1930er-Jahren wurde die Bank für Internationalen Zahlungsausgleich (BIZ), die «Bank der Zentralbanken», in Basel domiziliert.
Die Basler Grenzregion war der nationalsozialistischen Diktatur in den Jahren von 1933 bis 1945 und dem nahen Kriegsgeschehen ab 1939, wie auch andere Grenzgebiete der Schweiz, stark ausgesetzt. Die Auswirkungen davon betrafen sowohl die Bevölkerung als auch die lokalen Unternehmen und die Schweizer Behörden, deren Verhältnis zu Deutschland in dieser Zeit von schwerwiegenden kulturellen, politischen, diplomatischen und wirtschaftlichen Entscheidungen geprägt war. So erwarb das Kunstmuseum Basel 1939 aus deutschen Museen 21 als «entartet» aussortierte Kunstwerke. Die Diskussion über die ambivalenten Aspekte des Ankaufs hält bis heute an.
Einerseits stand der Kanton Basel-Stadt mit seiner sozialdemokratischen und sozialistischen Regierungsmehrheit («Rotes Basel») und den weithin wahrgenommenen, bürgerlichen Basler Nachrichten Albert Oeris in einer breit abgestützten Gegnerschaft zu Nazi-Deutschland, und Flucht-, Propaganda und Schmuggelnetzwerke waren auch noch in der Kriegsphase aktiv (insbesondere via die «Eiserne Hand»). Anderseits gab es wie in anderen Schweizer Städten auch in Basel mehrere Tausend deutsche NSDAP-Mitglieder und schweizerische Anhänger frontistischer Organisationen. Der exterritoriale Badische Bahnhof und das «Deutsche Heim» in der St. Alban-Vorstadt waren dabei die zentralen Ausgangspunkte für die nationalsozialistischen Aktivitäten in Basel. Diese wurden 1946 erstmals in einem Staatsschutzbericht des damaligen Basler Polizeidirektors Carl Ludwig dokumentiert.
In militärischer Hinsicht war die Stadt Basel nach dem Rückzug der Schweizer Armee ins Réduit von Mitte 1940 bis Herbst 1944 eine «offene Stadt» (gleich wie andere Schweizer Grossstädte) und wäre gegen einen deutschen Angriff nicht verteidigt worden. Irrtümlich bombardiert wurden die Stadt und die Umgebung (wie auch andere Orte in der Schweiz) von den Alliierten 1940 und 1945 (Güterbahnhof Wolf), wobei es Tote und Sachschaden gab.
Der Flughafen Basel-Mülhausen wurde 1953 als binationaler Flughafen eingeweiht, womit der erste Basler Flugplatz, der im Jahr 1920 auf dem Sternenfeld-Areal in Birsfelden angelegt worden war, abgelöst wurde.
Seine zweitausendjährige Stadtgeschichte feierte Basel im Jahr 1957. Die Regio Basiliensis für die grenzüberschreitende Zusammenarbeit wurde 1963 gegründet. Im Jahr 1966 erhielten die Frauen das kantonale Stimmrecht, somit war der Kanton Basel-Stadt der erste deutschsprachige Kanton der Schweiz, der den Frauen dieses Recht zusprach. Im Jahr 1969 scheiterte die Wiedervereinigung von Basel-Stadt und Basel-Landschaft am Nein der Stimmberechtigten in Basel-Landschaft.
In den 1970er-Jahren häuften sich die Hausbesetzungen in Basel.
Das Fernheizkraftwerk Volta ging 1980 in Betrieb.
Am 1. November 1986 ereignete sich im nahen Schweizerhalle ein schwerer Chemieunfall, der für die Bevölkerung glimpflich ausging. Der Rhein wurde jedoch vom Löschwasser verseucht. 1989 wurde das Basler Übereinkommen zur Kontrolle der grenzüberschreitenden Abfallwirtschaft in Basel zur Unterschriftsreife gebracht. In den 1990er-Jahren erfolgte die Fusion von Sandoz und Ciba-Geigy zu Novartis sowie des Schweizerischen Bankvereins und der Schweizerischen Bankgesellschaft zur UBS.
Erstmals seit 1950 gibt es in Basel wieder eine linke Regierungsmehrheit, als es 2004 durch die Stadtwahlen rot-grün wurde. 2006 erhielt Basel-Stadt eine neue Kantonsverfassung, mit der unter anderem der Grosse Rat von 130 auf 100 Mitglieder reduziert und das Amt eines Regierungspräsidenten eingeführt wurde.
Im Dezember 2014 fand in Basel das Ministertreffen der in diesem Jahr von der Schweiz präsidierten Organisation für Sicherheit und Zusammenarbeit in Europa (OSZE) mit rund 1000 Delegierten aus 57 Staaten statt.
2015 wurde Basel der Ehrentitel «Reformationsstadt Europas» durch die Gemeinschaft Evangelischer Kirchen in Europa verliehen. Im Jahr 2017 wurde die Stadtgärtnerei Basel Bio-Suisse-zertifiziert, womit Basel die erste Stadt ist, welche mit diesem Label ausgezeichnet wurde (als zweite folgte Luzern).
Durch den Sieg von Nemo beim Eurovision Song Contest 2024 in Malmö hat die Schweiz das Recht erworben, den Eurovision Song Contest 2025 auszurichten. Bei der Bewerbung um die Ausrichtung konnte sich Basel gegen Zürich, Genf und Bern durchsetzen. Die beiden Halbfinale und das Finale fanden im Mai 2025 in der St. Jakobshalle statt.

## Bevölkerung

### Bevölkerungsentwicklung
Die Stadt Basel (Einwohnergemeinde) zählt ohne die beiden Landgemeinden 176'329 Einwohner (31. Dezember 2023) und belegt damit hinter Zürich und Genf den dritten Rang in der Schweiz. Der Kanton Basel-Stadt zählt insgesamt 200'031 Einwohner. Laut dem Global Human Settlement Layer (GHSL) ist Basel ein zusammenhängendes, dicht bebautes urbanes Siedlungsgebiet mit 428'721 Einwohnern (Stand 2018). Die «trinationale» Agglomeration Basel zählt insgesamt 830'000 Einwohner in der Schweiz, Deutschland und Frankreich.

Einwohnerentwicklung Basels

Tabelle zur Bevölkerungsentwicklung der Gemeinde Basel (Zahlen ab 1900 inkl. Kleinhüningen):
| Jahr | Einwohner der Gemeinde Basel |      | Jahr    | Einwohner der Gemeinde Basel |
| ---- | ---------------------------- | ---- | ------- | ---------------------------- |
| 1774 | 15'040                       | 1910 | 132'276 |                              |
| 1815 | 16'674                       | 1920 | 135'976 |                              |
| 1835 | 21'219                       | 1930 | 148'063 |                              |
| 1847 | 25'787                       | 1941 | 162'105 |                              |
| 1850 | 27'170                       | 1950 | 183'543 |                              |
| 1860 | 37'915                       | 1960 | 206'746 |                              |
| 1870 | 44'122                       | 1970 | 212'857 |                              |
| 1880 | 60'550                       | 1980 | 182'143 |                              |
| 1888 | 69'809                       | 1990 | 178'428 |                              |
| 1900 | 109'161                      | 2000 | 166'558 |                              |

Tabelle zur Bevölkerungsentwicklung der «trinationalen» Agglomeration Basel:
| Jahr | Agglomeration Basel Einwohner | in der Schweiz | in Deutschland | in Frankreich |
| ---- | ----------------------------- | -------------- | -------------- | ------------- |
| 2000 | 731'167                       | 479'308        | 188'553        | 63'306        |
| 2014 | 830'758                       | 532'185        | 206'267        | 92'306        |

Das durch die Industrialisierung typische und kontinuierliche Bevölkerungswachstum im 19. Jahrhundert fand auch in Basel statt. Durch diesen raschen Anstieg wuchs die Stadt hinter Zürich zur zweitgrössten in der Schweiz an. Durch die engen Kantons- und Landesgrenzen konnte die Stadt Basel mit der Ausnahme von Kleinhüningen nicht durch Eingemeindungen wachsen, wie das bei den anderen grossen Schweizer Städten der Fall war. Mit der Industrialisierung entstand eine Oberschicht der alteingesessenen Bürger (Daig), die bis ins 20. Jahrhundert ihre Abgeschlossenheit bewahrte und die «ursprüngliche» Form des Baseldeutsch sprach.
Während die Einwohnerzahl der «trinationalen» Agglomeration kontinuierlich steigt, nahm seit 1970 die Bevölkerung der Kernstadt infolge der Suburbanisierung merklich ab. Im Zeitraum von 1970 bis 2005 verliessen über 51'000 Schweizer Bürger Basel und zogen in das angrenzende Umland, vornehmlich in den Kanton Basel-Landschaft. Im gleichen Zeitraum zogen zwar rund 12'000 Ausländer in die Stadt, die Nettoabnahme von 39'000 Einwohnern führte trotzdem dazu, dass die Stadt Genf Mitte der 1990er-Jahre Basel in Bezug auf die Einwohnerzahl überholte. Die Abwanderung steuerlich potenterer Bevölkerungsgruppen war zeitweise in Verbindung mit dem Steuerwettbewerb unter den Kantonen für den Stadtkanton ein besonderes Problem.

### Religionen

#### Überblick

Konfessionsbild des Kantons Basel-Stadt (Stand 2018)

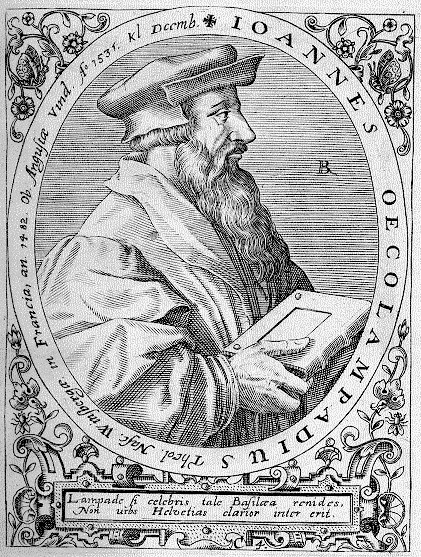
Johannes Oekolampad

Im Jahr 1529 setzte sich in Basel unter der Mitwirkung von Johannes Oekolampad die Reformation durch, die schnell wichtige Persönlichkeiten wie den Stadtschreiber Caspar Schaller für sich gewinnen konnte. Unter dem Druck des revolutionären Frankreich, welches die Schweiz von 1798 bis 1815 kontrollierte, wurde 1798 offiziell die Glaubensfreiheit gewährt. Im Jahre 1910 wurde die Trennung von Kirche und Staat vollzogen sowie die Christkatholische Kirche neben der Evangelisch-reformierten Kirche als öffentlich-rechtliche Körperschaft anerkannt. 1972 erfolgte dies auch für die Römisch-katholische Kirche sowie die Israelitische Kultusgemeinde, 2021 schliesslich auch für die Evangelisch-Lutherische Kirche Basel und Nordwestschweiz. Heute zählt Basel über 300 christliche und nichtchristliche Religionen, Kirchen, Freikirchen und andere religiöse Gemeinschaften. Zu den nichtchristlichen Religionen, welche in Basel vertreten sind, gehören die jüdische Gemeinde, der Islam, die Aleviten, die Hindus, die Sikhs, die Buddhisten und neuere religiöse Bewegungen. Basel hat sich damit von einer mehrheitlich reformierten zu einer multireligiösen Stadt entwickelt. Etwa die Hälfte der Basler Gesamtbevölkerung ist konfessionslos. (→ Statistik zur Religionszugehörigkeit)

#### Reformierte

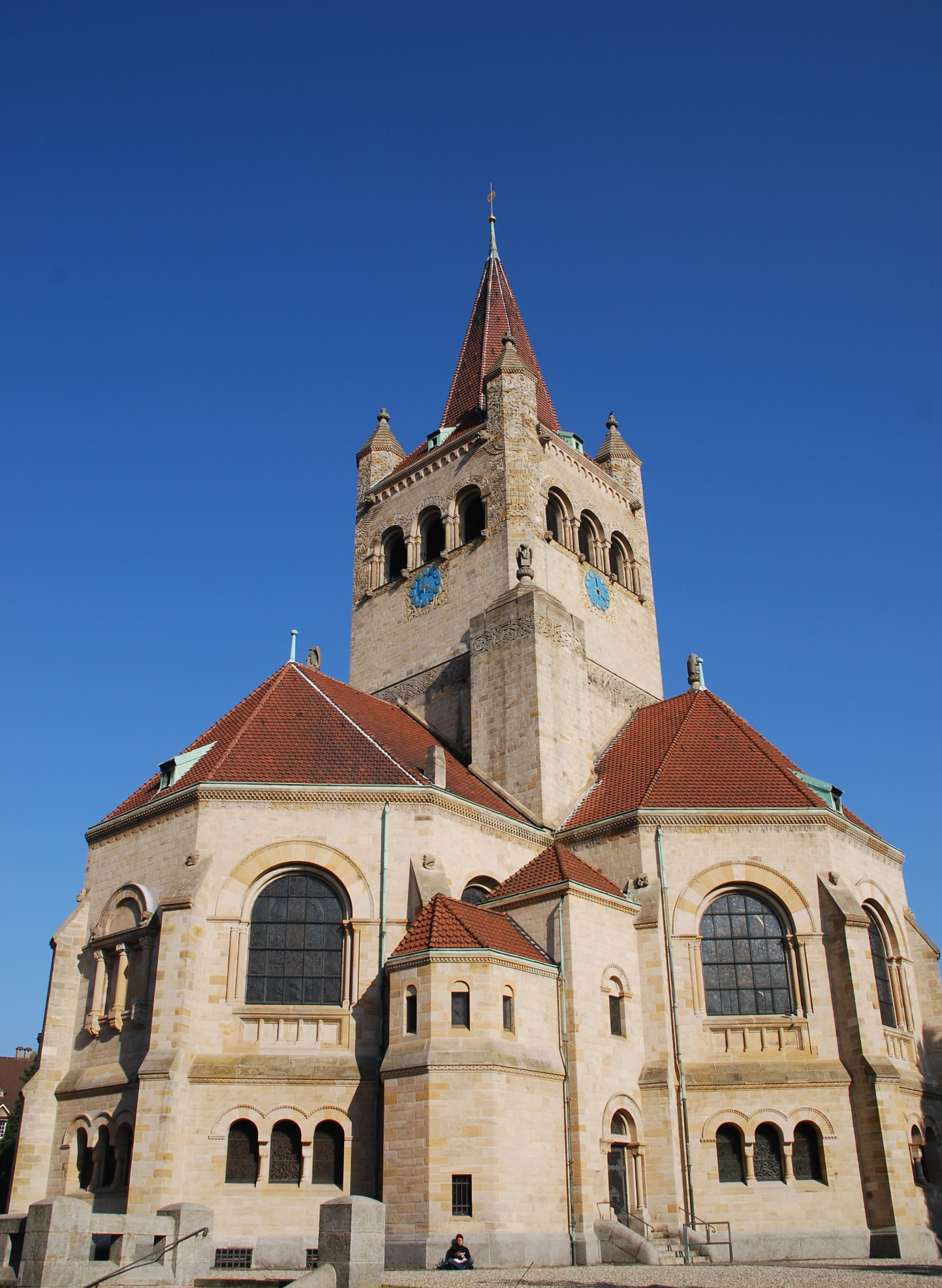
Evangelisch-reformierte Pauluskirche (Karl Moser)

Die Stadt Basel ist eine der zehn Schweizer Städte, die 2017 vom Evangelischen Kirchenbund das Etikett «Reformationsstadt» verliehen bekommen haben. Die Evangelisch-reformierte Kirche Basel-Stadt ist laut Kantonsverfassung als öffentlich-rechtliche Körperschaft anerkannt.
Obwohl durch die zunehmenden Kirchenaustritte auch die dominierende Stellung der Evangelisch-reformierten Kirche zurückgeht, nimmt sie am sozialen und kulturellen Leben der Stadt nach wie vor grossen Anteil. Ein soziales Netzwerk mit Einrichtungen für die Seelsorgestellen, Drogenberatung oder den Gassenküchen wird durch die Kirche aufrechterhalten. Zu den sichtbaren Zeichen der Evangelisch-reformierten Kirche im Kanton Basel-Stadt gehören 85 Kirchen, Gemeinde-, Pfarrhäuser und Sigristenwohnungen. Zahlreiche Baudenkmäler prägen das Gesicht der Stadt, wie das Basler Münster als Wahrzeichen von Basel und die Innenstadtkirchen St. Leonhard, St. Martin, St. Peter und die Theodorskirche.
Die Predigerschule Basel existierte von 1876 bis 1915.

#### Katholiken
Heutzutage ist in Basel die Gruppe der Katholiken die grösste Konfession mit fast 15 Prozent im Jahr 2020. Die Römisch-katholische Kirche Basels zählt insgesamt sieben Pfarreien, fünf davon sind deutsch-, eine französisch- (Paroisse catholique du Sacré-Cœur de Bâle) und eine weitere italienischsprachig (Parrocchia cattolica di lingua italiana S. Pio X di Basilea). Die Pfarreien zusammen mit den kantonalen Diensten bilden das Dekanat, das einen Teil des Bistums Basel darstellt. Das Bistum Basel hat seinen Sitz trotz dem Namen nicht in Basel, sondern in der Kantonshauptstadt Solothurn. Der Religionsunterricht wird gemeinsam mit der Evangelisch-reformierten Kirche organisiert und finanziert. Neben der grösseren Römisch-katholischen Kirche Basels gibt es seit 1873 die kleinere Christkatholische Kirche. Beide katholischen Kantonalkirchen sind seit dem Jahr 1973 durch die Kantonsverfassung als öffentlich-rechtliche Körperschaften anerkannt.

#### Juden

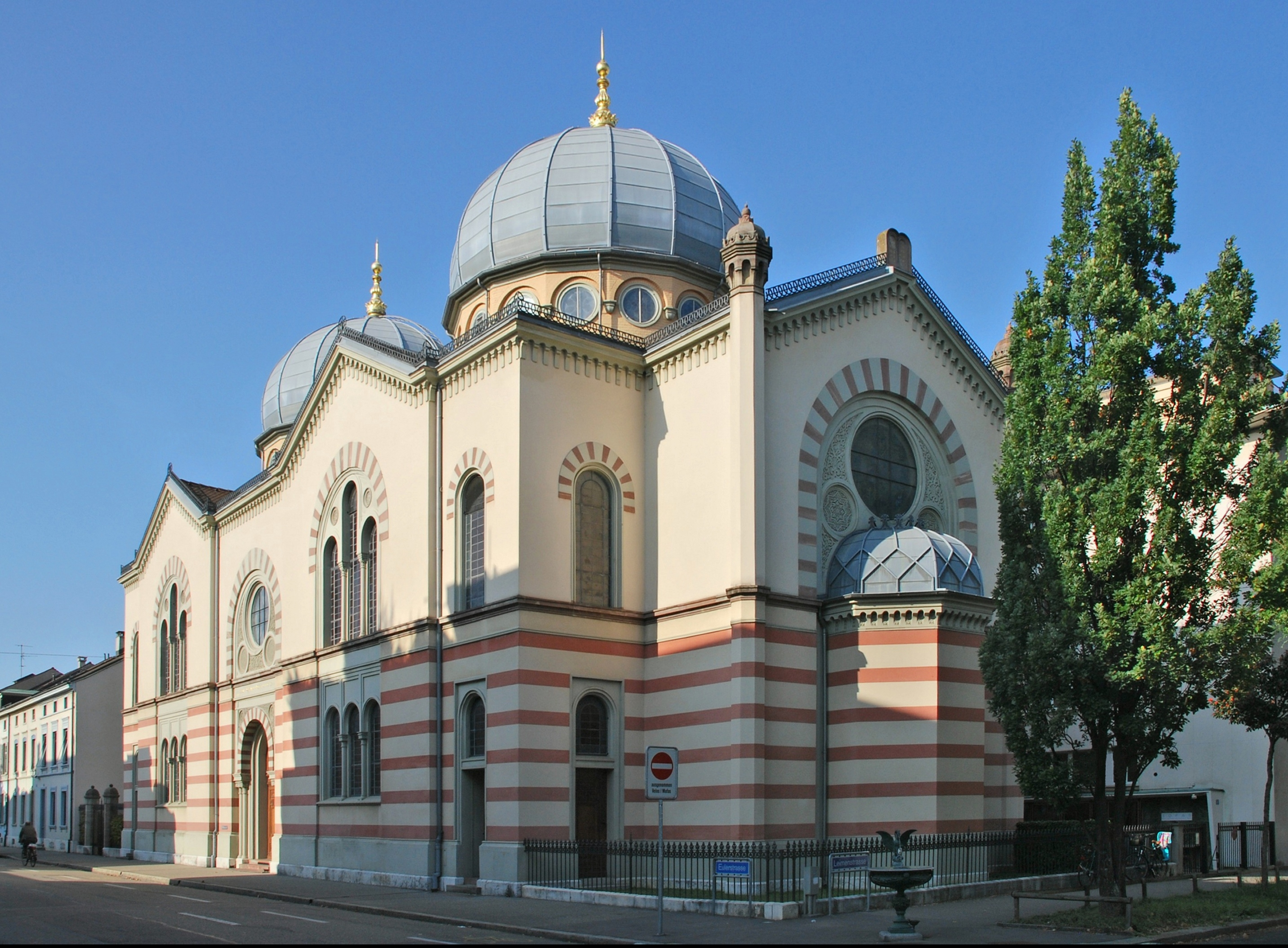
Grosse Synagoge

Die ersten Menschen jüdischen Glaubens siedelten sich in Basel bereits urkundlich gesichert im 12. Jahrhundert an. Die erste Synagoge stand am Rindermarkt. Ausgrabungen in Augusta Raurica zufolge könnte die Ansiedlung von Juden sogar auf das 2. Jahrhundert zurückdatiert werden. Die Gründung der heutigen Israelitischen Gemeinde Basel (IGB) mit damals etwa 70 Mitgliedern geht auf das Jahr 1805 zurück. Zuvor hatten sich als Folge des Basler Judenpogroms über vierhundert Jahre lang keine Juden in Basel niedergelassen. 1895 gründete ihr damaliger Gemeinderabbiner Arthur Cohn die Schomre Thora, eine Schule zur Vermittlung jüdischen Wissens. Heute umfasst die IGB in der Stadt und der Umgebung rund 1000 Mitglieder und ist damit die zweitgrösste der Schweiz. Sie erhielt 1972 durch eine kantonale Volksabstimmung als erste nichtchristliche Glaubensgemeinschaft in einem Kanton der Schweiz die Anerkennung als öffentlich-rechtliche Körperschaft und ist nunmehr den drei Landeskirchen gleichgestellt. Sie führt heute neben der Synagoge, auch bekannt als Grosse Synagoge, diverse Schulen und die öffentliche Karger-Bibliothek.
Neben der Israelitischen Gemeinde Basel gibt es seit 1927 eine sogenannte Austrittsgemeinde, die streng orthodoxe Israelitische Religionsgesellschaft Basel (IRG) mit einer eigenen Synagoge an der Ahornstrasse. Daneben gibt es Migwan, die Liberale Jüdische Gemeinde der Stadt Basel, welche im Jahr 2004 gegründet wurde. Im Jahr 2014 wurde die neue Synagoge am Herrengrabenweg 50 in Basel eingeweiht. Nun ist Migwan die dritte Mitgliedsgemeinde der «Plattform der Liberalen Juden der Schweiz PLJS». Zudem steht in Basel das Jüdische Museum der Schweiz, welches eine kostbare Sammlung jüdischer Kulturgüter zeigt. Das Museum feierte im Jahr 2016 sein 50-jähriges Bestehen und war das erste jüdische Museum innerhalb des deutschsprachigen Raums, das nach dem Zweiten Weltkrieg eingerichtet wurde. Seit einigen Jahren befindet sich in Basel ausserdem eine Sektion der Chabad-Lubawitsch-Organisation. Im Jahr 2012 wurde das Haus «Feldinger Chabad Center» mit der Synagoge eingeweiht.

#### Muslime

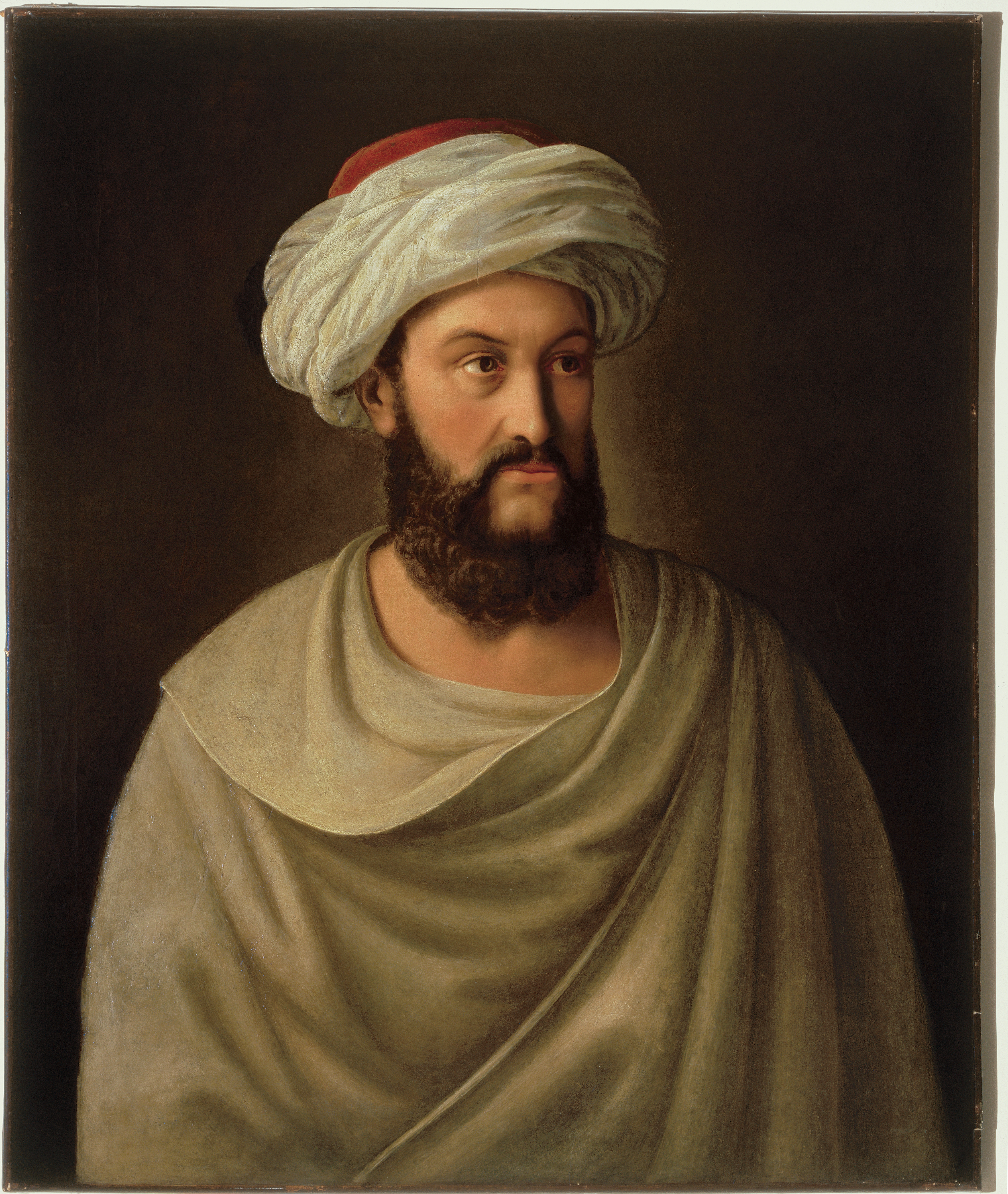
Johann Ludwig Burckhardt (Scheich Ibrahim)

Seit den 1960er-Jahren gibt es durch Einwanderung aus muslimischen Ländern, vor allem der Türkei, dem Maghreb und dem Kosovo, einen wachsenden muslimischen Bevölkerungsanteil, der heute schätzungsweise knapp 10 % der Stadtbevölkerung umfasst, in den Kleinbasler Quartieren deutlich mehr (siehe untenstehende Tabelle). Im Jahr 2022 bestanden in Basel 10 Moscheen und Gebetsräume, welche jeweils auch nach Sprachzugehörigkeit organisiert sind. Im Jahr 1997 wurde die «Basler Muslim Kommission» gegründet, welche sich als Dachorganisation der sunnitischen Vereine beider Basel versteht. Im Jahr 2004 setzte sich die Vereinigung öffentlich dafür ein, dass Halāl-Schlachtungen in der Schweiz jeweils gesetzeskonform vonstattengehen könnten. Seit Mai des Jahres 2016 hat Sohail Mirza das Präsidentenamt inne. Neben jenen muslimischen Bürgern, die aus islamisch-geprägten Ländern stammen, gibt es auch Schweizer mit nichtmuslimischem Hintergrund, die jeweils zum Islam übertreten und einen wichtigen Bestandteil der islamischen Gemeinden der Stadt darstellen. Beispielshalber ist hier historisch der Übertritt Johann Ludwig Burckhardts (alias Scheich Ibrahim), welcher von 1784 bis 1817 lebte und als erster Muslim Basels gilt, zu nennen. Als erster Bürger Mitteleuropas machte er zusätzlich auch die Hadsch nach Mekka.

#### Statistik
| Jahr | Evangelisch-reformiert | Römisch-katholisch | Übrige Christen | Jüdisch | Muslime | Andere Religionen | Keine Zugehörigkeit | Keine Angaben |
| ---- | ---------------------- | ------------------ | --------------- | ------- | ------- | ----------------- | ------------------- | ------------- |
| 1950 | 63,3                   | 31,3               | 1,4             | 1,3     | 0,0     | 0,0               | 0,0                 | 0,0           |
| 1960 | 59,9                   | 35,8               | 1,3             | 1,1     | 0,0     | 0,3               | 1,6                 | 0,0           |
| 1970 | 52,7                   | 40,7               | 1,1             | 0,9     | 0,2     | 0,2               | 3,2                 | 1,0           |
| 1980 | 44,4                   | 35,5               | 1,2             | 0,9     | 1,1     | 0,3               | 13,9                | 1,9           |
| 1990 | 32,1                   | 25,4               | 1,8             | 0,8     | 4,0     | 0,5               | 34,5                | 0,3           |
| 2000 | 26,5                   | 24,9               | 2,8             | 0,8     | 6,7     | 1,2               | 31,0                | 5,1           |
| 2016 | 17,4                   | 17,9               | 5,3             | 0,7     | 7,5     | 2,1               | 47,5                | 1,4           |
| 2018 | 15,3                   | 16,0               | 5,9             | 0,6     | 8,1     | 2,0               | 50,6                | 1,3           |
| 2020 | 13,6                   | 14,7               | 5,6             | 0,6     | 8,2     | 2,2               | 53,9                | 1,3           |

| Quartier            | Evangelisch-reformiert | Römisch-katholisch | Christkatholisch | Ostkirchliche | Jüdisch | Islamisch | Andere Religionen | Konfessionslos |
| ------------------- | ---------------------- | ------------------ | ---------------- | ------------- | ------- | --------- | ----------------- | -------------- |
| Altstadt Grossbasel | 21,8                   | 14,4               | 0,8              | 0,8           | 0,7     | 0,8       | 3,5               | 56,8           |
| Vorstädte           | 18,0                   | 15,8               | 1,0              | 1,8           | 1,4     | 2,3       | 3,9               | 54,8           |
| Am Ring             | 17,9                   | 15,4               | 0,8              | 2,1           | 2,9     | 3,1       | 3,9               | 52,9           |
| Breite              | 15,8                   | 15,2               | 0,6              | 2,3           | 0,1     | 10,3      | 4,3               | 50,4           |
| St. Alban           | 21,4                   | 15,7               | 0,5              | 1,9           | 0,8     | 5,1       | 3,3               | 50,3           |
| Gundeldingen        | 13,3                   | 14,4               | 0,5              | 3,6           | 0,1     | 13,9      | 5,2               | 47,3           |
| Bruderholz          | 25,2                   | 17,8               | 0,4              | 1,4           | 0,5     | 2,5       | 2,5               | 49,2           |
| Bachletten          | 23,8                   | 17,3               | 0,5              | 1,2           | 1,5     | 3,1       | 2,2               | 49,9           |
| Gotthelf            | 18,7                   | 16,5               | 0,5              | 1,7           | 1,9     | 3,5       | 3,6               | 53,0           |
| Iselin              | 14,2                   | 16,3               | 0,5              | 3,1           | 0,7     | 10,7      | 5,5               | 48,7           |
| St. Johann          | 13,1                   | 14,0               | 0,7              | 2,7           | 0,2     | 13,5      | 5,2               | 49,1           |
| Altstadt Kleinbasel | 15,0                   | 15,0               | 1,0              | 1,9           | 0,3     | 5,0       | 3,1               | 57,8           |
| Clara               | 10,4                   | 11,7               | 0,8              | 4,7           | 0,0     | 12,1      | 8,0               | 48,9           |
| Wettstein           | 19,3                   | 16,0               | 0,5              | 1,1           | 0,2     | 4,5       | 3,4               | 54,2           |
| Hirzbrunnen         | 19,9                   | 18,6               | 0,3              | 1,1           | 0,1     | 7,8       | 2,7               | 51,2           |
| Rosental            | 8,7                    | 15,8               | 0,4              | 2,2           | 0,2     | 20,5      | 8,3               | 42,6           |
| Matthäus            | 10,3                   | 12,1               | 0,6              | 4,3           | 0,1     | 15,0      | 6,7               | 48,8           |
| Klybeck             | 9,5                    | 11,5               | 0,4              | 3,2           | 0,0     | 21,4      | 5,7               | 45,8           |
| Kleinhüningen       | 10,2                   | 12,2               | 0,4              | 4,4           | 0,0     | 20,5      | 6,6               | 44,1           |
|                     |                        |                    |                  |               |         |           |                   |                |
| Riehen              | 26,1                   | 16,8               | 0,3              | 0,9           | 0,1     | 2,9       | 2,9               | 49,8           |
| Bettingen           | 33,1                   | 14,5               | 0,1              | 1,2           | 0,3     | 0,5       | 4,4               | 45,8           |

Der Grund für die scheinbare Inkonsistenz der quartierweise ausgewiesenen Zahlen mit denen für den Gesamtkanton ist eine unterschiedliche Erhebungsmethode.

#### Kirchensteuern
Im Zuge der Trennung von Kirche und Staat wurden die damals vier öffentlich-rechtlich anerkannten Religionsgemeinschaften mit der Befugnis ausgestattet, selbständig bei ihren Mitgliedern Kirchensteuern einzuziehen. Nachdem die zuletzt hierfür verwendete Softwarelösung vom Hersteller nicht mehr unterstützt worden war und für eine neue Lösung sehr hohe Kosten angefallen wären, ersuchten die Einwohnergemeinde Bettingen und die vier Religionsgemeinschaften den Kanton Basel-Stadt darum, dass künftig wie in den meisten anderen Kantonen der Schweiz sowie in Deutschland die staatliche Steuerverwaltung für die Religionsgemeinschaften die Steuern einzieht (gegen Abgeltung). Der Grosse Rat des Kantons Basel-Stadt trat auf das Ersuchen ein und beschloss im November 2018 eine entsprechende Änderung des Steuergesetzes, wogegen allerdings das Referendum ergriffen wurde. In der kantonalen Abstimmung vom 19. Mai 2019 hiess eine Mehrheit der Stimmenden jedoch die Gesetzesänderung gut.

## Politik

### Legislative und Exekutive

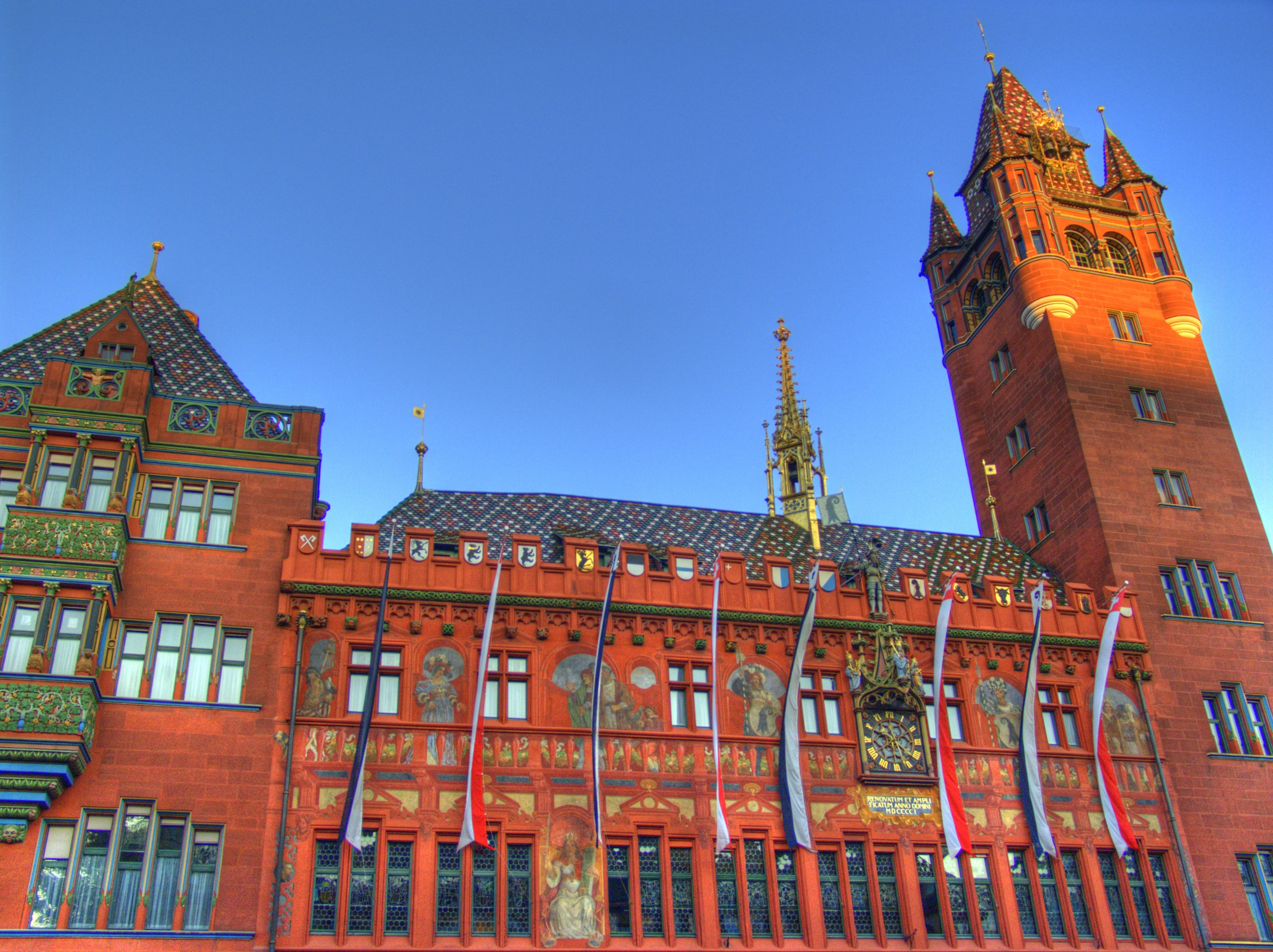
Das Basler Rathaus

Regierung und Verwaltung der Stadtgemeinde Basel werden durch den Kanton Basel-Stadt wahrgenommen. Die Einwohnergemeinde Basel verfügt somit weder über eine eigene Exekutive noch eine eigene Legislative. Stattdessen werden diese Funktionen vom Regierungsrat (Exekutive) respektive dem Grossen Rat (Legislative) des Kantons ausgeübt. Diese für Basel etablierte Lösung der Zusammenlegung der Gemeindebehörden mit den Kantonsbehörden ist in der Schweiz einzigartig. Einbürgerungen, die in der Schweiz Aufgabe der Gemeinde sind, werden von der Bürgergemeinde vorgenommen.

### Nationale Wahlen
Bei den Nationalratswahlen 2023 betrugen die Wähleranteile in der Stadt Basel: SP 33,7 %, Grüne 18,5 %, SVP 12,6 %, LDP 9,9 %, GLP 9,0 %, FDP 6,2 %, Die Mitte 5,5 %, EVP 1,7 % und EDU 0,3 %.

### Wappen und Fahne
| Basler Wappen mit dem Baselstab (Bischofsstab) | Blasonierung: «In Silber ein schwarzer Baselstab.» |
| Basler Wappen mit dem Baselstab (Bischofsstab) | Livreefarben sind Weiss und Schwarz. Wappen und Fahne der Stadt Basel sowie des Kantons Basel-Stadt sind ein nach links (heraldisch rechts) gerichteter schwarzer Krummstab auf weissem Feld, Baselstab genannt. Drei Querbalken unterbrechen diesen Stab, der nach unten breiter wird und in drei Zacken ausläuft. Der Bischofsstab erscheint bereits um 1100 auf einem in Basel geprägten Dünnpfennig. Die heraldische, unten in drei Zacken auslaufende Form erscheint erstmals in dieser Form auf dem Stäbler, einer seit 1373 im eigenen Münzrecht geprägten Silbermünze im Wert eines halben Pfennigs. In dieser Form wurde der Stab in der zweiten Hälfte des 15. Jahrhunderts auf das Basler Banner übernommen, und schliesslich auch ins Stadtwappen (um 1500). Schildhalter sind Löwen, wilde Männer, Engel und seit dem 15. Jahrhundert auch Basilisken – das sind Drachen mit Hahnenkopf und Schlangenschwanz. |

### Städtepartnerschaften
- Shanghai, Volksrepublik China, seit 19. November 2007[100]
- Miami Beach, Vereinigte Staaten, seit 28. November 2011[100]
- Seoul, Südkorea, seit 29. September 2022

## Wirtschaft und Infrastruktur

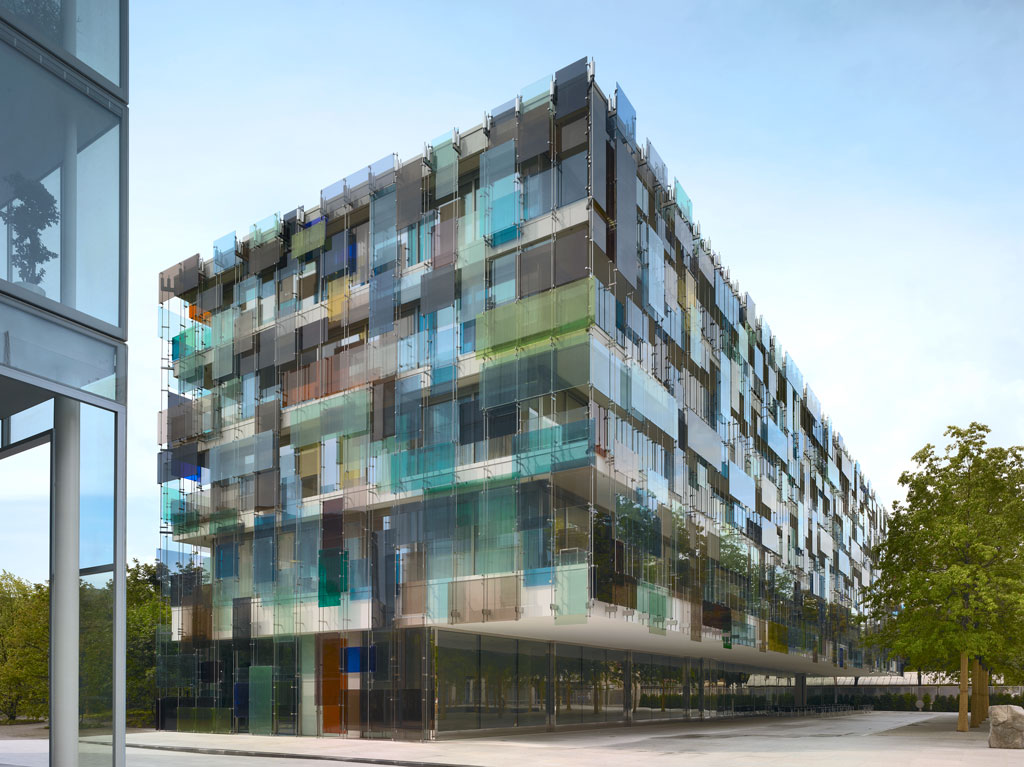
Ansicht des Novartis Campus (Bau von Diener & Diener)

Basel kommt aufgrund seiner zentralen Lage in West- respektive Mitteleuropa eine besonders wichtige und bevorzugte handelsgeografische Bedeutung zu. Die Metropolregion Basel umfasst rund 1,3 Millionen Einwohner und 650'000 Erwerbstätige. Basel ist nach der Stadt Zürich der zweitgrösste Wirtschaftsstandort der Schweiz, und der Stadtkanton zählt vor den Kantonen Zug und Genf das höchste BIP pro Kopf des Landes.
Basel ist eines der weltweit wichtigsten Zentren pharmazeutischer Betriebe, wie der Novartis AG, Roche Holding, Syngenta AG und der Lonza Group. Wertmässig fallen über 94 % der basel-städtischen Warenexporte auf den Chemie- und Pharmabereich. Zusammen mit den Fabrikationsstätten im benachbarten Schweizerhalle stellt Basel 20 % des Schweizer Exports und erwirtschaftet ein Drittel des Sozialproduktes. Neben der Chemie sind die Industriezweige Maschinenbau, Metallveredelung, Textilverarbeitung sowie die Nahrungs- und Genussmittelproduktion angesiedelt. Die jahrhundertelange Tradition in der Papierherstellung und im Buchdruck hat dazu geführt, dass mehrere Verlage in Basel beheimatet sind. Seit 1917 hat sich aus der Schweizer Mustermesse, einer nationalen Leistungsschau, ein europaweit bedeutender Messestandort entwickelt. Das Messezentrum Basel trägt jedes Jahr zahlreiche weltbekannte Fachmessen und Kongresse aus, unter anderem die Art Basel, die weltweit grösste Messe für zeitgenössische Kunst, und früher die Baselworld, die weltweit grösste Uhren- und Schmuckmesse.
Ebenfalls traditionell begründet ist die Bedeutung Basels als Bankenplatz. Neben zahlreichen Bank- und Versicherungshäusern hat die Bank für Internationalen Zahlungsausgleich (BIZ) hier ihren Sitz. Die Schweizerische Nationalbank (SNB) hat in Basel eine Vertretung. Die Handelskammer beider Basel ist ein Wirtschaftsverband für Basel-Stadt und Basel-Landschaft.

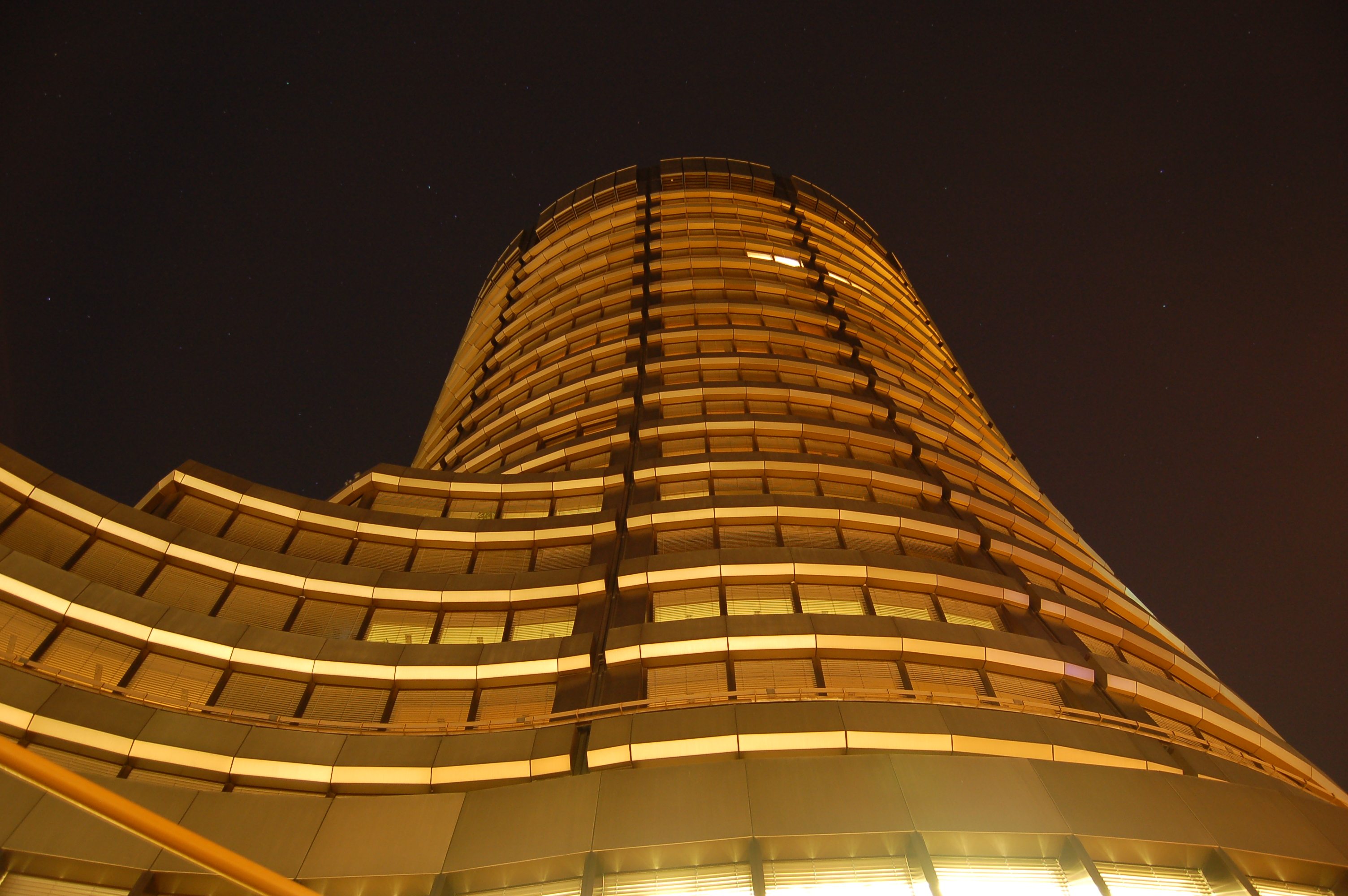
BIZ-Turm Basel: Weltweiter Sitz der Bank für Internationalen Zahlungsausgleich

### Ansässige Unternehmen
Liste der grössten Unternehmen mit Hauptsitz in Basel

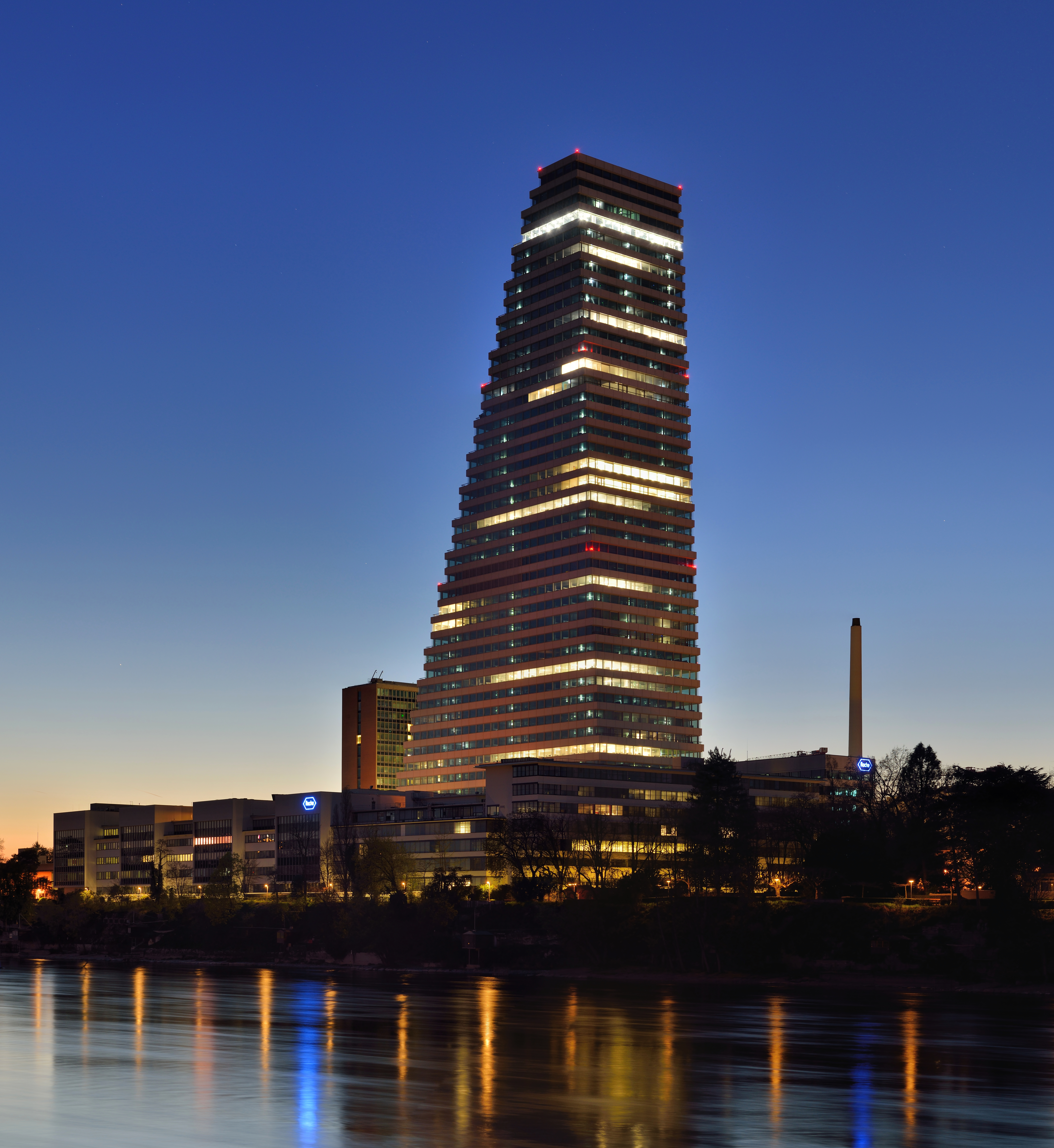
Hauptsitz des Pharmaunternehmens Hoffmann-La Roche, der Roche-Turm

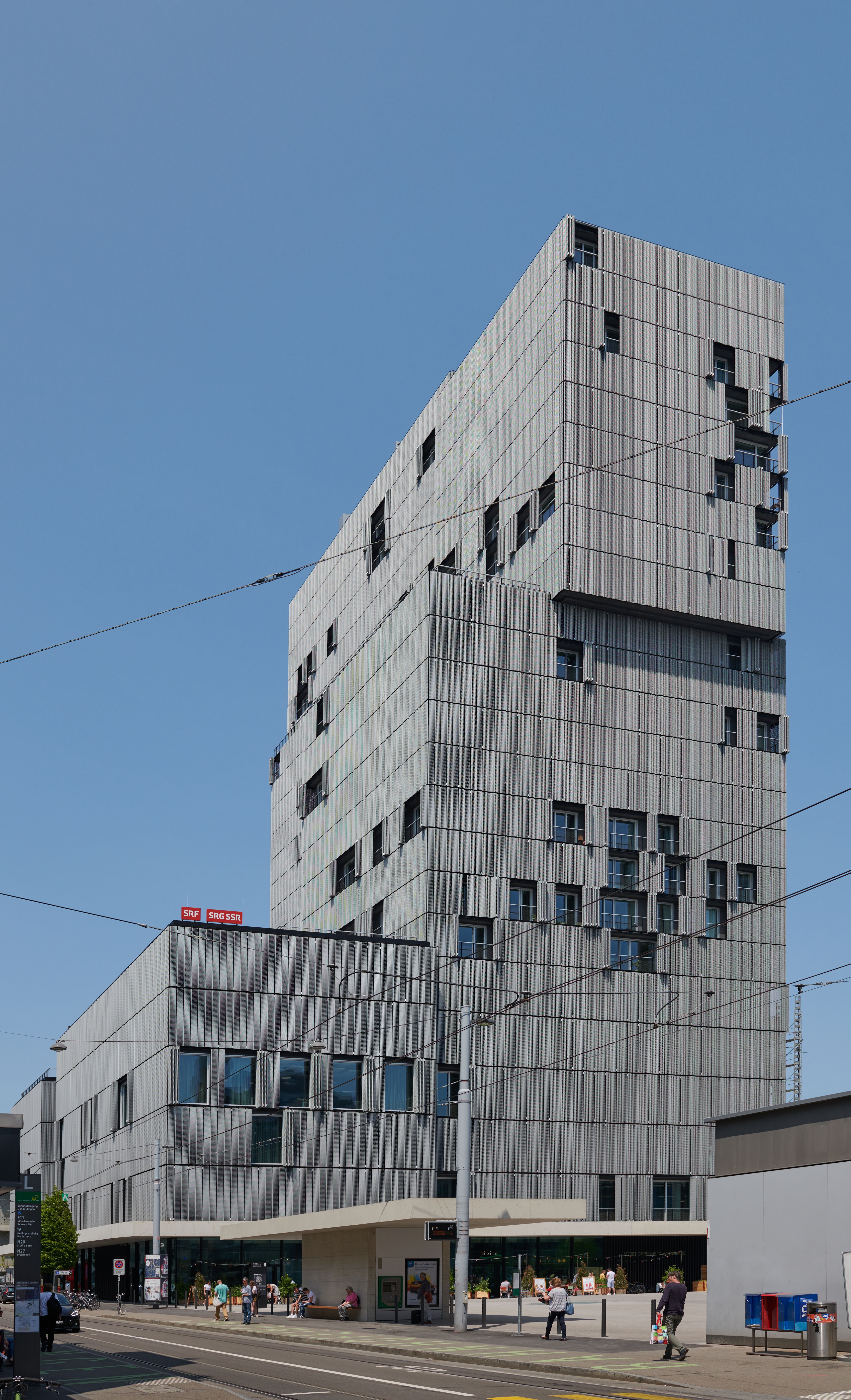
Sitz der SRG im Meret Oppenheim Hochhaus von Herzog & de Meuron

Die «Segmantas-Liste» der 500 grössten Schweizer Unternehmen des Jahres 2017 führt mit Blick auf den Kanton Basel-Stadt folgende Resultate an:
| Rang | Unternehmen                     | Branche             | Umsatz in Mrd. CHF |
| ---- | ------------------------------- | ------------------- | ------------------ |
| 01   | Roche Holding AG                | Pharma              | 50,756             |
| 02   | Novartis AG                     | Pharma              | 47,790             |
| 03   | Coop-Gruppe                     | Einzelhandel        | 28,322             |
| 04   | Syngenta AG                     | Agrochemie          | 12,598             |
| 05   | Transgourmet Schweiz            | Grosshandel         | 08,551             |
| 06   | Panalpina Welttransport Holding | Logistik            | 05,196             |
| 07   | Swiss International Air Lines   | Fluggesellschaft    | 04,799             |
| 08   | Lonza Group                     | Pharma/Chemie       | 04,132             |
| 09   | Bell Food AG                    | Fleischverarbeitung | 03,346             |
| 10   | Manor AG                        | Einzelhandel        | 02,500             |

Diese Liste lässt Banken, Finanzdienstleister und Versicherungen aus, jedoch ist Basel nach Zürich das zweitgrösste Finanzzentrum der Deutschschweiz. Die UBS hat einen ihrer Standorte in Basel, auch die Basler Kantonalbank, die Bank Cler, die Bank CIC, die WIR Bank und die Versicherungen Bâloise, Helvetia, Sympany und Pax. Weitere Banken und Versicherungen in Basel sind die Privatbanken Bank La Roche & Co, Baumann & Cie, Banquiers, J. Safra Sarasin, E. Gutzwiller & Cie. Banquiers, Dreyfus Söhne & Cie, Banquiers, Trafina Privatbank und Scobag Privatbank. Hinzu kommen verschiedene Treuhand- und Immobilienunternehmen wie Pax-Anlage, die STG Schweizerische Treuhandgesellschaft und Warteck Invest. Die Standorte dieser Unternehmen konzentrieren sich um den Aeschenplatz, wo bis 1998 auch die Basler Börse lag. In Basel ist der Verband der Schweizerischen Bankiervereinigung ansässig, der 1912 gegründet wurde, sowie der Verband Schweizerischer Kantonalbanken. In der Nähe des Bahnhofs SBB ist zudem der Sitz der Bank für Internationalen Zahlungsausgleich.
Chemie- und Pharmakonzerne sind ebenfalls in Basel beheimatet, unter anderem Novartis, eine Fusion, welche 1996 aus der Sandoz und Ciba-Geigy hervorging, Roche, Basilea Pharmaceutica, Acino International und Syngenta, ein im Jahre 2000 entstandener Spin-out der Agrarsparten von Novartis. Auch die Ciba AG, ein Spin-out der Ciba-Geigy, war in Basel ansässig, bevor sie 2008 von dem deutschen Chemiekonzern BASF übernommen wurde und Basel zu einer Zweigstelle von BASF wurde.
In Basel ist der Sektor Transport und Logistik durch Panalpina und SBB Cargo vertreten. Die grösste schweizerische Fluggesellschaft Swiss sowie Jet Aviation haben ebenfalls ihren Sitz in Basel (früher auch die 2002 aufgelöste Crossair und die 2012 in Konkurs gegangene Hello).
Bedeutende Gross- und Einzelhandelsunternehmen wie die Kaufhauskette Manor, der Hersteller von Raucherbedarfsartikeln Oettinger Davidoff AG, der grösste Fleischproduzent der Schweiz Bell, der Feinkosthersteller Thomy (der 1989 an Nestlé ging) sowie das Einzelhandelsunternehmen Coop sind in Basel beheimatet.
Daneben haben die MCH Group, das Life-Sciences-Unternehmen Lonza Group AG, das Haustechnikunternehmen Sauter, die Modekette Tally Weijl, der Reisedetailhändler Avolta, der Mineralöl- und Autohändler Fritz Meyer Holding und der Implantatehersteller Straumann ihren Sitz in Basel.

### Gastgewerbe

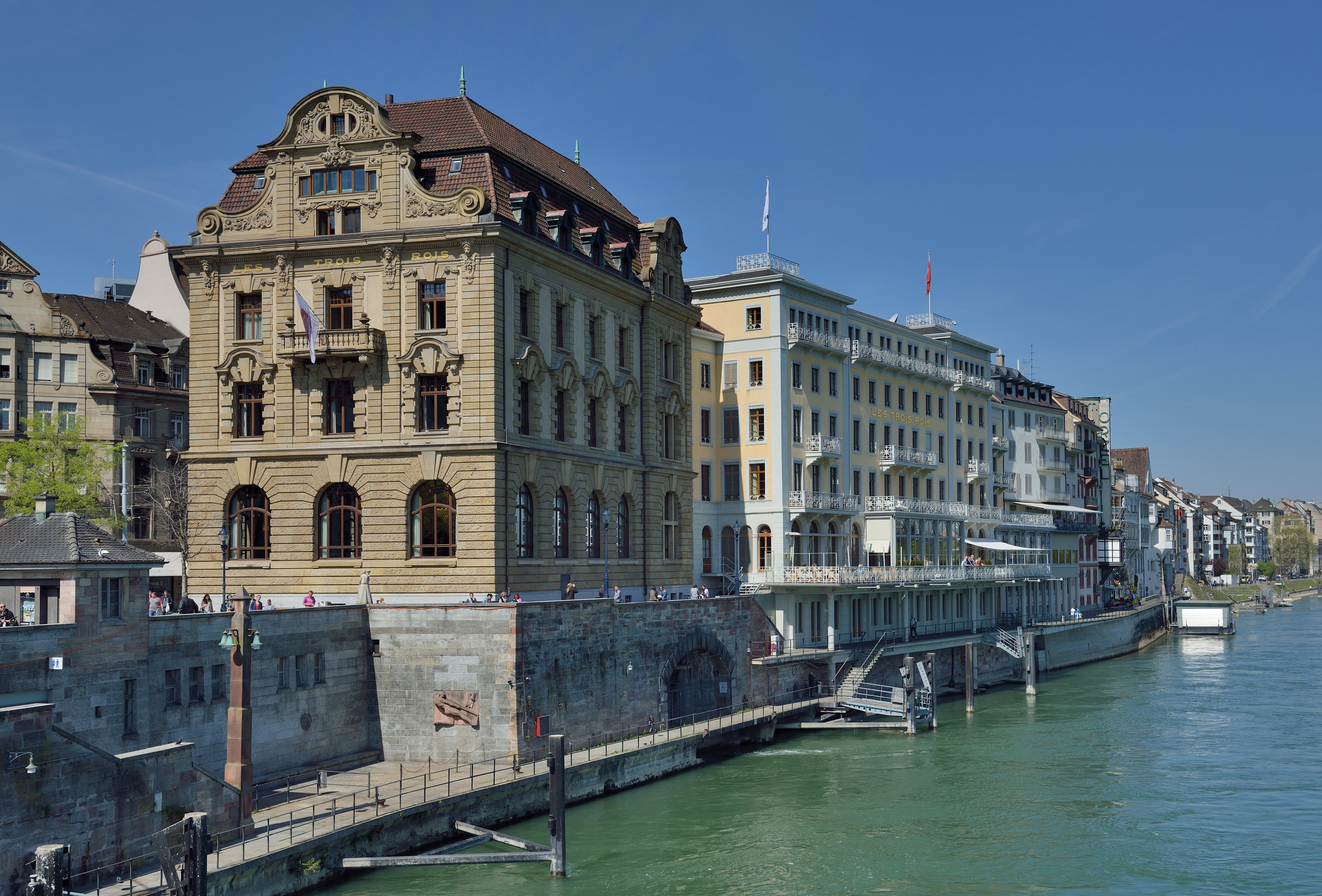
Hotel Les Trois Rois

Basel hat eine Vielzahl geschichtsträchtiger Gastbetriebe und Hotels.
Als Messestandort verfügt die Stadt über zahlreiche Hotels, überdurchschnittlich viele davon im Vier- und Fünf-Sterne-Bereich.
Das Hotel Les Trois Rois (mit dem Restaurant Cheval Blanc), in Grossbasel neben der Mittleren Brücke direkt am Rhein, ist eines der ältesten verbrieften Hotels Europas (erste Erwähnung 1681 als Gasthof Drei Könige). Zahlreiche Persönlichkeiten der Geschichte sind im Les Trois Rois abgestiegen (Theodor Herzl, Johann Wolfgang Goethe, Voltaire, Pablo Picasso, Thomas Mann, Marc Chagall, Richard Wagner, The Rolling Stones. Giacomo Casanova schrieb in seinen Memoiren («Histoire de ma vie»): «Wir kehrten bei dem berüchtigten Imhoff ein, der uns die Haut über die Ohren zog; aber die ‹Drei Könige› waren das beste Gasthaus der Stadt.»). Das Luxushotel gehört zu den führenden Hotels in Europa. Der klassizistische Bau aus dem Jahr 1844 (Architekt: Amadeus Merian) wurde 2004–2006 umfassend renoviert, rekonstruiert und erweitert.
Das älteste Wirtshaus von Basel ist der Gasthof zum Goldenen Sternen, der urkundlich 1346 das erste Mal erwähnt wurde und seit 1412 als eine der 13 Herrenwirtschaften den Gästen Speis und Trank anbot. Im Jahr 1501 wurden die Gesandten der zehn Orte der damaligen Eidgenossenschaft hier zum Willkommenstrunk empfangen. Nach einer Strassenverbreiterung der Aeschenvorstadt wurde diese Wirtschaft im Jahr 1963 abgebrochen, aber zehn Jahre später auf Initiative des früheren Sternen-Wirtes Jost Müller im St.-Alban-Tal wieder aufgebaut.
Spitzengastronomie wird unter anderem in den Restaurants Cheval Blanc (Koch Peter Knogl) und
Stucki (Köchin Tanja Grandits) geboten. Zu den bekanntesten Cafés der Stadt gehört das Grand Café Huguenin am Barfüsserplatz. Weitere historische Basler Restaurants sind das Restaurant Atlantis am Klosterberg, die Hasenburg und das Gifthüttli in der Grossbasler Altstadt.

### Verlagswesen
Die Gründung der Universität Basel im Jahr 1460 brachte der Stadt und auch dem Druckgewerbe und Verlagswesen grossen Aufschwung. Zu den Papiermachern kamen über 50 Drucker, darunter so berühmte wie Petri, Amerbach und Froben. 1468 erschien eine lateinische Bibel, welche mit beweglichen Lettern von Berthold Ruppel gesetzt wurde. Der Schwabe Verlag geht auf das Jahr 1488 zurück und ist damit das älteste bestehende Verlagshaus der Welt. In jenem Jahr gründete der Buchdrucker Johannes Petri seine Offizin in Basel. Mit dem berühmtesten aller Basler Drucker, Johann Froben, wurde nach 1500 Basel zu einem der führenden Verlags- und Druckorte Europas, neben Venedig und Paris.
Heute zählt Basel über 15 Sachbuch- und Literaturverlage, neben Schwabe beispielsweise den Birkhäuser Verlag, den Wissenschaftsverlag S. Karger, den Schweizerischen Ärzteverlag, den Christoph Merian Verlag, den Lenos Verlag, den Engeler Verlag, den Münsterverlag, den Brunnen Verlag und den Hungerkünstler Verlag.

### Medien
In Basel und der näheren Umgebung erscheinen diverse Zeitungen: Die von der Basler Zeitung Medien herausgegebene Basler Zeitung (BaZ) ist die grösste Tageszeitung der Nordwestschweiz, die aus dem Zusammenschluss von Basler Nachrichten und National-Zeitung im Jahr 1977 hervorging. Daneben gibt es die bz Basel, die sich an die gesamte Region Basel richtet, sowie die Riehener Zeitung als unabhängige Wochenzeitung für die beiden basel-städtischen Gemeinden Riehen und Bettingen. Von 2010 (umstrittener Besitzerwechsel bei der BaZ) bis 2018 erschien zudem wöchentlich die TagesWoche. Regionale Nachrichten erscheinen auch in der Gratiszeitung 20 Minuten. Ein breites Informationsangebot bietet auch die Webzeitung OnlineReports.
Auch Radiosender sind in Basel vertreten: Neben der Sendung Regionaljournal Basel des öffentlich-rechtlichen Radiosenders SRF gibt es in der Region Basel die zwei privaten Radiosender Radio Basilisk und Energy Basel sowie das nicht kommerzorientierte Radio X.
Radio SRF betreibt in Basel ein Radiostudio, aus dem der Sendebetrieb von Radio SRF 2 Kultur abgewickelt wird. Ausserdem bedient der Fernsehsender Telebasel die Stadt und die Nordwestschweiz mit eigenen Programmen.

### Verkehr

#### Schiffsverkehr

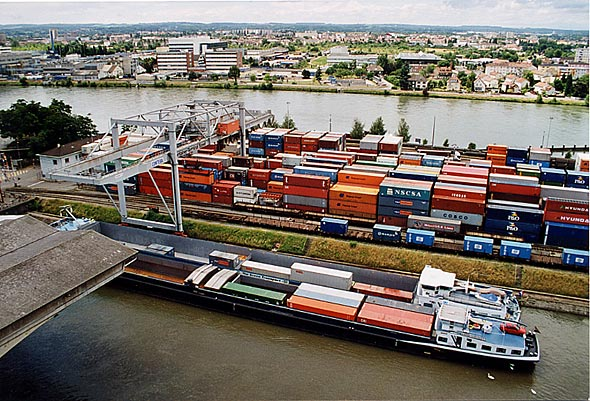
Basler Rheinhafen

Seit dem Mittelalter ist Basel ein bedeutender Handels- und Umschlagplatz für den Warenverkehr zwischen dem Mittelmeer und der Nordsee. Die Fahrt auf dem Rhein zwischen Basel und Rotterdam beträgt 832 km und dauert für heutige Motorschiffe flussab zwischen drei und vier Tagen, flussauf etwa eine Woche. Die Fahrt zwischen Basel und Strassburg wird durch den in den Jahren 1928 bis 1962 (mit kriegsbedingten Unterbrüchen) erbauten Rheinseitenkanal erleichtert. Durch diesen Kanal umgehen die Schiffe die gefährlichen Stromschnellen von Istein.
Die Mannheimer Akte aus dem Jahr 1868 gewährleistet der Schweiz die vollen Verkehrsrechte. Der Rhein gilt bis zur Mittleren Brücke in Basel als internationales Gewässer. Rund 12 % des gesamten schweizerischen Imports werden in den Rheinhäfen umgeschlagen, im Jahr 2010 waren dies 5,5 Millionen Tonnen.
In und um Basel gibt es vier Häfen, davon liegt nur der Rheinhafen Kleinhüningen auf dem Stadtgebiet, die zwei linksrheinischen Hafenteile in Birsfelden und Muttenz-Au liegen auf anstossendem basel-landschaftlichem Boden. Die drei Hafenteile sind als die Schweizerischen Rheinhäfen organisiert, beide Kantone – Basel-Stadt und Basel-Landschaft – sind an dieser Anstalt öffentlichen Rechts beteiligt. Der älteste Schweizer Rheinhafen St. Johann ist seit dem 1. Januar 2010 nicht mehr in Betrieb. Ein weiterer Rheinhafen liegt wenige Kilometer nördlich von Basel im deutschen Weil am Rhein. Die Konkurrenz der schnelleren Eisenbahn führte 1843 zur Einstellung des Personenverkehrs auf dem Rhein nach Mainz.
Basel ist Register- und Heimathafen aller in der Schweiz immatrikulierten Hochseeschiffe und -yachten.

#### Eisenbahnverkehr

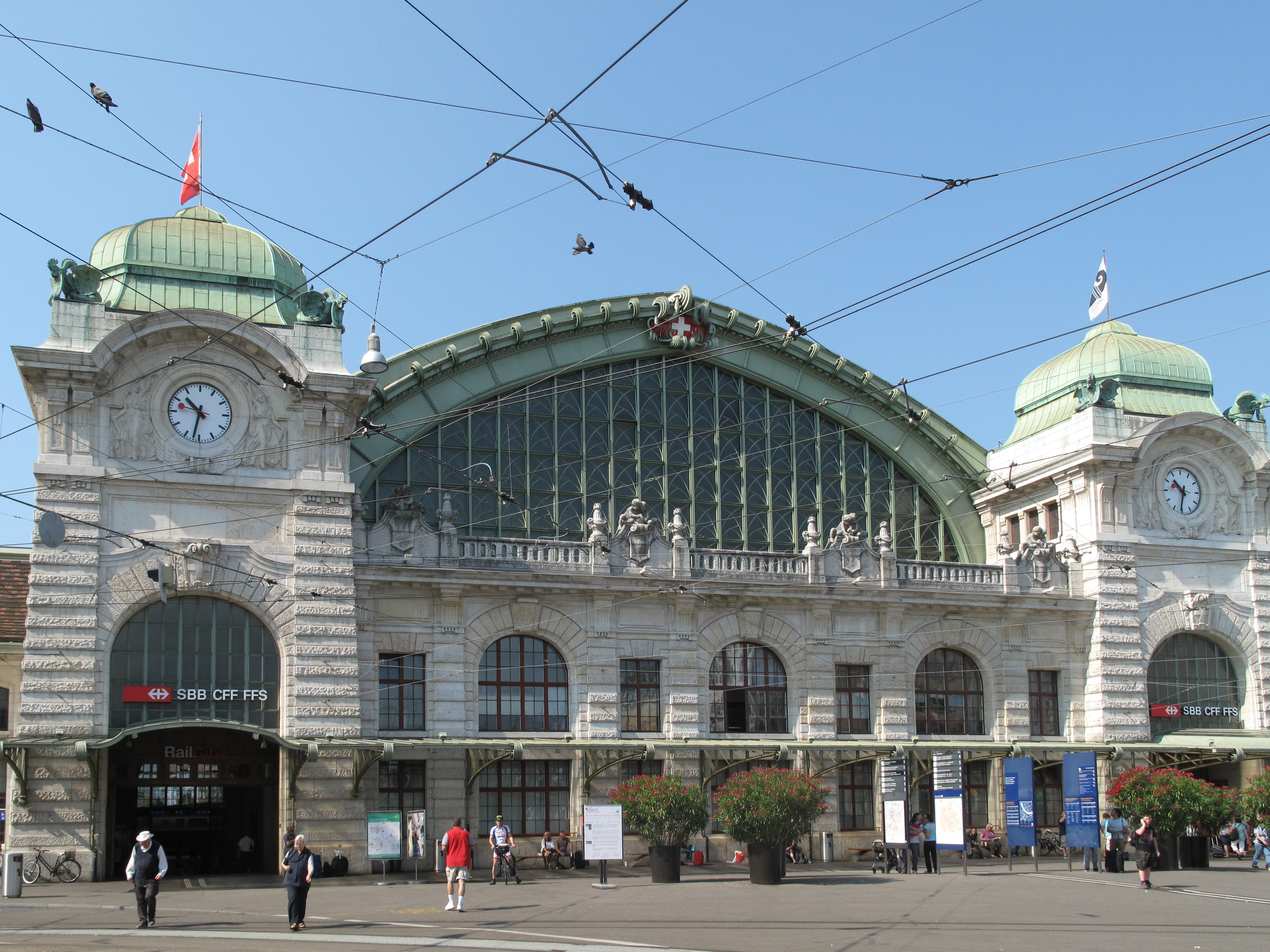
Bahnhof Basel SBB

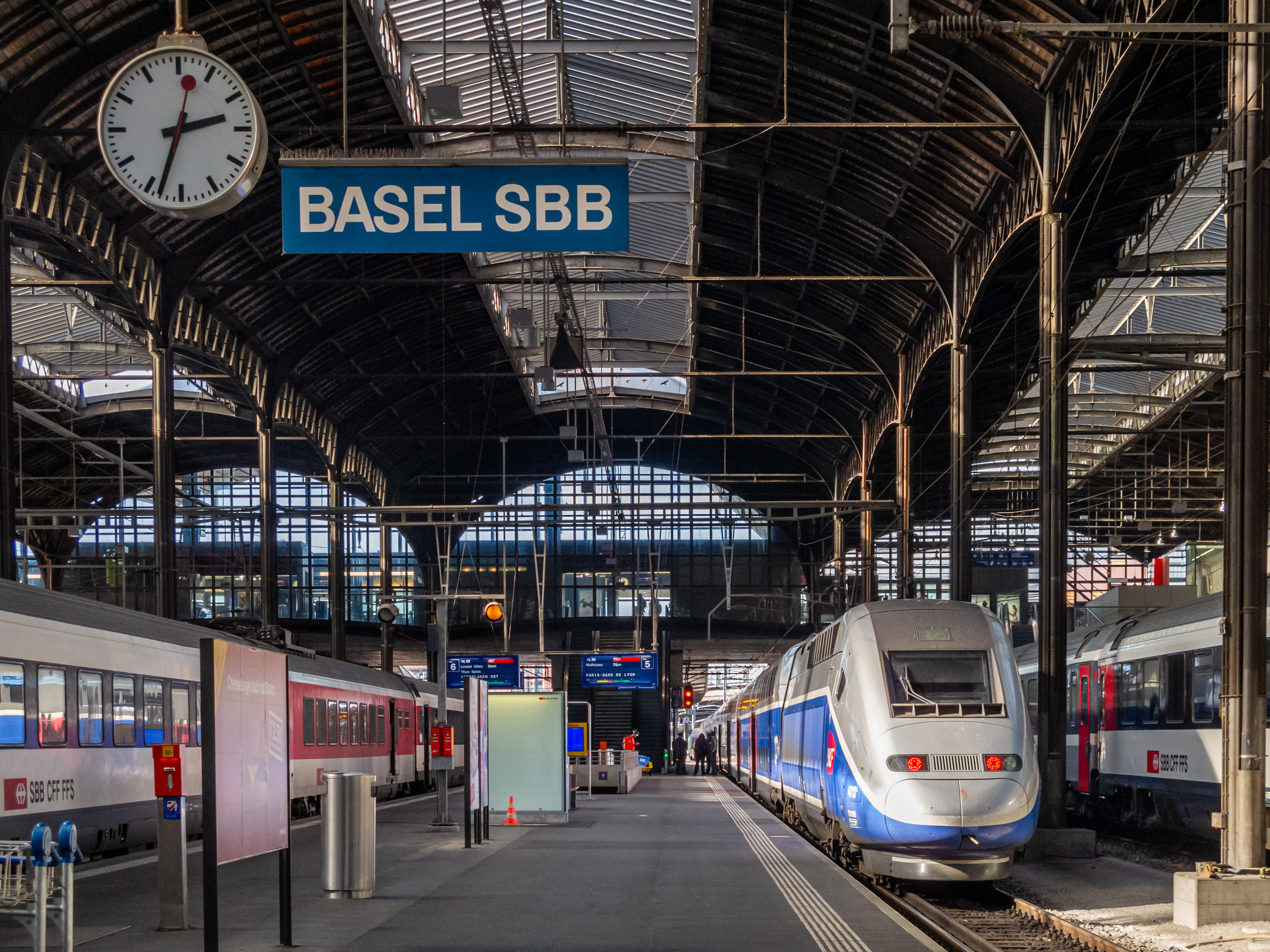
Perronhalle mit TGV und SBB EW IV

Auf dem Stadtgebiet befinden sich drei Fernbahnhöfe. Der Bahnhof Basel SBB (Centralbahnhof) ist mit etwa 135'000 (Stand 2016) Reisenden pro Tag der grösste Bahnhof in Basel und der sechstgrösste der gesamten Schweiz. Er befindet sich südlich der Innenstadt. Von dort fahren die nationalen Linien nach Zürich, Bern, Luzern und Biel/Bienne, unterschiedliche S-Bahn-Linien sowie internationale Linien nach Deutschland, Frankreich, Italien und in die Niederlande. Vom französischen Bahnhof Basel SNCF (Elsässerbahnhof), der zum selben Gebäudekomplex gehört, verkehren einige Linien von Basel nach Frankreich und Belgien. Der im Nordosten der Stadt gelegene Badische Bahnhof (Basel Bad Bf) wird von der Deutschen Bahn betrieben. Hier halten sämtliche Züge von und nach Deutschland und den Niederlanden, hier beginnen auch die Hochrheinstrecke in Richtung Singen, die Oberrheinbahn nach Karlsruhe Hauptbahnhof und die durch die S-Bahn Basel bediente S-Bahn-Linie (Wiesentalbahn) nach Zell im Wiesental.
Daneben existieren die S-Bahn-Haltestellen Basel-St. Johann (an der Bahnlinie Basel SNCF Richtung St. Louis) und Basel-St. Jakob (an der Linie Basel SBB Richtung Muttenz, wobei diese Station normalerweise nur von Extrazügen während Veranstaltungen im Stadion St. Jakob-Park bedient wird) und seit 2006 Basel-Dreispitz (an der Linie Basel SBB Richtung Delémont).
In Basel befindet sich zudem seit 1955 der Sitz der Eurofima, der grössten Organisation europäischer Eisenbahnen.
Derzeit wird über den Bau einer unterirdischen Tunnelstrecke durch die Basler Innenstadt diskutiert («Herzstück»). Dabei soll der Bahnhof SBB mit dem Badischen Bahnhof verbunden werden, um ein für die gesamte Region attraktiveres S-Bahn-Netz zu schaffen. Geplant sind mehrere Tiefbahnhöfe in der Innenstadt sowie ein weiterer Ast in Richtung Basel-St. Johann und Flughafen (siehe öffentlicher Nahverkehr).

#### Luftverkehr
Der erste Flughafen von Basel wurde 1920 auf dem Sternenfeld-Areal auf dem Gemeindegebiet von Birsfelden gebaut (Flugplatz Basel-Sternenfeld). In den 1930er-Jahren wurde klar, dass der Flugplatz an diesem Standort nicht im erforderlichen Mass wachsen konnte, um den zukünftigen Anforderungen der Luftfahrt zu genügen. Es entstand die Idee eines binationalen Flughafens auf französischem Gebiet. Die französische Regierung stimmte zu, doch der Ausbruch des Zweiten Weltkriegs unterbrach die Verhandlungen. Nach dem Krieg wurde die Idee zügig wiederaufgenommen, und bereits am 8. Mai 1946, nach nur zweimonatiger Bauzeit und noch vor der Ausarbeitung eines Staatsvertrags, wurde auf dem Gebiet der französischen Gemeinde Blotzheim der Flughafen Basel-Mulhouse eröffnet. Natürlich konnten in dieser kurzen Zeit nur die elementarsten Einrichtungen erstellt werden, der weitere Ausbau bis zum «fertigen» Flughafen erstreckte sich dann über viele Jahre. 1987 führte der Flughafen das Markenzeichen EuroAirport Basel Mulhouse Freiburg ein. Im Jahr 2016 betrug das Passagieraufkommen 7,31 Millionen. Das Streckennetz umfasste im Linienverkehr 62 Destinationen in 30 verschiedenen Ländern, die von 25 Fluggesellschaften bedient wurden. Der EuroAirport Basel ist damit, nach Zürich und Genf, der drittgrösste Schweizer Flughafen.

#### Motorisierter Individual- und Schwerverkehr

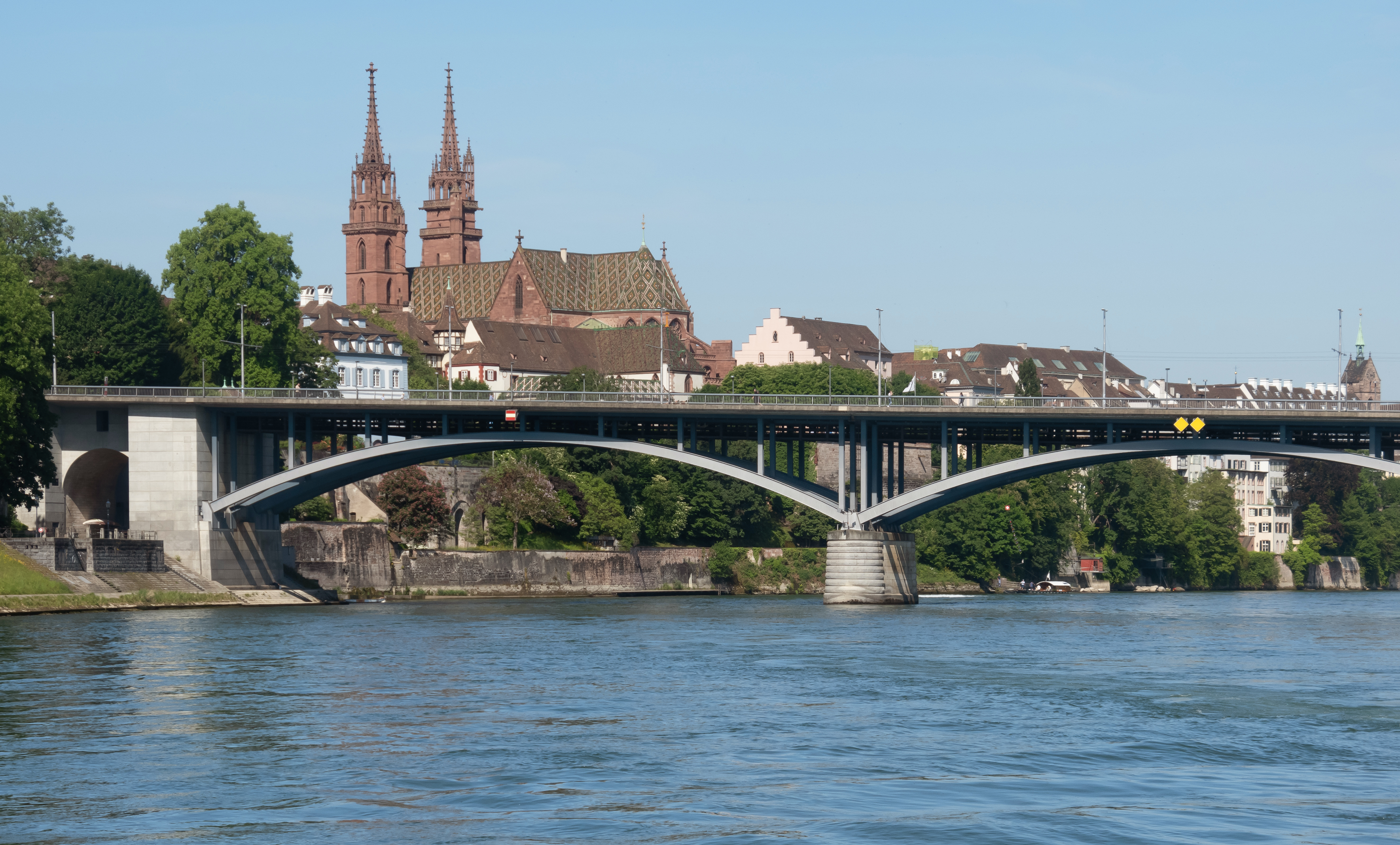
Wettsteinbrücke mit Rheinpfalz

Die Stadt Basel ist Knotenpunkt wichtiger Strassenverbindungen nach Deutschland und Frankreich. Durch Basel verlaufen die beiden hochrangigen Europastrassen 25 und 35 (A2 und A3 bzw. A5 und A35 in Deutschland/Frankreich) in Nord-Süd-Richtung. Gleichgerichtete Europastrassen der Kategorie A verlaufen sonst in der Regel in grösserem Abstand zueinander.
Aus Luzern bzw. Zürich verbindet die A2 bzw. die A3 (E 25 und E 35) über die Ost- und die Nordtangente die deutsche A 5 (E 35) Richtung Karlsruhe und die französische A 35 (E 25) Richtung Mülhausen und Strassburg. Des Weiteren existieren die Stadt-Autobahnen A18 und A22, welche die Vororte im Kanton Basel-Landschaft mit Basel verbinden. Die A98 bzw. die A861, die komplett auf deutschem Gebiet verlaufen, dienen als Umfahrung für die massiv überlastete Osttangente. Ein Ausbau der Osttangente in Form eines Rheintunnels im Rahmen des Ausbauschrittes 2023 für die Nationalstrassen wurde in der eidgenössischen Volksabstimmung vom 24. November 2024 sowohl auf nationaler Ebene als auch im Kanton Basel-Stadt abgelehnt.
Fünf Strassen- und eine Eisenbahnbrücke verbinden die beiden Teile Basels über den Rhein. In Flussrichtung sind das die Schwarzwaldbrücke (Autobahn- und Eisenbahnbrücke), die Wettsteinbrücke, die Mittlere Brücke, die Johanniterbrücke sowie die doppelstöckige Dreirosenbrücke.
Insbesondere in Grossbasel durchziehen drei Strassenzüge in konzentrischer Ringform das Stadtgebiet. Viele Strassen in den Quartieren sind rechtwinklig angeordnet. Der Stadtkern ist weitestgehend als Fussgängerzone vom Autoverkehr befreit.
Bei der Volksabstimmung vom 9. Februar 2020 hat sich die Mehrheit der Wähler für einen klimaschonenderen Verkehr bis 2050 ausgesprochen. Mit Stand März 2018 wurden bereits auf 56 Prozent des innerstädtischen Strassennetzes Tempo-30-Zonen eingerichtet. Der Regierungsrat beabsichtigt, die Verkehrsberuhigung ausbauen. 2024 und 2025 werden Superblocks in den Quartieren Matthäus und St. Johann getestet.

#### Veloverkehr
Der Veloverkehr in Basel hatte 2015 einen Anteil von 17 % an der Verkehrsmittelwahl, gemessen als Anteil der Wege als Hauptverkehrsmittel.
In Basel gibt es eine Velostrasse, welche als Pilotprojekt vom Bundesamt für Strassen errichtet wurde.

#### Fussverkehr
Der Fussverkehr in Basel hatte 2015 einen Anteil von 33 % am Modalsplit, gemessen als Anteil der Wege als Hauptverkehrsmittel, er stellt so gemessen die wichtigste Verkehrsform der Stadtbevölkerung dar. 24 % aller Wege, die in der Stadt begannen oder endeten, wurden hauptsächlich zu Fuss zurückgelegt.

#### Öffentlicher Nahverkehr

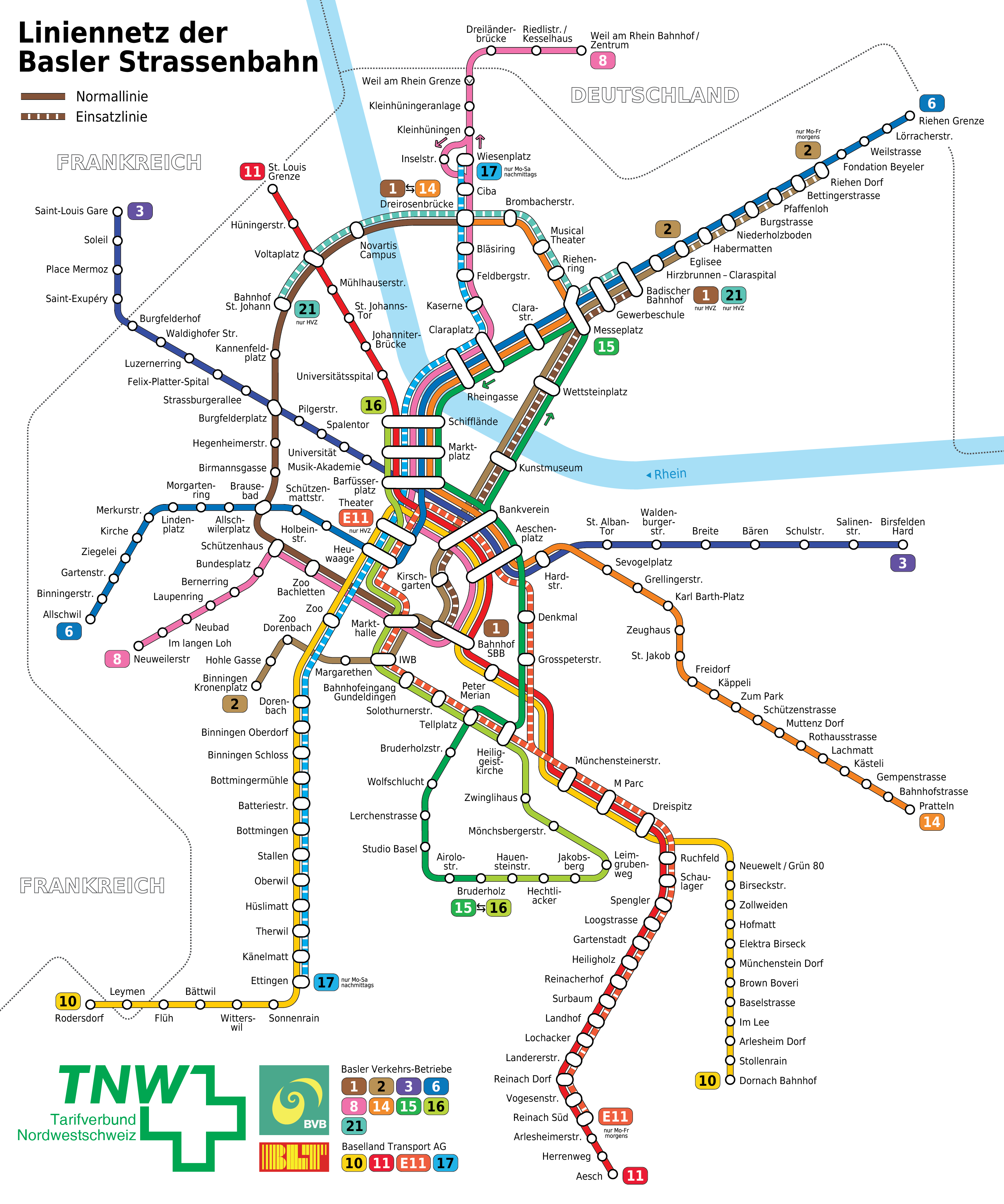
Netzplan des Basler Trams von 2017

Die öffentlichen Verkehrsmittel in Basel sind in den Tarifverbund Nordwestschweiz (TNW) integriert. Wichtigstes städtisches Verkehrsmittel ist die Strassenbahn Basel, dort das Tram genannt, die gemeinsam von den Basler Verkehrs-Betrieben (BVB) und der Baselland Transport AG (BLT) betrieben wird. Zwischen 1941 und 2008 verkehrte ausserdem der Trolleybus Basel in der Stadt, der durch Autobusse ersetzt wurde.
Die Basler Tramlinien verkehren je nach Tageszeit und Strecke alle sechs bis dreissig Minuten. Das sogenannte Umweltschutz-Abo erschliesst sämtliche öffentlichen Verkehrsmittel der Kantone Basel-Stadt, Basel-Landschaft sowie Teile der Kantone Solothurn (Bezirk Dorneck-Thierstein), Aargau (Fricktal: Bezirke Rheinfelden und Laufenburg) und Jura (Gemeinde Ederswiler).
In den Jahren 2005 bis 2007 fand eine Kontroverse über die Zukunft der Trolleybusse statt; die Absicht der BVB, diese abzuschaffen und sie durch Erdgasbusse zu ersetzen, wurde in einer Volksabstimmung am 17. Juni 2007 relativ knapp gutgeheissen.
Die S-Bahn Basel verbindet die Agglomeration mit der Kernstadt und damit auch die dreier Staaten miteinander. Derzeit wird über den Bau einer unterirdischen Bahnstrecke diskutiert, die den Badischen Bahnhof mit dem Bahnhof SBB über mehrere Tiefbahnhöfe verbinden soll. Aufgrund schlechter Verbindungen und vieler sogenannter Sackgassen im S-Bahn-Netz ist dieses derzeit den Passagiermengen nicht gewachsen. Das sogenannte «Herzstück Basel» soll diesem Problem Abhilfe schaffen. Geplant ist ausserdem ein weiterer Ast in Richtung Bahnhof Basel-St. Johann sowie ein Bahnanschluss des Flughafens.
Für die Überquerung des Rheins stehen fünf Brücken für den Individualverkehr, eine Eisenbahn- und eine Fussgängerbrücke zur Verfügung (Liste von Brückenbauten in Basel). Ausserdem lässt sich der Rhein mit vier Fussgängerfähren überqueren.

## Bildung

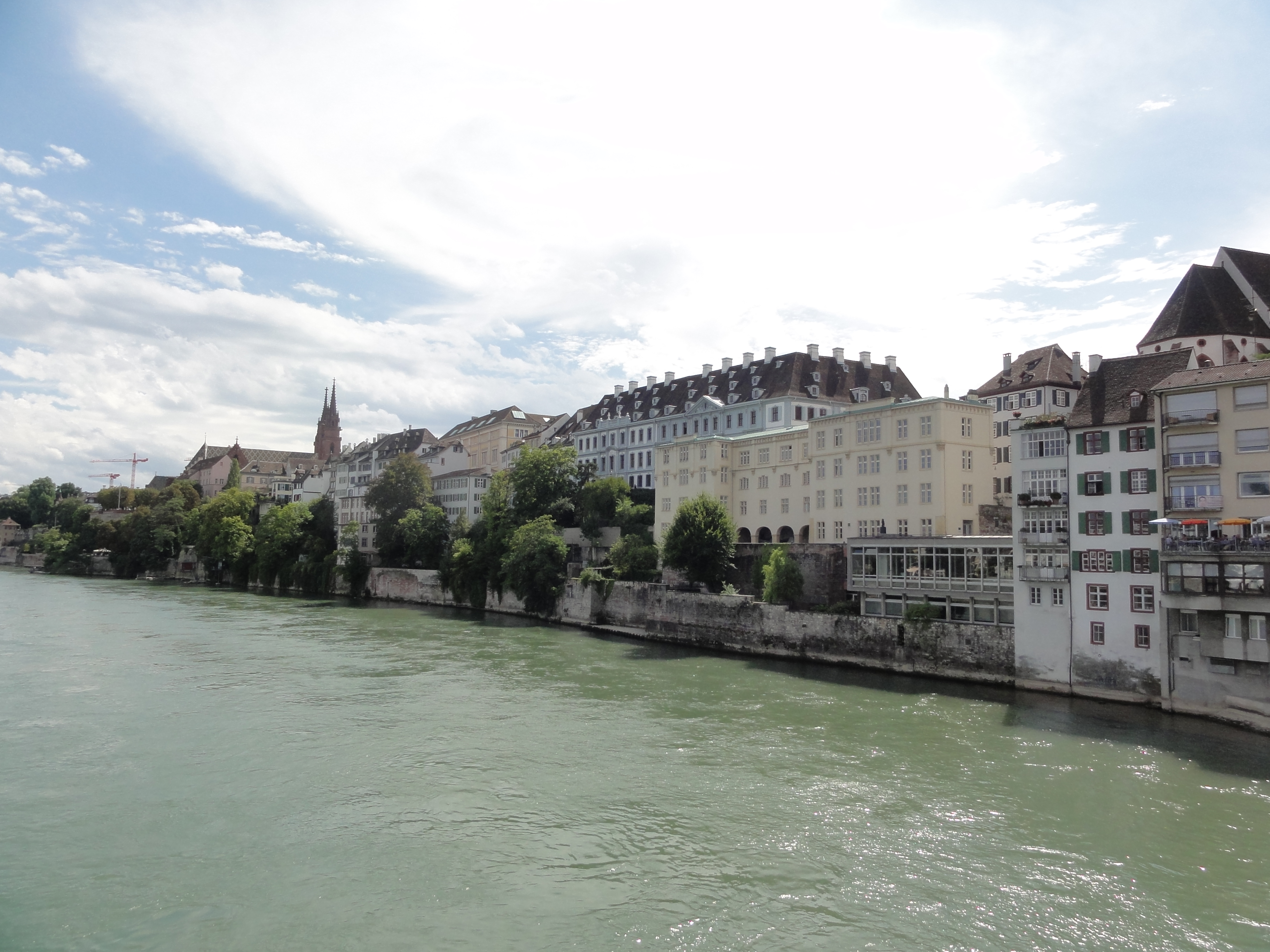
Die Universität Basel (Gründung im Jahr 1460), Standort am Rheinsprung

Basel ist eine humanistisch geprägte Universitätsstadt. Es bestehen einige bedeutende Angebote für die höhere Ausbildung. Einerseits ist dies die 1460 gegründete Universität Basel mit 12'873 Studierenden (2017) und Doktorierenden in verschiedenen Fakultäten (Theologie, Rechtswissenschaften, Medizin, Geisteswissenschaften, Wirtschaftswissenschaften, Naturwissenschaften, Psychologie). Internationalen Ruf geniessen andererseits, neben der Universität im Allgemeinen, das Biozentrum der Universität Basel und das ETH-Zürich-Departement für Biosysteme, D-BSSE, das seit 2007 im Bereich der Systembiologie und der synthetischen Biologie forscht und mit der Universität assoziiert ist. Weiter ist die Fachhochschule Nordwestschweiz (FHNW) erwähnenswert, mit der Hochschule für Gestaltung und Kunst (HGK), der Pädagogischen Hochschule, der Hochschule für Soziale Arbeit und der Hochschule für Wirtschaft.
Hinzu kommt die Musik-Akademie der Stadt Basel mit der Musikschule, der Musikhochschule (ab 2006 Bestandteil der FHNW) und der Schola Cantorum Basiliensis sowie die Volkshochschule beider Basel für die Erwachsenenbildung.
Eine weitere Hochschule ist die evangelikale Staatsunabhängige Theologische Hochschule Basel.
Basel ist neben dem Humanismus auch für seine mathematische Forschung bekannt. Neben Leonhard Euler ist besonders die Gelehrtenfamilie Bernoulli zu nennen, die in Basel über Jahrhunderte hinweg Mathematik lehrte und Forschung betrieb. 1910 wurde hier die Schweizerische Mathematische Gesellschaft gegründet. Im 20. Jahrhundert lehrte der russische Mathematiker Alexander Markowitsch Ostrowski an der Universität Basel.

## Kultur und Sehenswürdigkeiten

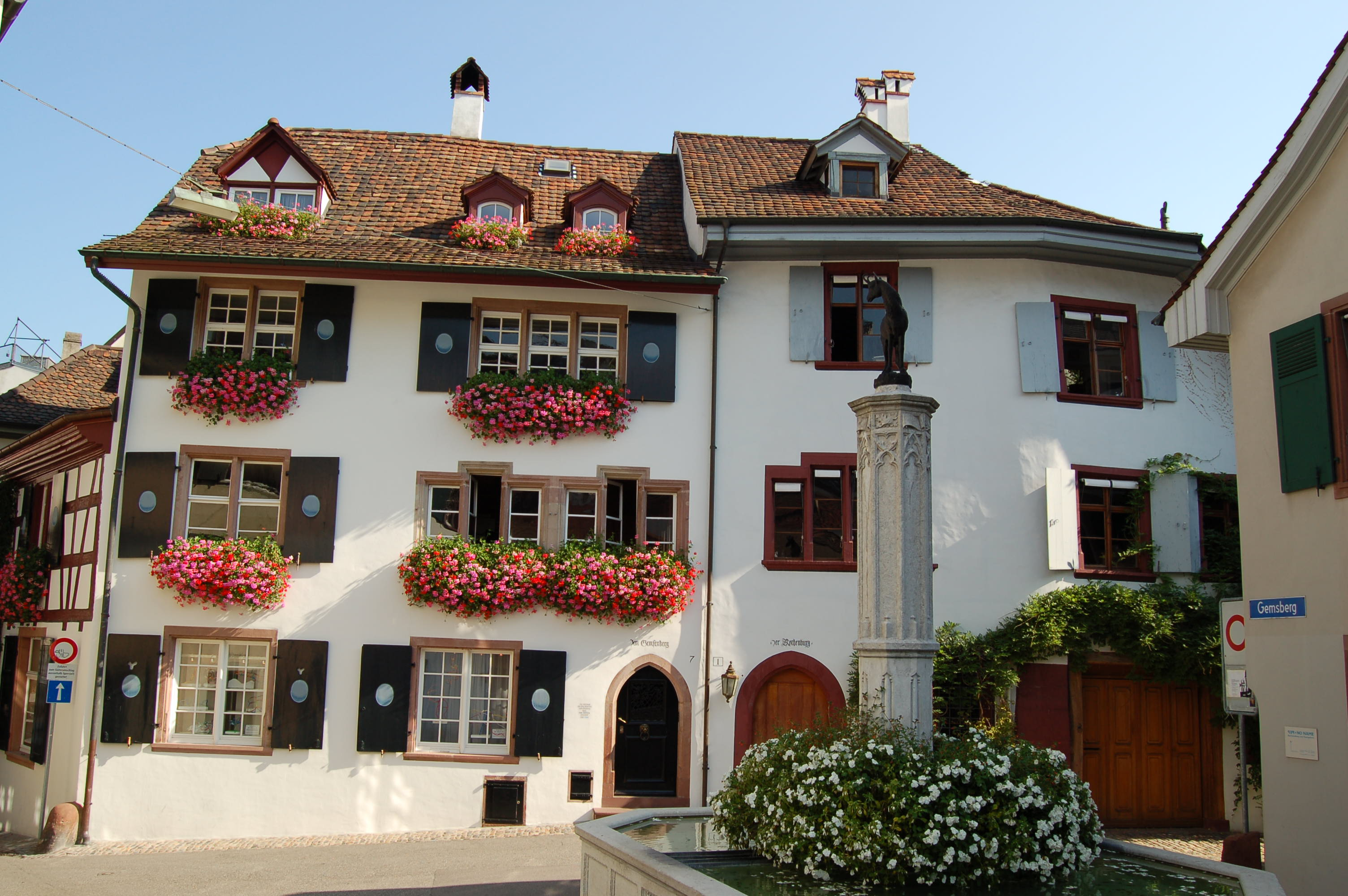
Gemsberg, Altstadt auf Grossbasler Seite

In Basel findet jährlich eine der weltweit bedeutendsten Kunstmessen, die Art Basel statt. Einige weitere bekannte Sehenswürdigkeiten sind der Zoo Basel (grösster Zoo der Schweiz), das Basler Münster sowie die Altstadt und die zahlreichen Museen in Basel und den Vororten.

### Musik
Paul Sacher gründete bereits in den 1930er-Jahren die Schola Cantorum Basiliensis, die zum Zentrum der Erforschung und Pflege Alter Musik wurde. Das Stadtcasino Basel ist für den Bereich der klassischen Musik der wichtigste Konzertort. Von 2016 bis 2020 wurde das Bauwerk nach Plänen des Basler Architekturbüros Herzog & de Meuron umgebaut und erweitert und am 22. August 2020 wiedereröffnet. In der Zwischenzeit fanden viele Konzerte an Ausweichspielstätten statt, etwa im Musical Theater Basel oder in der Martinskirche, die bereits seit dem 19. Jahrhundert als Konzertkirche genutzt wird. Neben dem Sinfonieorchester Basel (Chefdirigent Ivor Bolton) sind auch einige spezialisierte Orchester in der Stadt tätig, etwa die basel sinfonietta, die Barockformationen La Cetra Barockorchester Basel, das Kammerorchester i tempi und Capriccio Basel, ausserdem das Ensemble Phoenix sowie das Kammerorchester Basel. Das Collegium Musicum Basel besteht seit 1951, das Neue Orchester wurde 1982 gegründet.
Bläsermusik pflegen das Blasorchester der Region Basel sowie die Knabenmusik Basel 1841.
Neben den grossen Oratorienchören wie dem Basler Gesangverein und dem Basler Bach-Chor bestehen auch zahlreiche kleinere, meist auf A-cappella-Musik spezialisierte Kammerchöre. International bekannt sind die Basler Madrigalisten und die Knabenkantorei Basel (KKB). Alle zwei Jahre findet in Basel das Europäische Jugendchorfestival statt. Basel verfügt über eine Musikakademie mit Unterabteilungen wie die Schola Cantorum Basiliensis, aus der das Barockorchester La Cetra entstand, und die Musikhochschule. Auch die Paul-Sacher-Stiftung hat ihren Sitz in Basel.

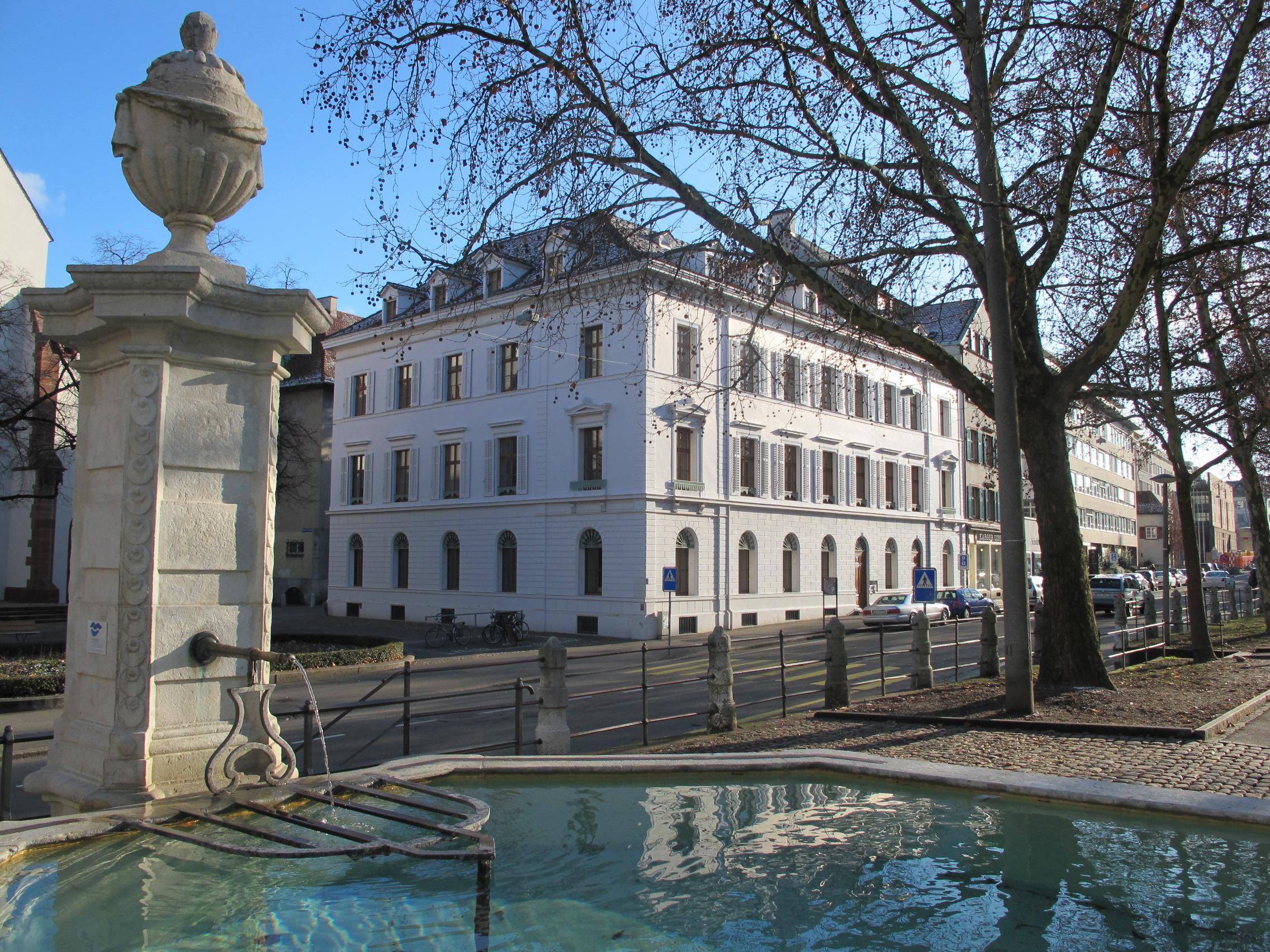
Musikwissenschaftliches Seminar der Universität Basel, Petersplatz

Weit über die Schweiz hinaus bekannt sind die traditionellen Basler Pfeifer und Tambouren der Basler Fasnacht. In Sachen Militär- und Marschmusik findet mit dem Basel Tattoo die zweitgrösste Tattoo-Veranstaltung der Welt jährlich in Basel statt.
Überregional bekannt sind die Jazzmusik-Anlässe Bâloise Session (ehemals AVO Session), Em Bebbi sy Jazz und Jazzfestival Basel. Der Jazzclub The bird’s eye im Lohnhof am Kohlenberg wird zu den besten Europas gezählt. Der Blues wird am Rheinknie ebenfalls gepflegt, stellvertretend genannt seien hier das im Jahr 2000 gegründete Blues Festival Basel und das summerblues im Kleinbasel.
Das Sonic in der St. Jakobshalle gilt als das grösste Techno-Dance-Event der Schweiz.
Basel ist ferner eine Stadt mit bedeutender Orgelkultur, die mehrere Kirchen mit historischen Orgeln besitzt, etwa die Predigerkirche (Johann Andreas Silbermann, 1769), die Elisabethenkirche (Joseph Merklin, 1864), die Kirche St. Joseph (Orgelbau Kuhn, 1904), die Kirche St. Anton (Orgelbau Willisau, 1931) oder die ehemalige Erste Kirche Christi, Wissenschafter am Picassoplatz, die zu einem Probenhaus primär für das Sinfonieorchester Basel umgebaut wurde (Orgelbau Kuhn, 1936).
Die Basler Musikszene brachte bereits mehrere national und international bekannte Bands hervor, zum Beispiel die Lovebugs, Myron und Dankner. Ausserdem kommen bzw. kamen der Sänger und Schauspieler Martin Schenkel und die Sängerin Nubya aus Basel. Black Tiger war der erste in der Schweiz, der auf Mundart rappte. Die Hip-Hop-Band Brandhärd kommt aus der näheren Umgebung von Basel.
Das FLOSS Festival findet jährlich von Ende Juli bis Mitte August am Rheinufer statt.
Im Mai 2025 fand in der St. Jakobshalle der Eurovision Song Contest 2025 statt, da im Vorjahr Nemo den Eurovision Song Contest 2024 in Malmö mit dem Song The Code gewonnen hatte.

### Theater und Tanz
Als grösstes Mehrspartentheater der Schweiz verfügt das Theater Basel über ein festes Opern-, Schauspiel- und Tanzensemble sowie einen Opernchor. Bei Opern- und Tanzproduktionen versehen sowohl das Basler Sinfonieorchester als auch andere Klangkörper aus der Region (La Cetra Barockorchester Basel, Kammerorchester Basel, Basel Sinfonietta, Ensemble Phoenix Basel) die Orchesterdienste. Das Theater Basel verfügt über zwei Bühnen im 1975 eröffneten Hauptbau an der Kreuzung Theaterstrasse/Klosterberg sowie über eine weitere Bühne im 2002 eröffneten Schauspielhaus an der Steinentorstrasse 7.
Die Kaserne Basel ist wichtigster Auftrittsort für Gruppen der Freien Tanz- und Theaterszene auf dem Gebiet des Kantons Basel-Stadt und zeigt regelmässig Gastspiele von Gruppen aus dem In- und Ausland. Das in Birsfelden (Kanton Basel-Landschaft) gelegene Theater ROXY sowie der in Dornach (Kanton Solothurn) domizilierte Theaterbetrieb neuestheater.ch sind für die Basler Freie Tanz- und Theaterszene als Produktions- und Auftrittsorte ebenfalls von grosser Bedeutung.
Der Bereich des Kinder- und Jugendtheaters wird durch das junge theater Basel, das Vorstadttheater Basel, das Basler Kindertheater sowie durch die Arbeit freier Gruppen geprägt. Ungewöhnlich vielfältig ist das Angebot an Privat- und Kleintheatern. An Betrieben mit festen Spielstätten sind hier auf dem Territorium der Stadt Basel die Baseldytschi Bihni, das Häbse Theater, das Theater Fauteuil (mit Tabourettli), der Bau 3 (ehemals TheaterFalle Basel), das Theater Arlecchino, das Theater im Teufelhof, die Theatergarage sowie auf dem Territorium der Gemeinde Riehen das Kellertheater Riehen (ehemals Atelier-Theater) zu nennen. Auch das Musical Theater Basel bietet immer wieder Theater- und Tanzgastspiele.
Neben der kontinuierlichen Arbeit der oben genannten Betriebe setzen einige Festivals zusätzliche Akzente, zu nennen sind das Theaterfestival Basel (früher «Welt in Basel»), die Treibstoff Theatertage und das Basler Figurentheaterfestival (alle im biennalen Rhythmus) sowie das jährlich stattfindende Tanzfest Basel. Hinzu kommen die pluridisziplinären Festivals wildwuchs und Culturescapes, welche einen signifikanten Anteil von Theater- und Tanzproduktionen am Gesamtprogramm aufweisen. Auch das Jugendkulturfestival Basel weist einen steigenden Anteil von Beiträgen aus den performativen Künsten auf.

### Museen und Kunsträume

Museum Tinguely

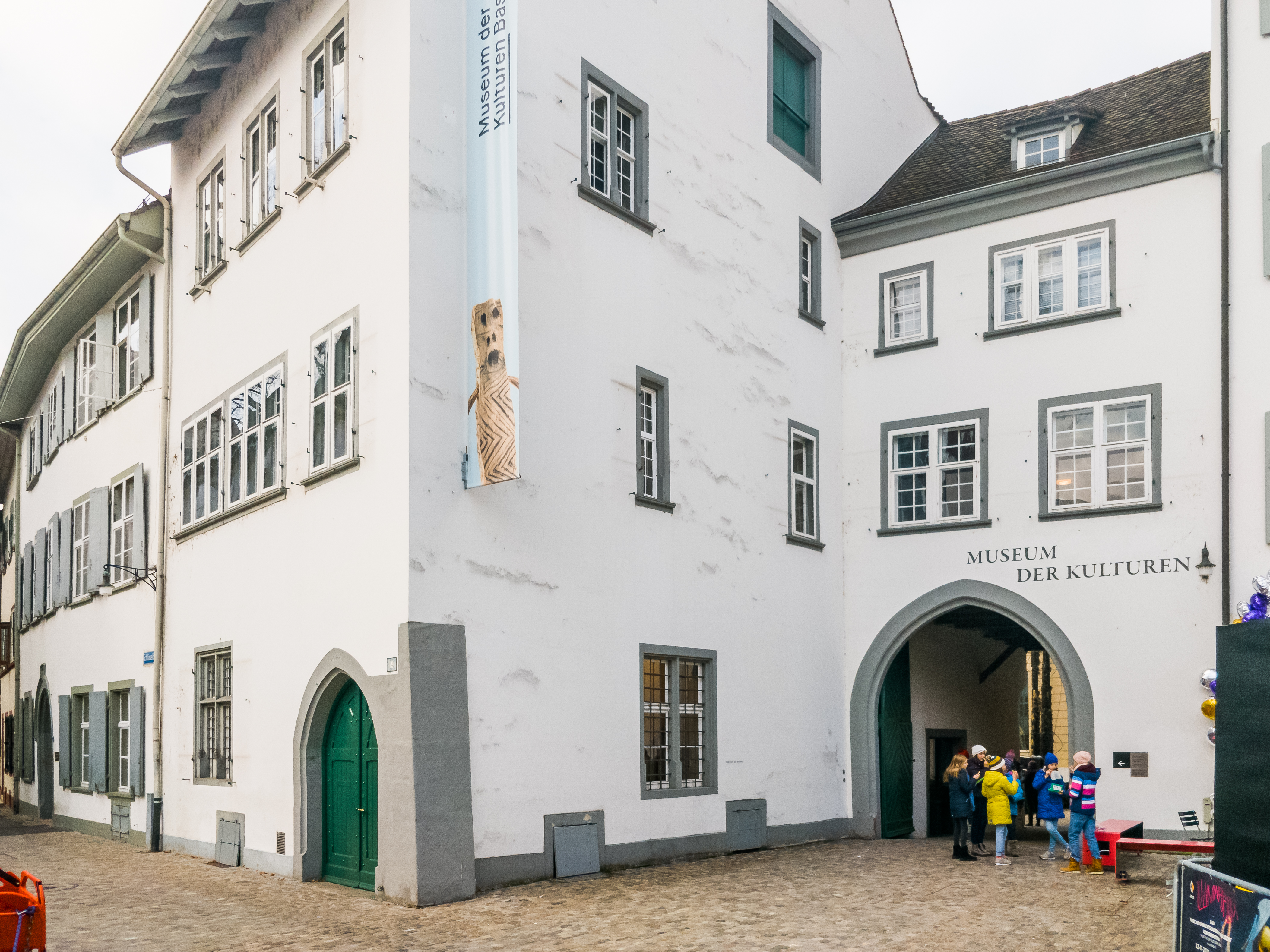
Eingang zum Museum der Kulturen, Münsterplatz

Das Kunstmuseum Basel (grösste Kunstsammlung der Schweiz) ragt als die älteste öffentliche Kunstsammlung der Welt heraus. Schwerpunkte des Museums liegen bei Künstlern der Renaissance sowie des 19. und 20. Jahrhunderts. Werke ab etwa 1960 werden im Museum für Gegenwartskunst ausgestellt. 1967 kam es in Basel zu einem Bilderkauf auf Seiten der Bürgergemeinde von zwei bedeutenden Werken von Pablo Picasso aus der Staechelin-Stiftung. Die Stadtbevölkerung, welche über den Erwerb zu entscheiden hatte, nahm das Anliegen in einer berüchtigten Abstimmung an und finanzierte somit den Plan. Picasso entschloss sich darauf, der Stadt weitere vier Werke seiner Sammlung zu vermachen. In der Folge wurde zu Ehren Picassos ein Platz unweit des Kunstmuseums nach diesem benannt. Weitere bedeutende Kunstsammlungen sind unter anderem das Museum Tinguely und die private Fondation Beyeler, die in einem von Renzo Piano entworfenen Haus in Riehen Bilder und Plastiken vor allem der klassischen Moderne zeigt. Das Schaulager wurde 2003 eröffnet und ist vom Konzept her eine Mischung zwischen öffentlichem Museum, Konservatorium und Kunstforschungsinstitut.
Nennenswert sind auch viele andere der insgesamt über 30 Museen, wie etwa das Antikenmuseum, das Architekturmuseum, das Naturhistorische Museum, das Historische Museum und das Museum der Kulturen (früher Museum für Völkerkunde). Daneben gibt es eine Vielzahl kleinerer Sammlungen und Museen, wie beispielsweise die Anatomische Sammlung der Universität, die im Anatomischen Museum zu sehen ist, das Pharmazie-Historische Museum der Universität Basel, das Jüdische Museum der Schweiz und das Spielzeugmuseum in Riehen sowie das Spielzeug Welten Museum. Städtische Museen gewähren am ersten Sonntag im Monat freien Eintritt.
Neben den vielen Museen gibt es in Basel auch zahlreiche nichtinstitutionelle Ausstellungsräume und Offspaces für zeitgenössische Kunst und andere kulturelle Veranstaltungen. So ist auch der wahrscheinlich älteste Offspace der Schweiz, der Ausstellungsraum Klingental, in Basel ansässig.

### Archäologie
Die Archäologische Bodenforschung ist eine kantonale Fachstelle, die sich um das archäologische Erbe des Kantons bemüht. Sie gibt regelmässig Jahresberichte und Fachzeitschriften wie die sogenannten Materialhefte heraus.
An verschiedenen Orten der Stadt hat die Fachstelle sogenannte Infostellen eingerichtet, um kompetent über die archäologischen Ausgrabungen Basels zu informieren. Der grösste Teil dieser Stellen befindet sich direkt bei den Grabungsstätten und ist öffentlich zugänglich.
Öffentlich zugängliche Ausgrabungen befinden sich beispielsweise bei der Aussenkrypta des Basler Münsters, wo 1947 Überreste keltischer und römischer Herkunft sowie solche aus dem Mittelalter gefunden wurden; die Krypta selbst stammt aus der Zeit von Bischof Haito und wird auf 805 bis 823 datiert. Weiter befindet sich eine Infostelle beim ehemaligen Verwaltungsgebäude am Münsterplatz, bei einer Ausgrabung fand man Reste der spätgotischen St. Johanneskapelle von 1386, jedoch auch Überreste einer romanischen Kirche von 1100 und sogar solche einer römischen Strasse. Ein drittes Beispiel ist der wiederentdeckte Hafner-Ofen von 1830, dessen Ausgrabungsstelle am Klosterberg zu besichtigen ist. Am Gerbergässlein schliesslich fand man Zeugnisse einer Gerberei aus dem Mittelalter.
Basel selbst wurde dem bekannten Archäologen Karl Schefold zur Heimat, der sich hier 1936 in klassischer Archäologie habilitierte. Er hat bei diversen Ausgrabungen mitgewirkt und einige nennenswerte Werke zur Archäologie verfasst.

### Architektur und Denkmäler

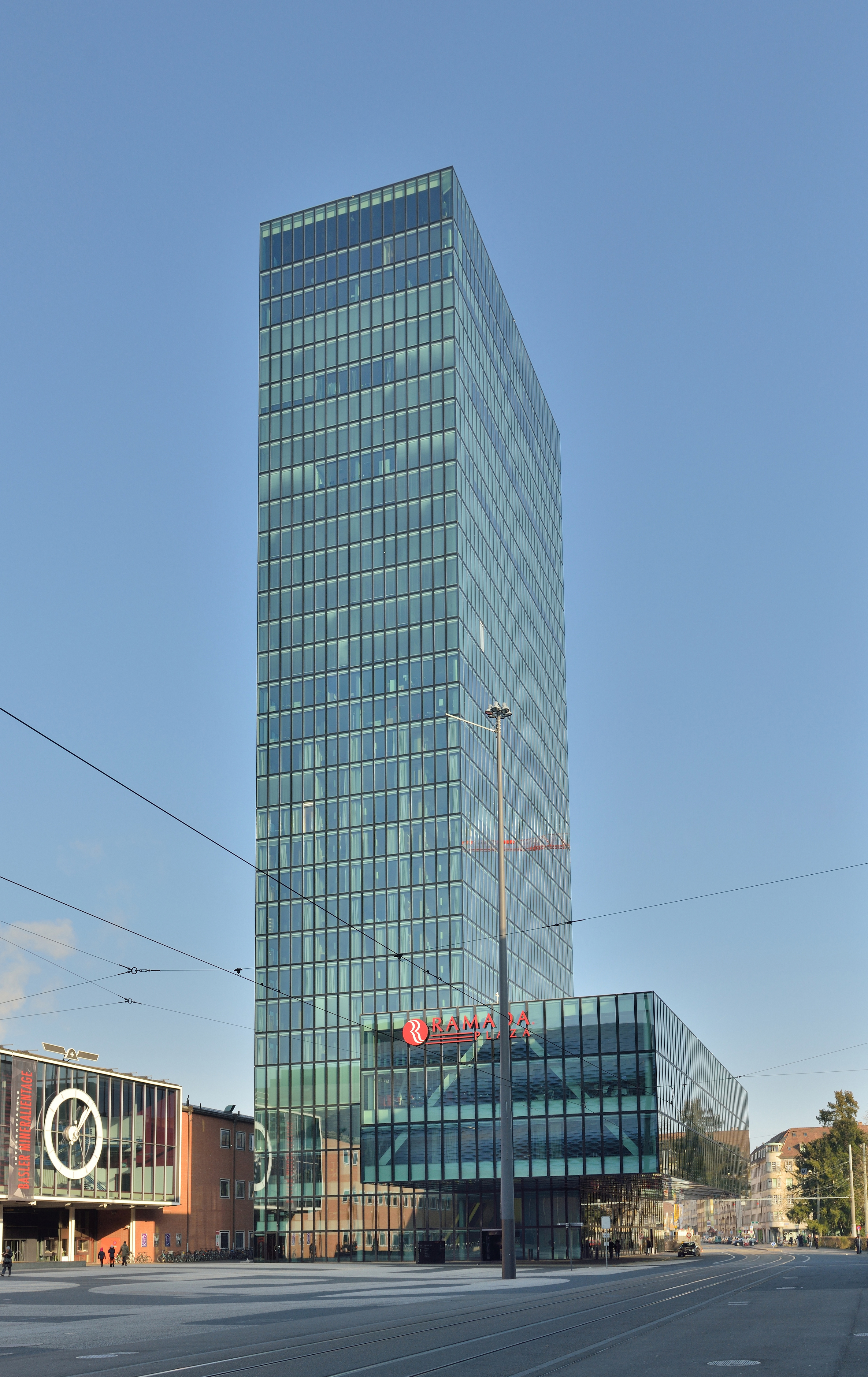
Basler Messeturm

Auf dem Münsterberg erhebt sich das 1019 im Beisein von Kaiser Heinrich II. und Kaiserin Kunigunde geweihte Basler Münster als Denkmal romanischer und gotischer Baukunst in rotem Sandstein. Nebst mittelalterlichen Bauten (der Ackermannshof), barocken Stadtpalais (zum Beispiel Wildt’sches Haus, der Markgräflerhof, der Spiesshof und das Stadthaus), Exempeln für den Historismus (Pauluskirche, Elisabethenkirche, Haus der Allgemeinen Lesegesellschaft), des Jugendstils (Küchlintheater und Hotel Krafft), Zeugnissen der frühen Moderne mit dem Hallenbad Rialto (1934) oder Bauten von Karl Coelestin Moser (Betonkirche St. Antonius 1925–1927), Hans Mähly (erstellte 1950/51 mit der Überbauung Entenweid die ersten drei Wohnhochhäuser der Schweiz), Hans Bernoulli, Hannes Meyer oder Hans Schmidt sind in den 1980er- und 1990er-Jahren Bauten der Basler Büros Herzog & de Meuron, Diener & Diener oder Morger & Degelo dazugekommen. Auch international bekannte Architekten wie Mario Botta (Zweitgebäude der BIZ, Museum Tinguely) oder Richard Meier haben in Basel gebaut. Seit den 1990er-Jahren gilt Basel – auch dank den internationalen Erfolgen des Architekturbüros Herzog & de Meuron – als bedeutendes Zentrum der Gegenwartsarchitektur. Neun Träger des Pritzker-Preises, der international renommiertesten Auszeichnung für Architekten, haben in Basel gebaut, die Vororte mit eingerechnet, sind es sogar zwölf.
Das 68 Meter hohe Lonza-Haus von Hans Rudolf und Otto Suter aus dem Jahr 1962 ist ein markantes Hochhaus in Basel und wird oft mit dem Mailänder Pirelli-Bau verglichen. Zum Bezugszeitpunkt war das Hochhaus das höchste Basels. Die nüchterne, feingliedrige Fassade des Hauses brachte ihm den Spitznamen Rasierapparat ein.

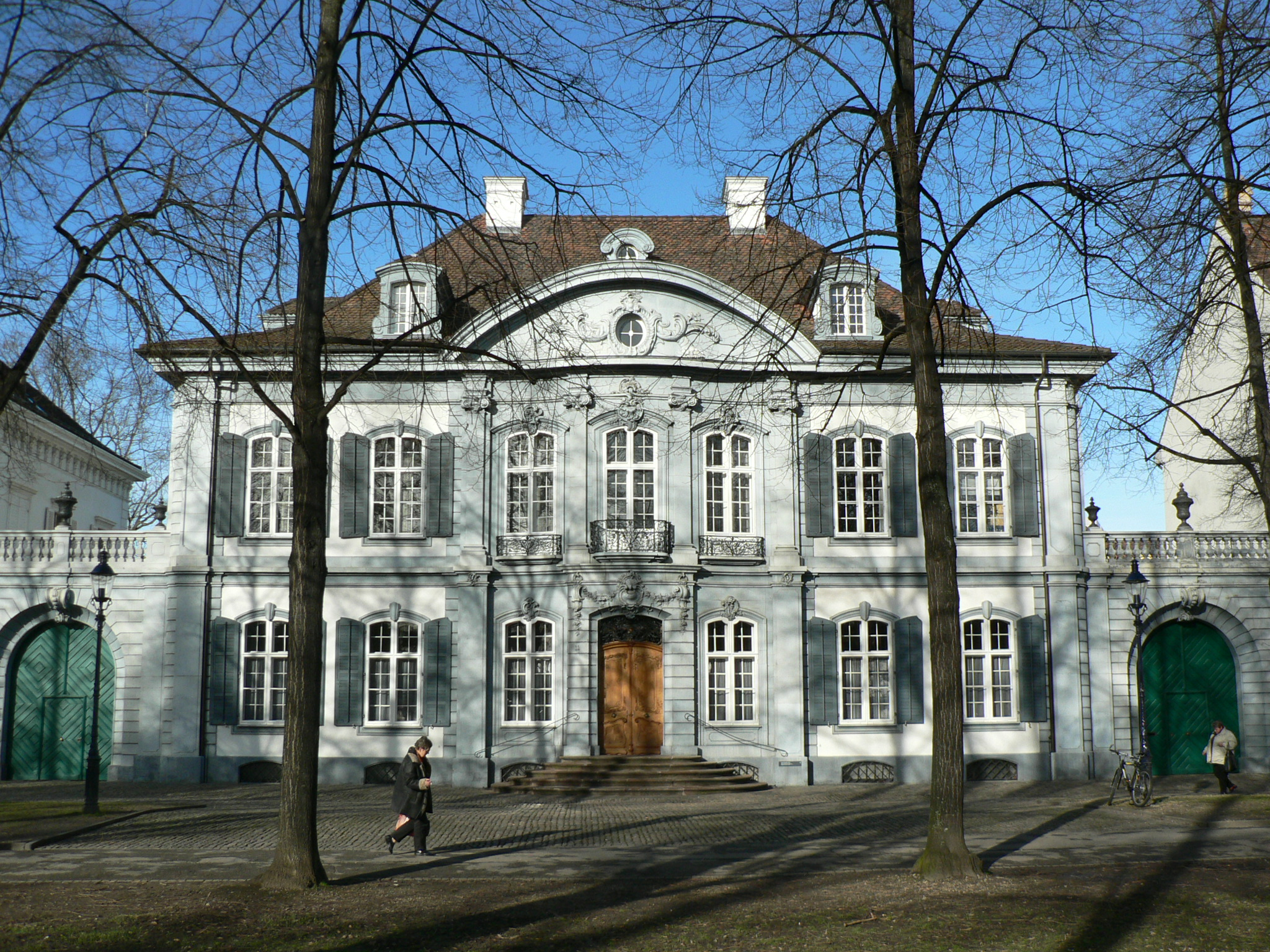
Wildt’sches Haus

Der 105 Meter hohe Messeturm mit 31 Etagen war bis 2010 das zweithöchste Nutzgebäude der Schweiz. Er wurde von der Architektengemeinschaft Morger & Degelo konzipiert und zwischen Juli 2001 und Oktober 2003 erbaut. Der Mitte 2015 fertiggestellte Roche-Turm (Bau 1) überragte Anfang 2014 bereits den Messeturm und ist mit 179 Metern Höhe im Umland weithin sichtbar. Der im Herbst 2022 fertiggestellte Roche-Turm (Bau 2) übertraf die Höhe des Baus 1 im Herbst 2020 und hat mittlerweile seine Endhöhe von 205 Metern erreicht. Er ist nunmehr das höchste Hochhaus der Schweiz. Das höchste freistehende Gebäude der Schweiz ist der 250 Meter hohe Fernsehturm auf St. Chrischona bei Basel.
Der 73 Meter hohe Biozentrum-Turm befindet sich im Campus Schällemätteli und wurde aufgrund seiner Bedeutung für die Universität Basel als öffentliches Gebäude im Stadtraum konzipiert. Er wurde im September 2021 eröffnet.
Für besondere Verdienste um den Ortsbildschutz erhielt Basel vom Schweizer Heimatschutz im Jahre 1996 den Wakkerpreis.
Zu den bedeutendsten Denkmälern in der Stadt gehören das St. Jakobs-Denkmal von Ferdinand Schlöth und das Strassburger Denkmal von Frédéric-Auguste Bartholdi.

### Film
Aus einem Studentenfilmclub (1930) war der Grundstock der Filmsammlung Bächlin-Schmidt-Schmalenbach in das Schweizerische Filmarchiv übergegangen. Die in Basel 1939, 1943 und 1945 durchgeführten Filmwochen können als eines der ersten Filmfestivals der Welt bezeichnet werden – nur das Festival von Venedig startete früher. Mit Regierungsratsbeschluss vom 1. August 1945 ging das Filmarchiv in den Besitz des Kantons Basel-Stadt über; dort hatte man es der Schulmaterialzentrale angegliedert. Nach einem interkantonalen Aufruf zur Rettung und Finanzierung, der erfolglos blieb, fand sich im Stadtrat von Lausanne ein Fürsprecher für die Übernahme des Archivs. Die Filme waren in den Kellerräumen der Basler Kantonalbank am Blumenrain eingelagert. Heute werden sie im Schweizer Filmarchiv in Lausanne aufbewahrt.
Der Verein Le Bon Film fand nach Jahrzehnten endlich eine feste eigene Spielstätte, das Stadtkino. Es befindet sich im ehemaligen Gipsskulpturensaal der Kunsthalle. Die Gipsskulpturen sind in einem Fabrikgebäude in Neu-Allschwil abgestellt. Mit finanzieller Hilfe der Christoph Merian Stiftung wurde das schwarz ausgeschlagene 100-Plätze-Stadtkino möglich.
Nachdem verschiedene pharmazeutische und chemische Unternehmen in Basel ihre eigenen Filmproduktionseinheiten aufgegeben hatten, zerfiel die lokale Produktion. Der mit drei Oscars dekorierte Arthur Cohn stammt aus Basel, lokal gibt es eine minimale Filmherstellung im Rahmen von Kursen an der Hochschule für Gestaltung.
Die 1980 gegründeten Krienser Filmtage, heute VIPER (Video Performance) genannt, sind seit einigen Jahren in Basel beheimatet. Die Basler Kinotheater bieten auf 30 Bildwänden eine Vielfalt von Filmen an.
Basel hat viele kleinere und grössere Kinos im gesamten Stadtgebiet verteilt. Die grösste Ansammlung an Kinos findet sich entlang der Steinenvorstadt. Viele der Filme werden im Originalton mit Untertitel gezeigt. Im Herbst 2006 wurde das Multiplex-Kino «Pathé Küchlin» mit 8 Sälen und 2300 Plätzen im Herzen der Stadt eröffnet.
Zusätzlich bietet Basel seit 2007 in den ersten drei Wochen im August Open-Air-Vorstellungen auf dem Münsterplatz mit 2000 Plätzen pro Vorstellung. Das nach dem Hauptsponsor benannte Programm wurde 2013/14 vom Swisslos-Fonds gefördert.
Seit dem Jahr 2009 findet in der Stadt zusätzlich das LGBTI-Filmfestival Luststreifen statt, welches nunmehr mit mehreren Tausend Besuchern nach dem Queersicht-Festival in Bern zu den grösseren Filmfestspielen seiner Art in der Schweiz gehört.

### Brauchtümer

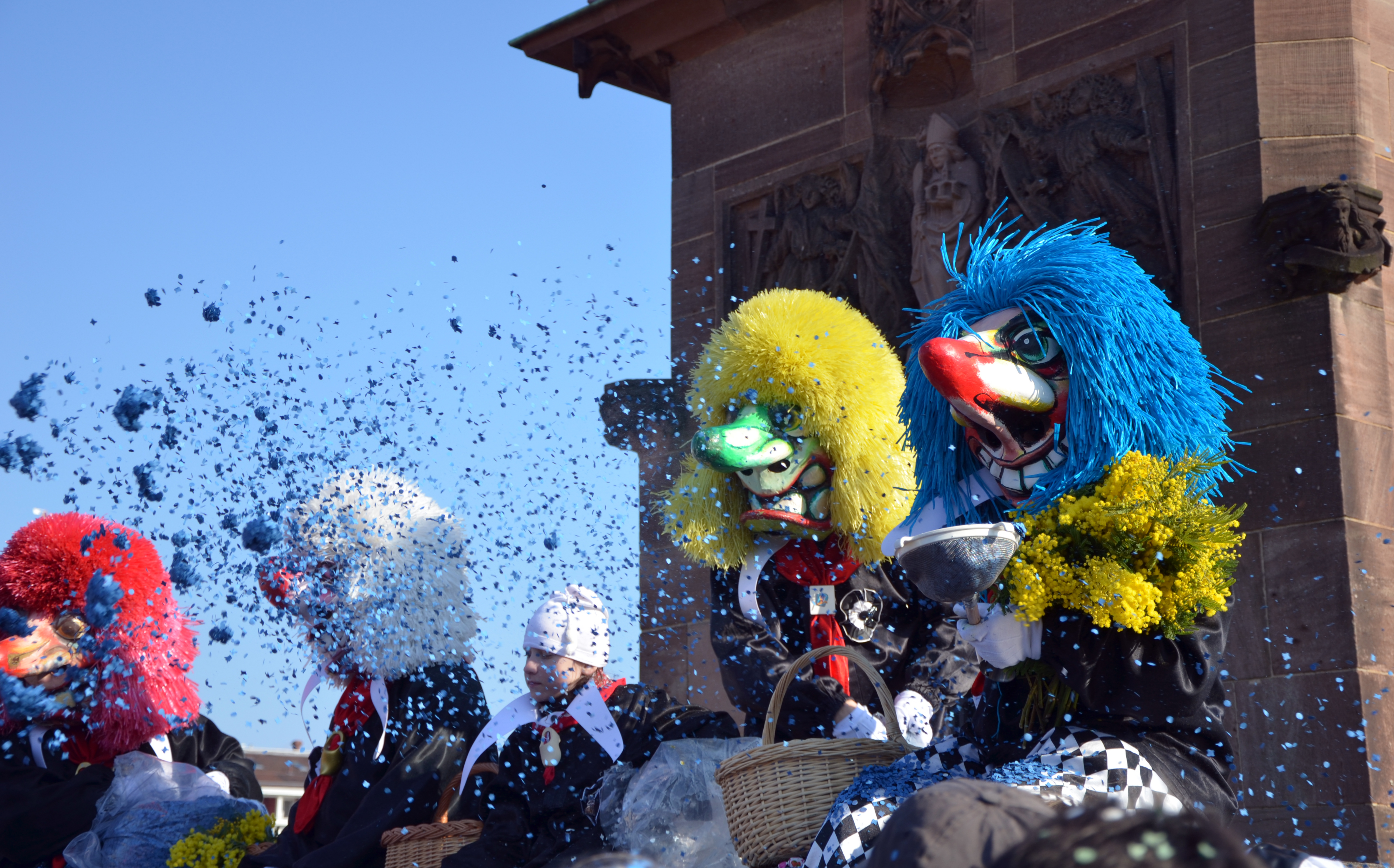
Kostümierte während der Basler Fasnacht

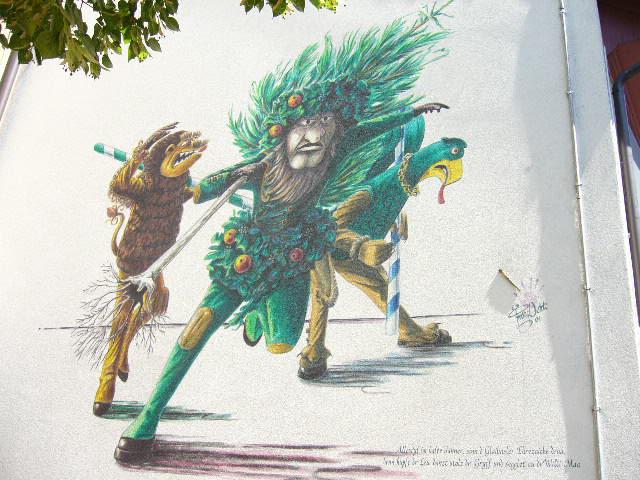
Wandgemälde mit Leu, Wild Maa und Vogel Gryff

#### Sportereignisse

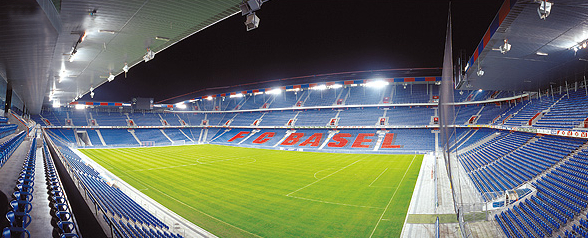
Der St. Jakob-Park in der Innenansicht

### Politik und Stadtgeschichte

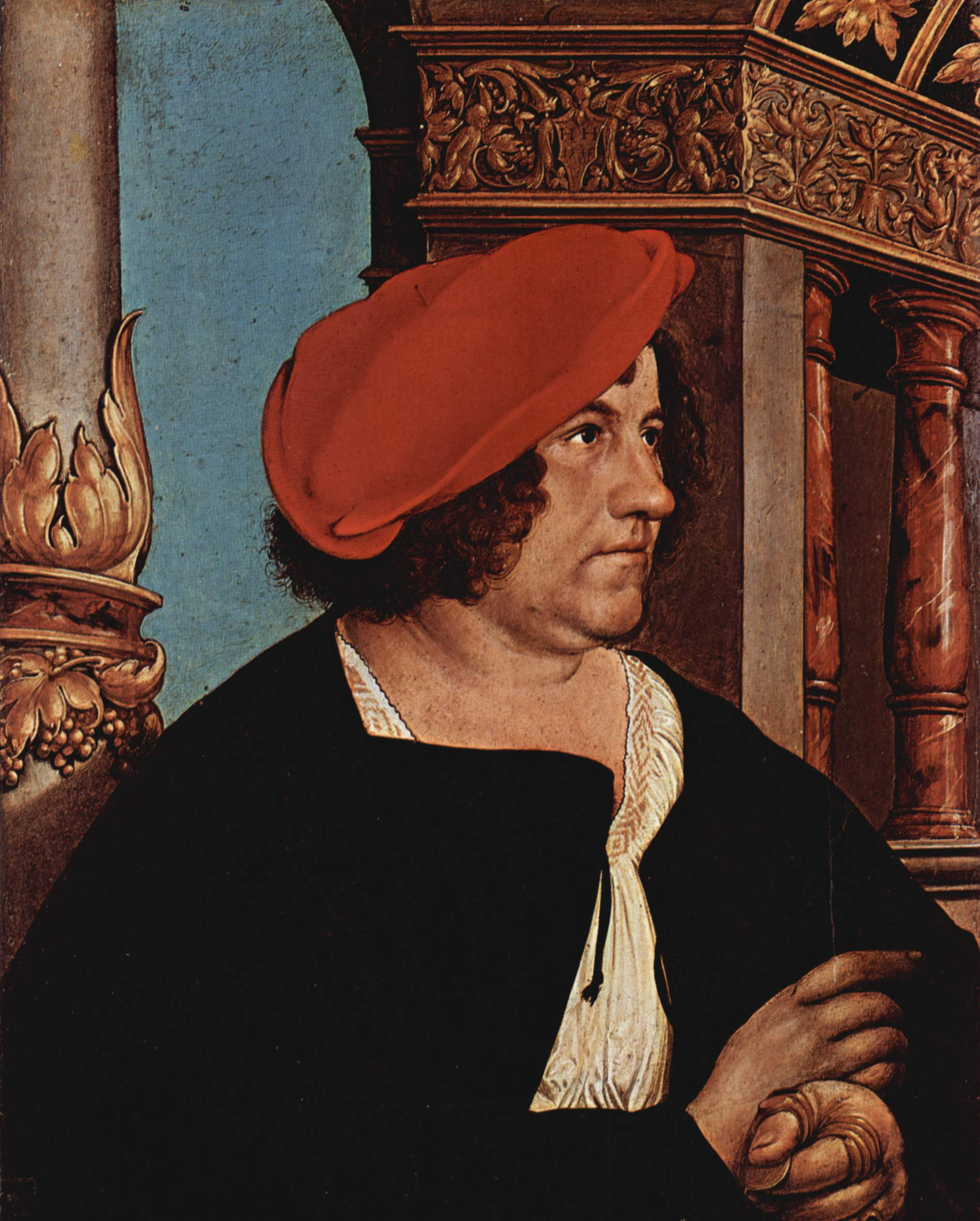
Jakob Meyer zum Hasen

### Wissenschaft, Humanismus, Philosophie und Religion

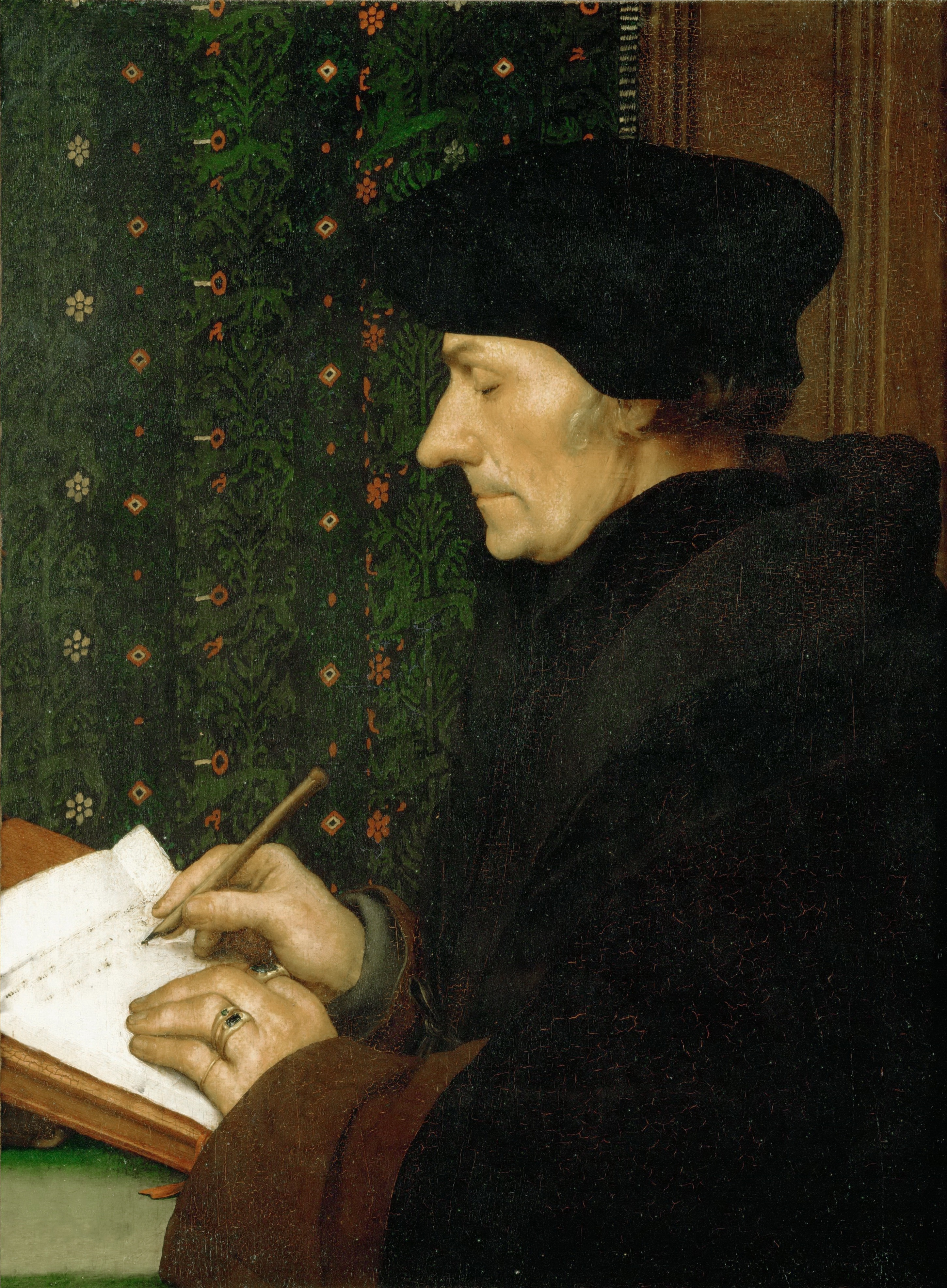
Erasmus von Rotterdam

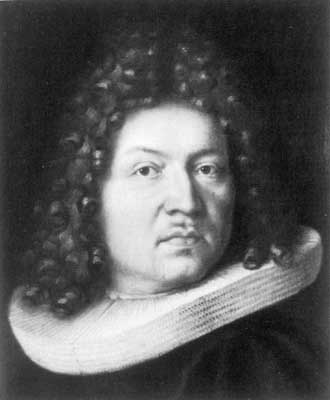
Jakob I Bernoulli

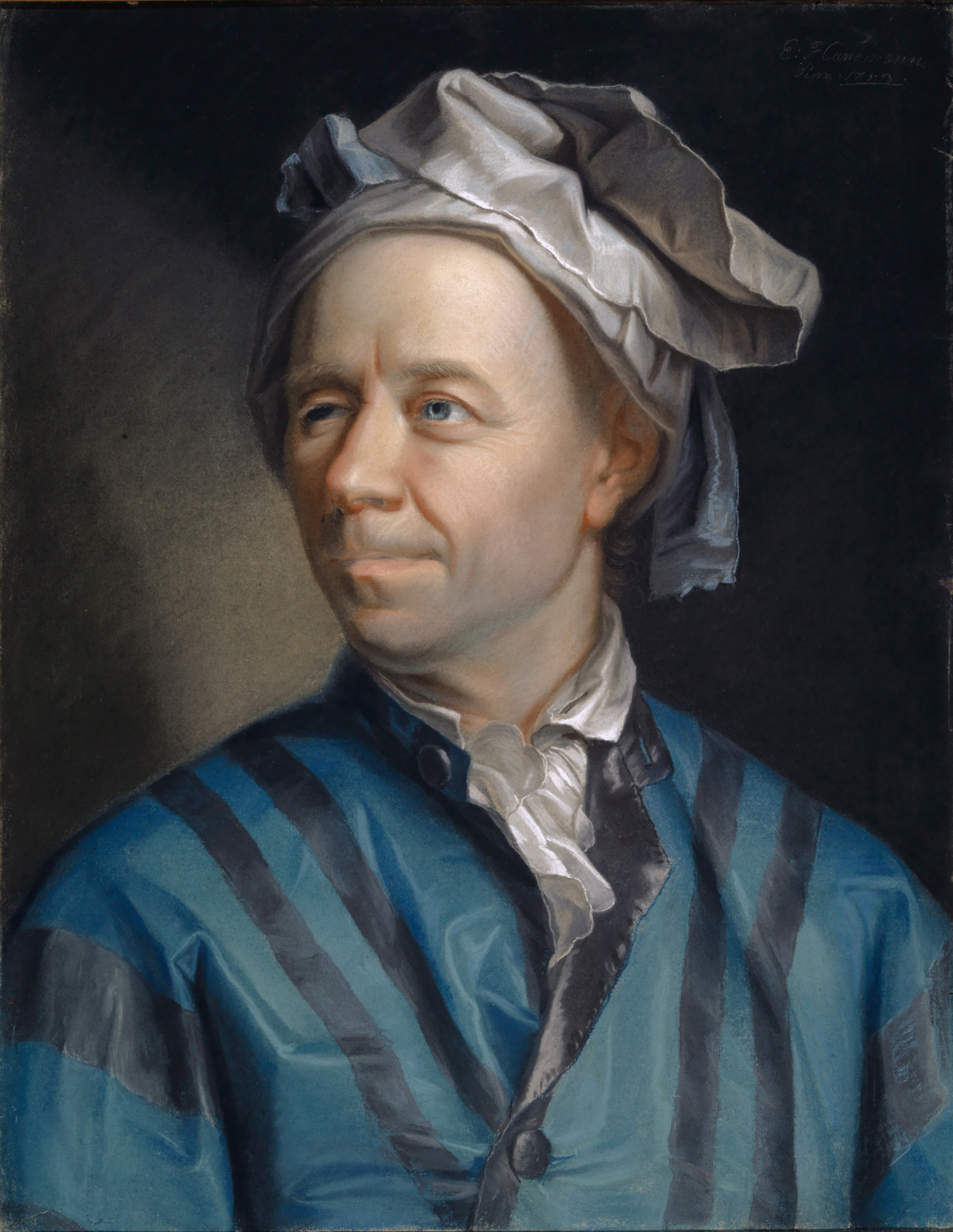
Leonhard Euler

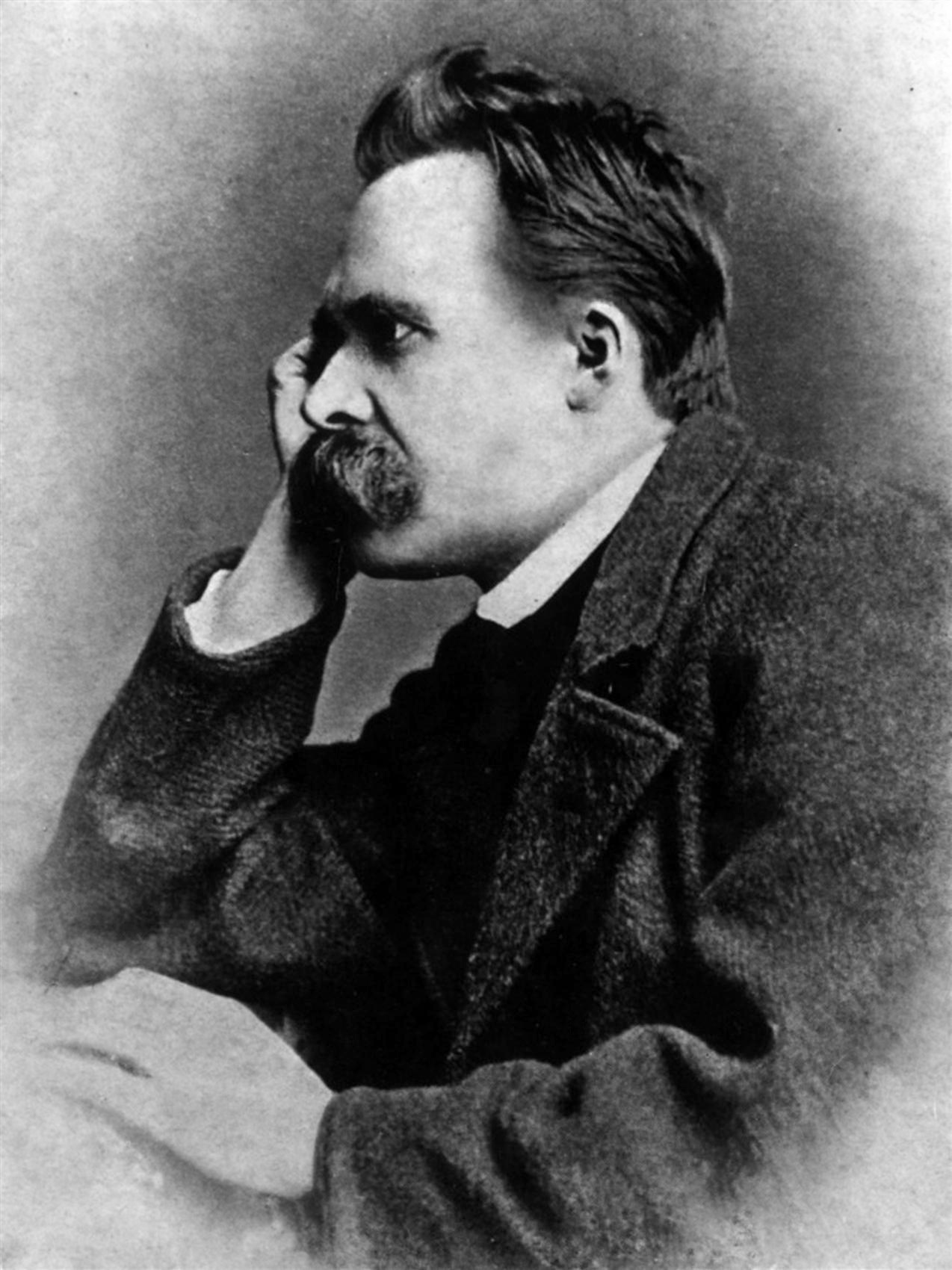
Friedrich Nietzsche

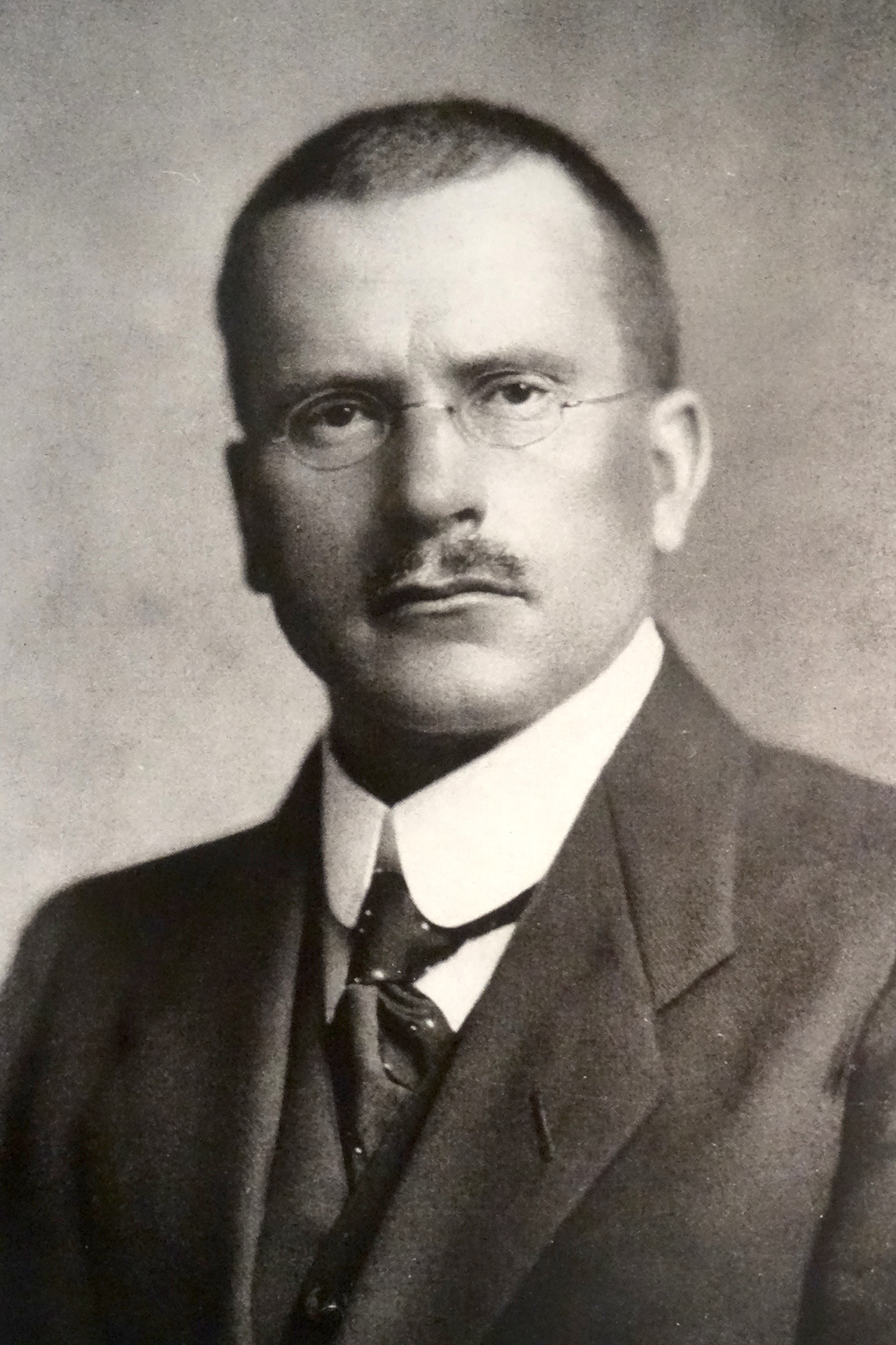
Carl Gustav Jung

### Kunst und Kultur

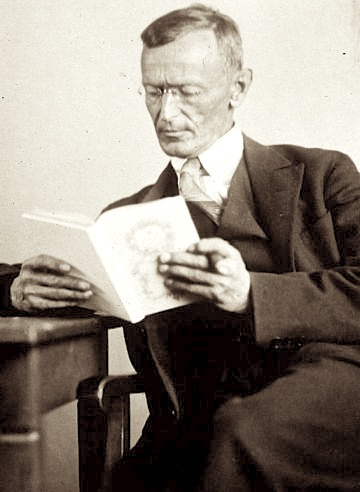
Hermann Hesse